# Fotbollens historia
Fotboll spelas i organiserad form sedan  1850-talet, men liknande bollspel har funnits mycket längre än så.

## Fotbollens ursprung (fram till ca 1700)

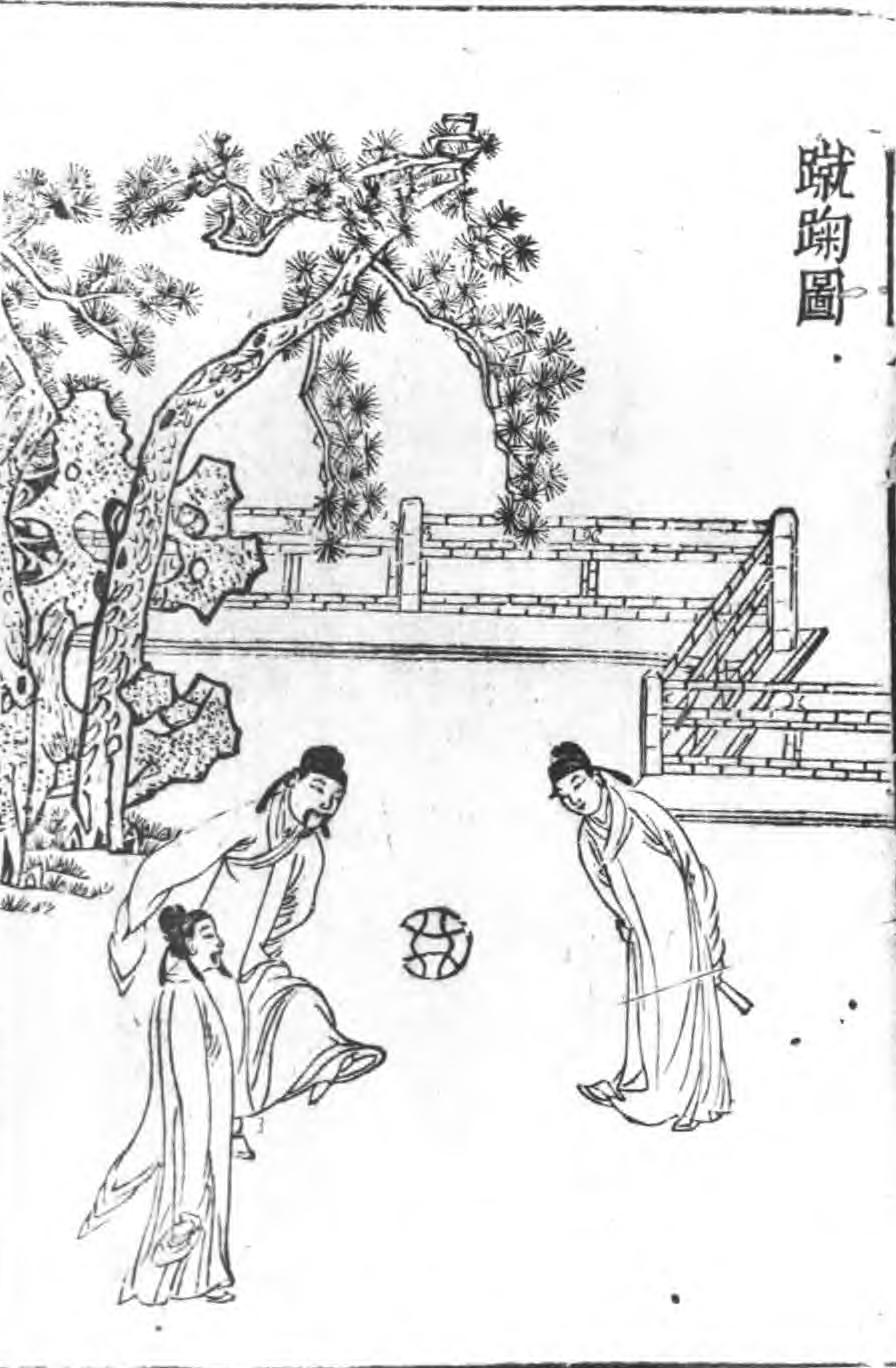
Cuju i Kina (1609).

### Bollspel under antiken och medeltiden
Bollspel överlag har funnits under stora delar av mänsklighetens historia. Utgrävningar visar att människor i gamla högkulturer som Egypten, Grekland, mm. har ägnat sig åt bollekar. Det är inte med säkerhet känt var fotboll ursprungligen kommer ifrån.  Den äldsta dokumenterade formen av fotboll kommer från de stridande staternas tid i Kina (400-talet f.Kr. till 221 f.Kr.) och enligt Fifa - det internationella fotbollsförbundet - är det kineserna som "uppfunnit" fotbollsspelet. På den tiden spelade man, som idag, i två lag och hade två mål (nät uppspända mellan bambustänger). Bollen var tillverkad av läder och fylld med fjädrar. Spelet, på kinesiska kallat cùjú (蹴鞠, spark-boll), blev efterhand mycket populärt. Även kvinnor utövade spelet och det fanns också många professionella spelare. Cuju fortsatte att praktiseras ända fram till Mingdynastins (1368–1644) tid då det i sin dåvarande form successivt dog ut. Snarlika spel spelades även i Kinas grannländer. I Japan, där det kallas kemari asobi (蹴鞠, hiragana: けまり), var spelet mycket populärt under Heian-tiden. Spelet har återupplivats under modern tid. Till skillnad från cuju och modern fotboll går kemari inte ut på att sparka in bollen i motståndarens mål, utan målet är endast att hålla bollen i luften.
Innan européerna kom till den amerikanska kontinenten fanns det även där olika bollspel i samband med religiösa högtider. Aztekerna kallade sitt spel tlachtli och målet var att få en gummiboll in i ringar som fanns på tempelmuren. Laget som förlorade dödades och offrades till gudarna. I den norra delen av Amerika spelade inuiterna aqsaqtuk, ett spel likt fotboll men som spelades med ett varierande antal lagmedlemmar och där spelplanen kunde vara upp till flera kilometer långa. Fotbollsliknande spel förekom även i Centralamerika under Mayatiden. 

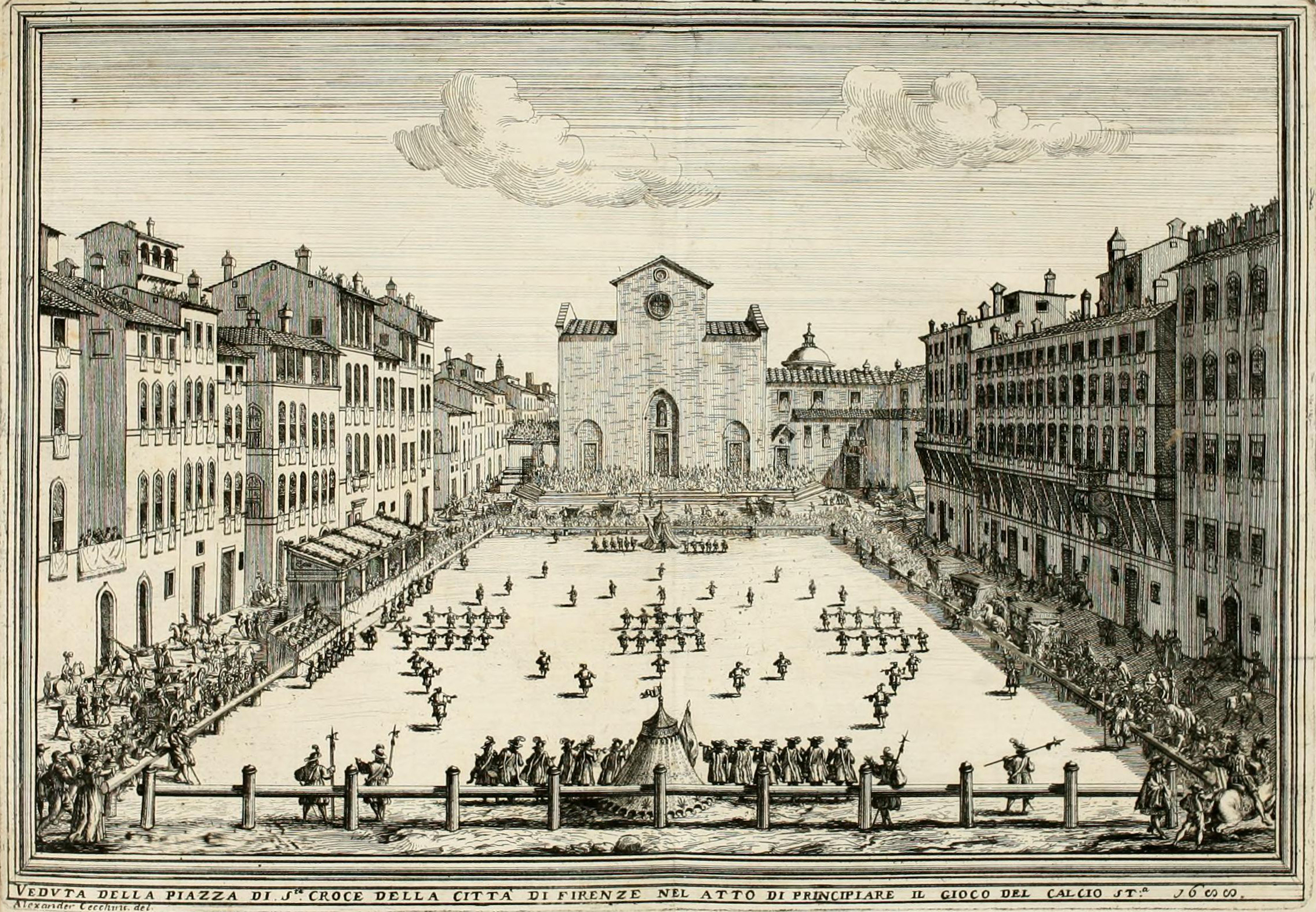
Calcio i Florens (1688).

Även i Europa utvecklades bollspel under medeltiden. I Florens (Italien) spelade överklassen (aristokratin) sedan 1500-talet ett spel som hette calcio där man kunde sparka bollen med fötterna eller slå den med händerna. Ett lag i calcio bestod av 17 spelare och hade olika lagdelar med målvakt, backar och anfallare vilket betyder att taktik var en viktig del av spelet. I Frankrike utövades ett bollspel som kallades för soule, choule eller cholle och som spelades vid religiösa fester. Spelet var mycket populärt och spelades i breda folklager, men även adelsmän och munkar gillade spelet. Spelet var våldsamt och oftast spelade två byar mot varandra. Bollen skulle befordras genom ett mål, vilket kunde bestå av alla möjliga slags öppningar som t.ex. en kyrkport. Sporten var mycket populär fram till 1700-talet, särskilt i Bretagne och Picardie fick den en stark förankring. Spelet var dock omdiskuterat, på 1300-talet utfärdade kung Filip den långe ett förbud mot fotboll. 

### Folkfotbollen i England

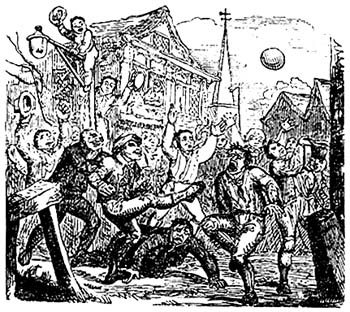
Folkfotboll i London (1721).

I England finns det direkta kopplingar mellan den medeltida fotbollen och dagens fotboll, men spelet var ändå helt annorlunda. Hela byar kämpade mot varandra och spelet gick ut på att få bollen in i det mål som man hade kommit överens om. Antalet lagdeltagare var inte definierat, spelytan var obegränsad och det fanns ingen egentlig skillnad mellan publiken och spelarna, alla som ville fick delta. Deltagarna var främst unga män och spelet ägde rum vid stora festdagar som t.ex. fettisdagen. Spelet involverade ofta mycket våld och tedde sig utifrån makthavarnas perspektiv som väldigt anarkistiskt. Därför fanns det starka strävanden från kungligt håll att förbjuda spelet, sedan 1314 och fram till 1667 utfärdades minst 30 förbud mot folkfotbollen. Fotbollens våldsamhet var en drivande kraft bakom förbuden men en annan aspekt var att de politiska eliterna gärna ville att folk istället för fotboll skulle ägna sig åt sådant som kunde stärka landets armé som t.ex. att öva bågskytte. Att förbjuda fotbollen var dock svårt och 1618 infördes football officers, en ny yrkesgrupp som skulle förhindra att fotboll utövades, dock utan större framgång. Även kyrkan instiftade förbud mot fotbollen eftersom man tyckte att fotbollen störde sabbaten, dvs. söndagen som ju var tänkt som en vilodag för människor och inom dåtidens litteratur förfasade man sig över fotbollen. På universiteten insåg man dock snabbt betydelsen av studenternas fysiska aktivitet och därför skapade ledningen på Cambridge university möjlighet till att spela fotboll på begränsade ytor. På Oxford university ville de styrande förbjuda fotbollen, men studenterna spelade i alla fall.

## Den moderna fotbollen växer fram (1700–1867)

### Gentlemannaidealet

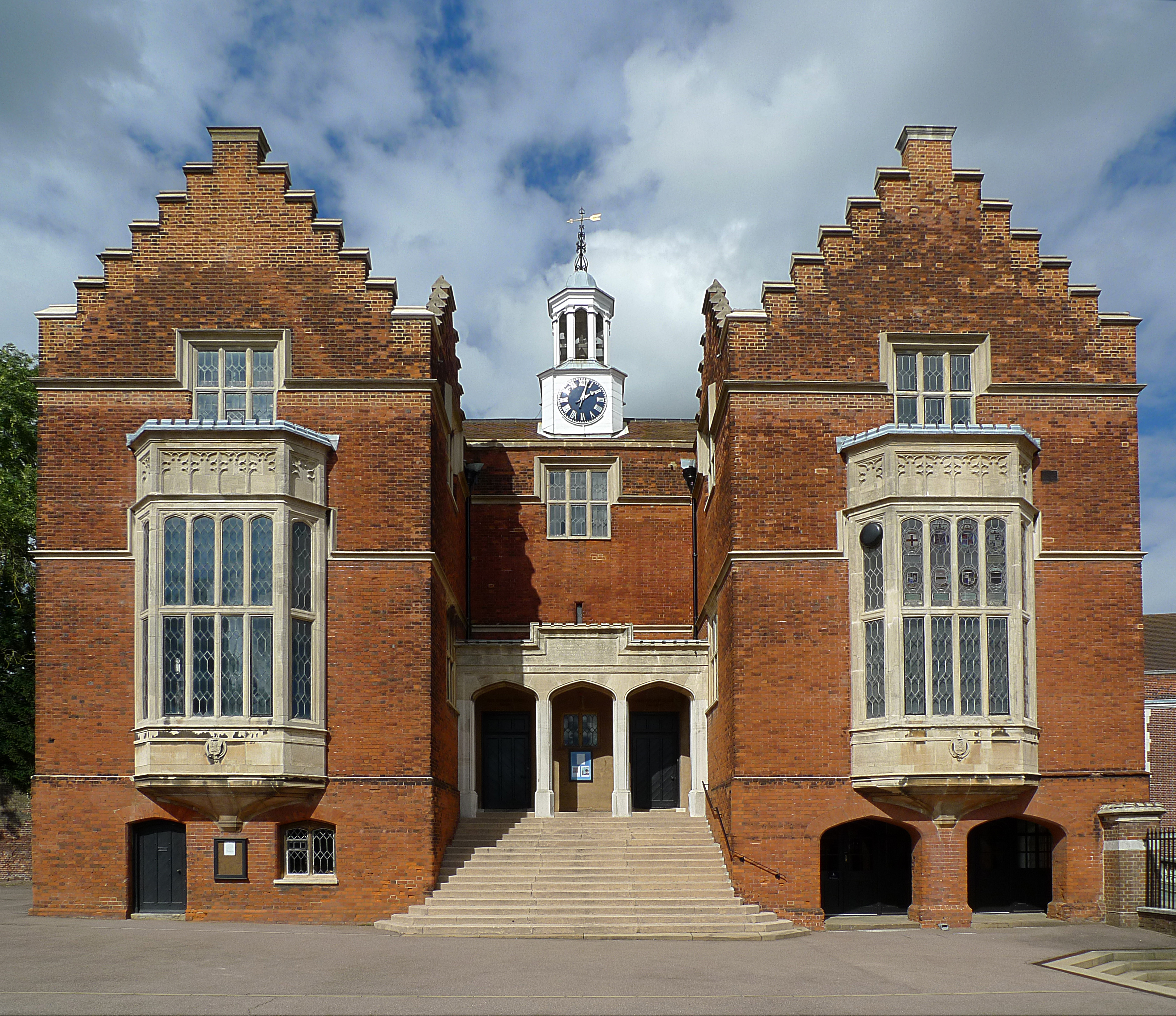
Harrow (2013).

I grund och botten var det industrialiseringen som innebar dödsstöten för den klassiska folkfotbollen eftersom det nya samhället krävde en annan livsstil. Arbetsdagarna blev längre, helgdagarna minskade och fria ytor bebyggdes med hus och fabriker. Därmed förpassades fotboll till begränsade ytor.
Fotbollens räddning blev internatskolorna där folkfotbollen sedan 1700-talet var väldigt populär vilket berodde på elevernas sociala bakgrund. Internatskolorna befolkades av överklassbarn som ägnade sig åt ett väldigt tufft beteende gentemot både lärare (som inte hade lika fin bakgrund som eleverna) och de yngre eleverna som utsattes för pennalism. Den våldsamma folkfotbollen passade därmed väl in i denna miljö. På en del skolor fördelades spelpositionerna utifrån den sociala hierarkin där de unga fick ta försvarsuppgifterna medan de äldre fick inta anfallspositionerna där de kunde visa upp sig genom exempelvis dribblingen som hade blivit en populär spelstil på de förhållandevis små spelytor som fanns intill internatskolorna. Men när industrialiseringen slog igenom ändrades också internatskolornas sociala sammansättning eftersom den nya klassen välbärgade företagare och köpmän började skicka sina söner till internatskolorna. Därmed uppstod också nya krav på skolorna som inte bara skulle lära ut kunskap utan även skulle uppfostra eleverna till gentlemän som kunde uppföra sig i sociala sammanhang.
För den nya medelklassen blev gentlemannaidealet också viktigt för att avgränsa sig från den nya arbetarklassen. Som gentleman skulle man vara både nobel och hård, modig och självbehärskande, individualist, ledare och även trogen mot kamraterna, nationen, skolan, imperiet och gud. Även självkontrollen utmärkte en gentleman vilket skiljde honom från de lägre klasserna som ansågs vara mer styrda av känslor och tanklöshet. Genom att spela fotboll eller rugby skulle dessa egenskaper växa fram. Med sin blandning av individualism och kollektiv samverkan ansågs sporten vara ett bra redskap för att uppnå detta mål. Därför började allt fler rektorer att upptäcka fotbollen för sitt eget syfte, men för att få bort de mest brutala sidorna av den klassiska folkfotbollen började regler att skrivas ner. Men dessa regler skiljde sig ganska mycket från dagens fotboll, i vissa varianter var det exempelvis tillåtet att använda både fötter och händer.

### Cambridgereglerna

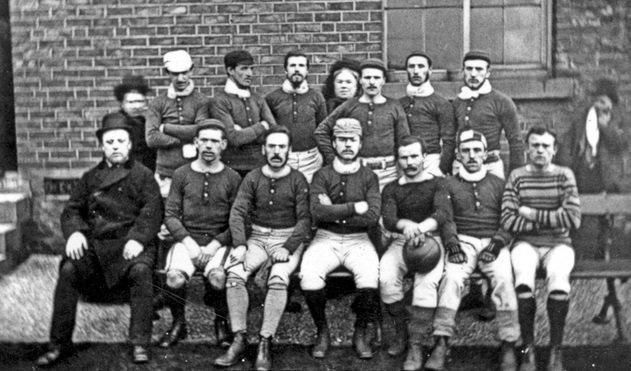
Sheffield FC (1876).

På 1840-talet började skola efter skola att skriva ner regler för fotboll, den första var skolan vid Rugby 1846. Det fanns dock inga enhetliga regler än vilket skapade problem när elever från olika skolor möttes. Elever vid universitetet i Cambridge gick här i täten och sammankallade en regelkommitté med elever från olika skolor som 1848 skrev ner Cambridgereglerna. I december 1856 reviderades reglerna och man behöll tio stycken kvar. Dessa regler fick spridning även utanför skolmiljön och de första fotbollsklubbarna började bildas, först ute var Sheffield FC 1857 som också hjälpte till att närbelägna Hallam Cricket Club skaffade en fotbollsavdelning 1859. Och det var också de två lagen som spelade de första fotbollsmatcherna utanför internatskolorna. Ett annat stort centrum för fotbollen blev London där f.d. elever från internatskolorna ville fortsätta att ägna sig åt sitt intresse för fotboll. I fotbollens gryningstid bestod en stor utmaning i att komma överens om gemensamma regler både när det gällde hur många spelare som skulle finnas i varje lag och hur matcherna skulle spelas.

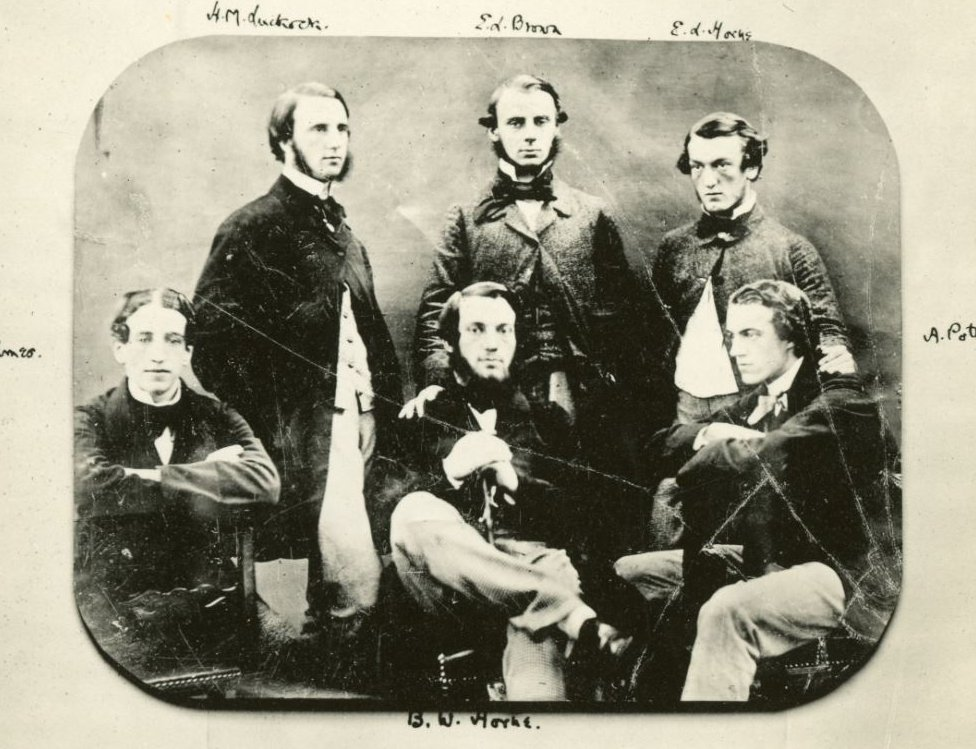
Luckock (uppe t v) och Horne (uppe t h) från Cambridgekommittén.

I grund och botten fanns det vid den här tidpunkten två olika regelböcker: den som hade tillkommit i Cambridge och en annan som hade tillkommit vid skolan i Rugby. Den förstnämnda liknade mer dagens fotboll medan den sistnämnda mer liknade den sporten som än idag går under just beteckningen Rugby vilket så småningom ledde till att de två sporterna utvecklades parallellt. Men även de klubbar som hade bestämt sig för att spela fotboll hade fortfarande problemet att det var svårt att komma överens om vilka exakta regler som skulle gälla vid varje match. Och detta problem blev ännu mer trängande eftersom det hela tiden uppstod nya klubbar som gärna ville tävla mot varandra. Återigen var det Cambridge som gick i täten och initierade bildandet av en kommitté där representanter från olika skolor ingick. Under oktober och november 1863 utarbetades 14 paragrafer som klubbades den 26 november och som följdes av en uppvisningsmatch där man visade för åskådarna hur fotbollen såg ut med de nya reglerna. Med gemensamma regler blev det nu mycket lättare att arrangera matcher mot varandra. Samtidigt fick fotbollen generellt sett en allt större acceptans i det engelska samhället och även hos myndigheterna som hoppades på att fotbollen skulle hjälpa till att fostra engelsmännen till goda medborgare.

### Football Association

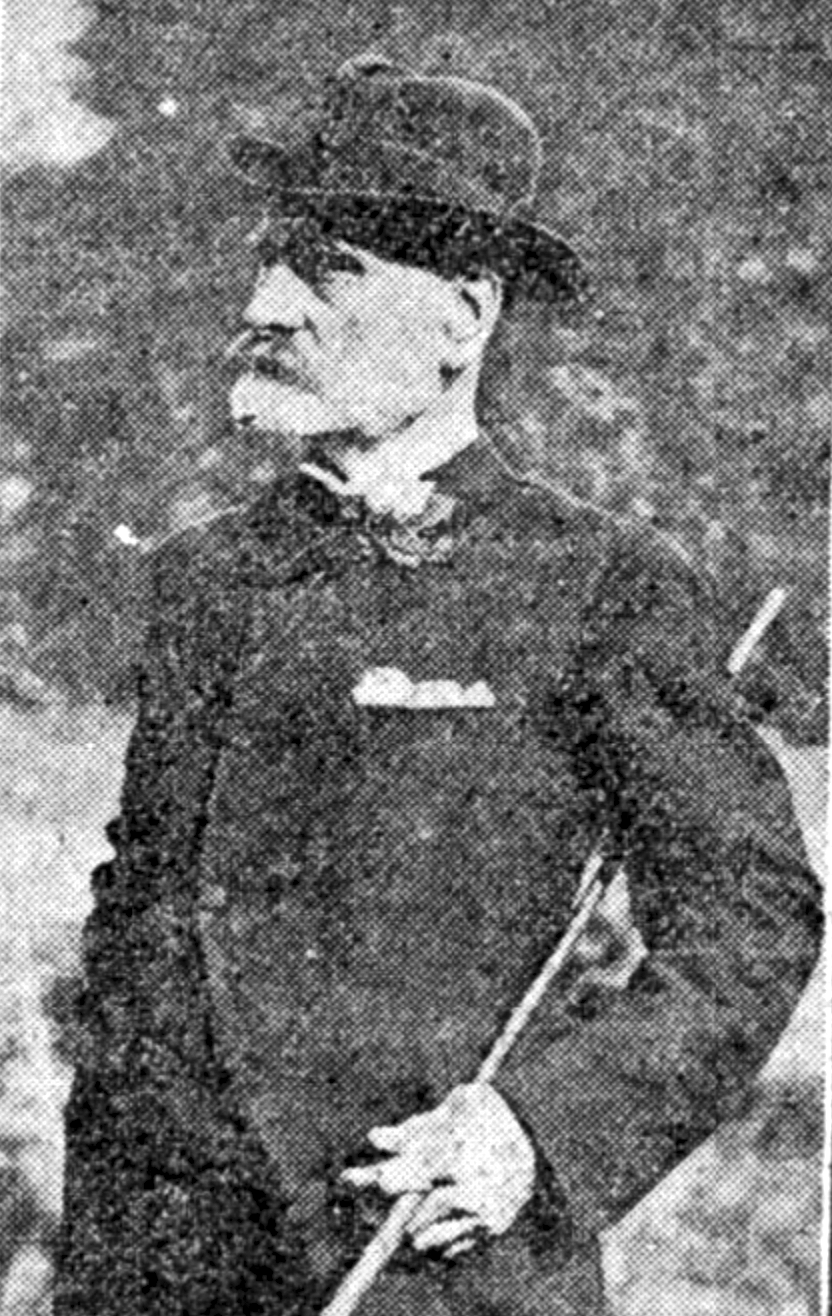
Ebenezer Morley.

När allt fler fotbollsklubbar bildades uppstod samtidigt behovet att ge fotbollen en fast struktur med fasta regler. Ebenezer Morley, lagkapten för Barnes FC, blev pionjären som bjöd in på möte på Freemason's Tavern i London dit flera klubbrepresentanter kom. Internatskolorna dök inte upp eftersom de gärna ville bibehålla de regler de hade bestämt själva. På mötet den 26 oktober 1863 godkändes Morleys förslag att bilda Football Association. Den svåra uppgiften var däremot att komma överens om de regler som skulle gälla fortsättningsvis. I ett försök att hålla ihop "fotbollsfamiljen" skulle även Rugbys regler inkluderas och således fick man enligt Morleys 14 regelparagrafer, som han presenterade den 24 november, ta bollen bollen med händerna i vissa lägen och till och med sparka motståndaren (hacking). Men på samma möte tog Morley själv fram Cambridgereglerna (se ovan) som innehöll mycket mer fotboll än Rugby. Det fanns dock några klubbar från Blackheath som insisterade på att hacking skulle finnas kvar, men det var Cambridgevarianten som hade en klar majoritet bakom sig. När Sheffield FC (som första klubb utanför London) anslöt till FA den 1 december fick detta en avgörande konsekvens eftersom klubben motsatte sig både hacking och att ta bollen med händerna. Den 15 december antogs Cambridgereglerna av FA. Konsekvensen blev dock att Blackheathgruppen lämnade FA vilket markerar fotbollens splittring i två grenar: fotboll och rugby.

### Dribbla eller passa?
Att Sheffield (och Lincoln) hade anslutit till FA hade spridit fotbollen utanför London, men för att snabba på utvecklingen tryckte fotbollsförbundet regelhäften som såldes för fem pence, större affischer med reglerna på kunde köpas för 7,5 pence. Detta var också nödvändigt eftersom reglerna fortfarande var omtvistade. Dels fanns det många fotbollsliknande spel i hela England och dels kunde även FA-medlemmarna använda regelvarianter, t.ex. förekom hacking ännu i vissa matcher. Likaså var det inte reglerat hur många spelare som skulle finnas i varje lag, matcher med upp till 20 spelare i varje lag kunde förekomma. En central roll spelade här distriktet i Sheffield som gick i täten genom att föreslå en ny offsideregel som skulle förändra spelets karaktär. Hittills hade varje passning framåt tolkats som offside vilket var den regel som ursprungligen hade införts av internatskolorna vid Eaton och Harrow. Men i Westminster och Charterhouse hade man praktiserat en annorlunda offsideregel som gick ut på att en spelare som fick en passning bakifrån och hade minst tre spelare mellan sig och mållinjen inte var offside. Denna regel antogs av FA 1866 och ändrade fotbollens sätt att spela. Den gamla offsideregeln hade gjort det nödvändigt att dribbla för att komma framåt men med den nya offsideregeln kunde man nu passa sig framåt. Därmed fick spelet en större dynamik och antal gjorde mål ökade. Samtidigt avskaffades handspelet gradvis.1867 användes de nya reglerna för första gången i en uppvisningsmatch som spelades i Battersea Park i London vilket ökade fotbollens popularitet och ledde till att allt fler klubbar ansökte om medlemskap i FA.
Men trots den nya offsideregeln sågs dribbling fortfarande som en dygd i stora delar av England. Sakta men säkert fick passningsspelet dock sitt genombrott. Första beviset för passningsspelets överlägsenhet kom i den första landskampen mellan Skottland och England den 30 november 1872 där skottarna med sina passningar åstadkom ett oavgjort mot de fysiskt spelande engelsmännen. Fler bevis kom i FA-cupfinalerna på 1880-talet där passningsskickliga lag som The Old Carthusians och Blackburn Olympic allt oftare vann pokalen. I och med att passningsspelet vann mark ändrades också formationerna. På 1870-talet var det vanligt att spela ett 1-2-7 eller ett 2-2-6 där det i regel användes två centrala anfallare. Eftersom det ansågs vara onödigt med två anfallare i mitten drogs en av dem tillbaka och blev en central mittfältare som fick omfattande uppgifter så som speluppläggare, defensiv kraft, offensiv kraft samt målgörare. På 1880-talet blev detta nya 2-3-5 standardformationen.

## Fotbollen blir ett massfenomen (1867–1920)

### FA-cupen

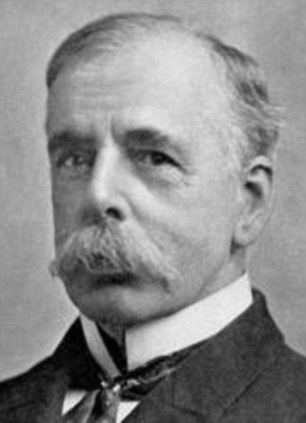
Charles W. Alcock (1910).

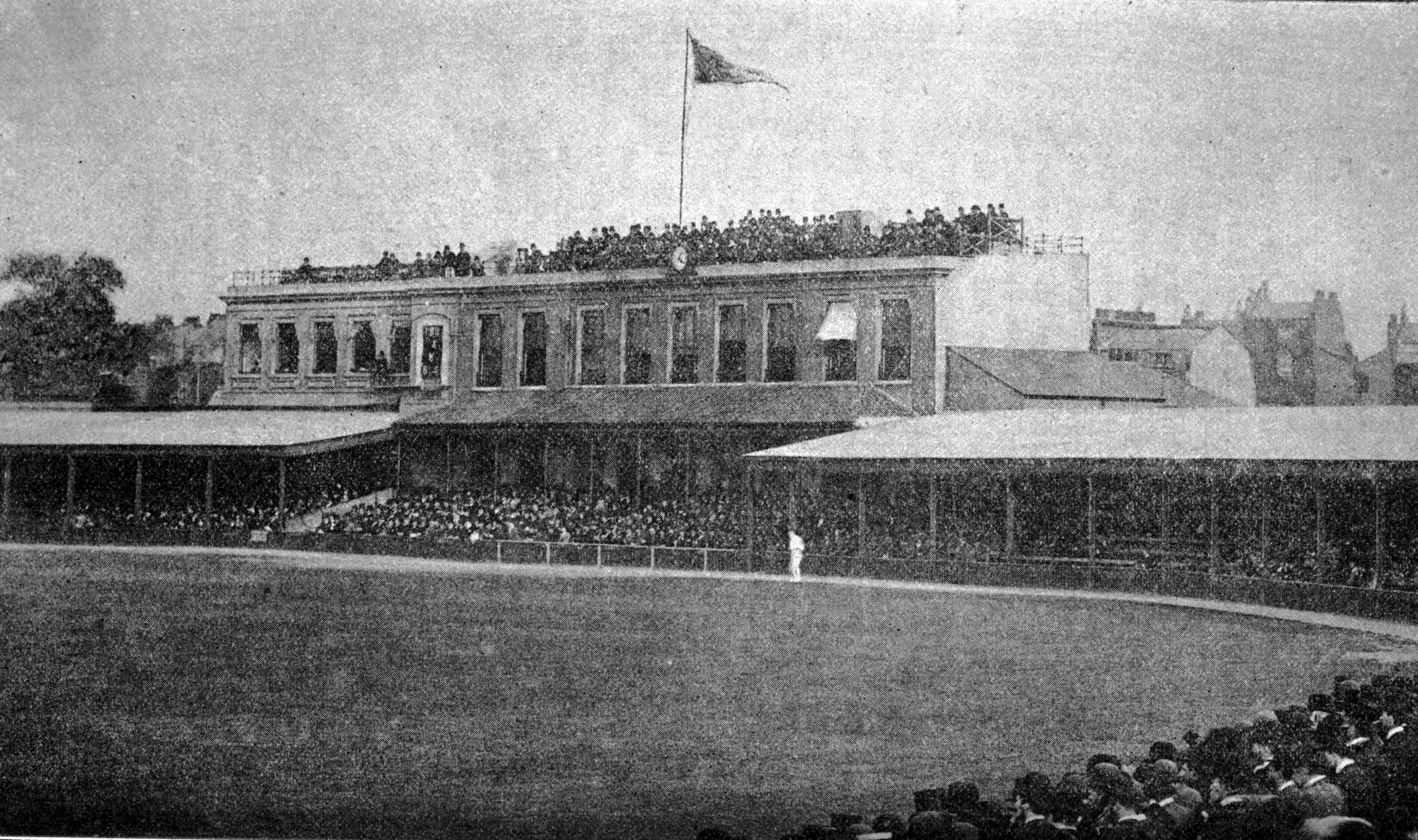
Kennington Oval ("The Oval").

Ute i landet insåg fler och fler klubbar fördelarna med enhetliga regler även om städer som Sheffield fortfarande använde sina egna varianter, t.ex. frispark vid ojuste spel, hörnspark, inkast och inspark. Men Sheffields framåtanda visade sig även på ett annat plan när Thomas Youdan instiftade en silverpokal som tolv lag i staden tävlade om. När Hallam vann finalen den 5 mars 1867 på Bramall Lane hade de vunnit världens första fotbollsturnering. 1868 gick nyupplagan av stapeln. På 1870-talet uppstod överallt nya fotbollsklubbar men problemet utifrån FA:s perspektiv var att dessa klubbar inte var medlemmar i Fotbollförbundet plus att Rugby samtidigt hade bildat Rugby Football Union år 1871 vilket ökade pressen ytterligare på FA att främja sin version av fotboll. Den nyvalde sekreteraren Charles Alcock var här en drivande kraft som fann flera lösningar som skulle hjälpa FA att sprida fotbollen. För det första ändrade Alcock fotbollsförbundets syn på reglerna, i en match mellan London och Sheffield lyckades han att få FA gå med på en kombination av båda regelböckerna, Sheffields förslag som frispark, inkast och hörnkast togs över av FA. Med denna regelkompromiss ökade antalet klubbar som spelade med samma regler. För det andra föreslog Alcock en utslagsturnering för alla medlemmar i FA, en idé som han hade fått ifrån sin skoltid vid Harrow där utslagsturneringar mellan olika elevhus hade varit vanliga. Förslaget godkändes av FA:s styrelse men eftersom en sådan cupturnering ökade tävlingsmomentet justerades reglerna ytterligare. Den största förändringen blev att man införde en umpire (skiljedomare) som kunde tillkallas om tvistigheter uppstod mellan lagen. Kunde skiljedomaren inte lösa konflikten skulle en referee kallas till hjälp. När FA i oktober 1871 skickade ut sin inbjudan till cupen hade dock de allra flesta lagen redan hunnit att bestämma sitt spelschema för säsongen och därför deltog till slut bara 15 lag varav 13 var från London, endast Queen's Park från Glasgow och Donnington School (Lincolnshire) var inte från huvudstaden. Finalen i mars 1872 på "The Oval" mellan Wanderers FC och The Royal Engineers vann Wanderers med lagkapten Charles Alcock. Trots alla hinder blev FA-cupen en succé där KO-formatet attraherade både spelare och publiken. Eftersom tävlingen var så pass populär och därmed drog till sig allt fler lag ökade också behovet av att specificera reglerna för spelet. 1872 fastställdes bollens storlek, 1873 infördes möjligheten att utvisa spelare, 1874 skrevs skiljedomaren in i regelboken och 1880 blev domaren en officiell del av spelet. De lag som ville delta i turneringen tvingades acceptera FA-reglerna och därmed skedde också en standardisering av fotbollsspelet. Även universiteten, som länge hade vänt sig mot regler som exempelvis FA:s tolkning av offside, godkände till slut fotbollsförbundets sätt att spela genom att anmäla sig till FA-cupen. Även Sheffield, som länge hade spelat med egna regler, deltog sedan 1873 i tävlingen och skrev därmed också under på FA:s regelbok. Att nya lag anslöt till FA-cupen var nödvändigt eftersom Skottland 1873 hade bildat sitt eget fotbollsförbund och därmed deltog de skotska lagen inte längre i den engelska tävlingen.

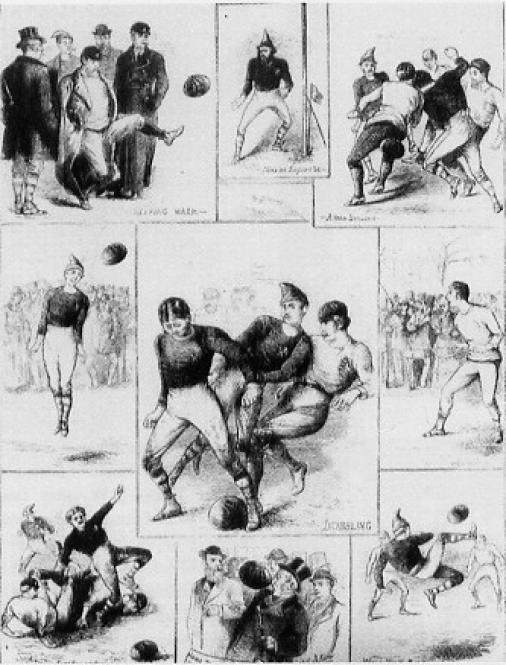
England mot Skottland år 1872.

Att England och Skottland började gå skilda vägar visade sig också i att man började spela landskamper mot varandra. FA-sekreteraren Charles Alcock hade länge haft en tanke om att arrangera matcher mellan de två distrikten och den 30 november 1872 var det äntligen dags när Queen's Park Glasgow som representant för Skottland spelade mot ett engelskt urval med spelare från Oxford University, Sheffield Wednesday och Nottingham County. Inför 4 000 åskådare i Partick, Glasgow slutade denna första officiella landskamp 0–0.

### Arbetarklassen upptäcker fotbollen
Under andra halvan av 1800-talet började den nya arbetarklassen att intressera sig för fotbollen och därmed fick sporten ett mycket bredare genomslag i hela samhället. En viktig orsak för arbetarklassens intresse var arbetstidsförkortningen som gjorde att halva lördagen blev till fritid för allt fler människor. Fotboll som en ganska fysiskt krävande sport drog också nytta av att 30% av engelsmännen var under 15 år och att det således fanns ganska mycket energi bland de unga arbetarna som kunde komma till användning på fotbollsplanen.
De vanligaste platserna där fotbollsklubbarna uppstod var kyrkor, fabriker, arbetarkvarter och pubar. Att kyrkan engagerade sig i frågan hade sin grund i att många präster hade lagt märke till den fattigdom och den sociala oro som spred sig i den industriella revolutionens kölvatten. Prästerna såg här en möjlighet att locka till sig arbetarna och pratade om "muskulär kristendom" där fysisk aktivitet var en viktig del. I Birmingham hade ca en fjärdedel av alla klubbar en kristen anknytning, en av dem var Villa Cross Wesleyan Chapel vars medlemmar bestämde sig 1874 för att spela fotboll vilket blev början för Aston Villa. I St. Luke's Church i Blakenhall uppstod den klubb som idag är känd som Wolverhampton Wanderers och i London var det fotbollslaget vid St Andrews Sunday school som senare skulle bli Fulham FC. Fotbollslaget Southampton FC har också kyrkliga rötter i St Mary's Church och även i Liverpool var ca en fjärdedel av föreningarna knutna till ett religiöst samfund. En annan ort där fotbollslag uppstod var fabrikerna där industriarbetarna ägnade sig åt det växande fritidsintresset. Framförallt järnvägsanställda var väldigt aktiva i att bilda klubbar: 1863 var det järnvägare vid North Staffordshire Railway som lade grunden för Stoke City och det var arbetare från samma yrkesgrupp som grundade klubben Newton Heath som 1902 bytte namn till Manchester United. Men även andra arbetaryrken var flitiga i att grunda klubbar som arbetarna på krigsmaterielfabriken i Woolwich som började spela fotboll 1886, grunden för Arsenal FC. En till grogrund för fotbollslag var cricketspelare om började spela fotboll som t.ex. Sheffield Wednesday och Tottenham Hotspurs. Sist men inte minst uppstod många klubbar i kvarteren där arbetarna bodde. Även pubar var en plats där fotbollsföreningar uppstod eftersom krogarna ofta hade mark att erbjuda där man kunde spela fotboll samtidigt som man kunde sälja öl till både fans och spelare. I pubmiljön visade sig redan vid denna tidpunkt vilken roll pengarna skulle spela för fotbollen, något som förstärktes av att affärsmän började engagera sig. Därmed kom även proffsfotbollen in i bilden, dvs. möjligheten att spela fotboll på heltid mot betalning.

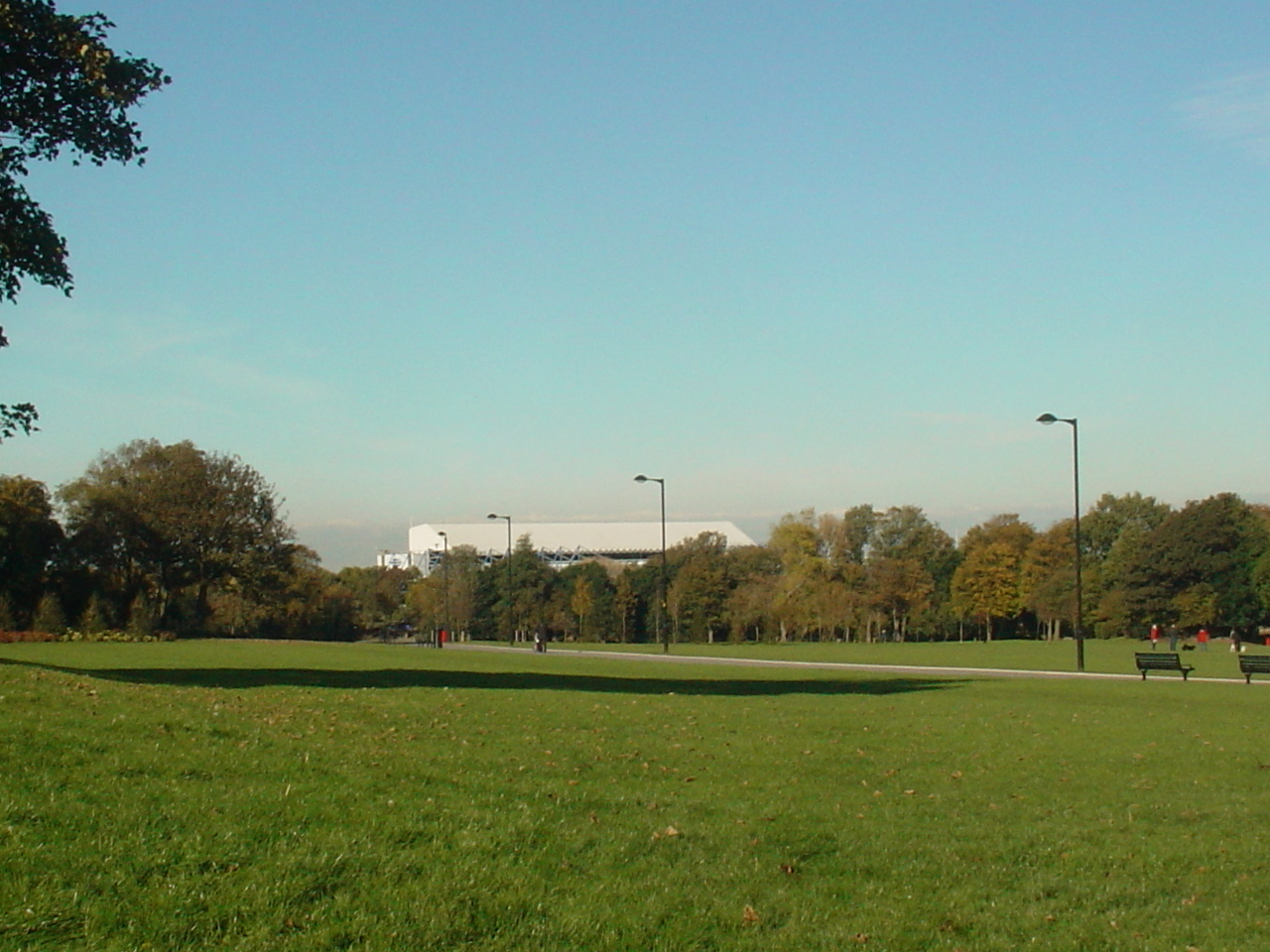
Stanley Park (2010).

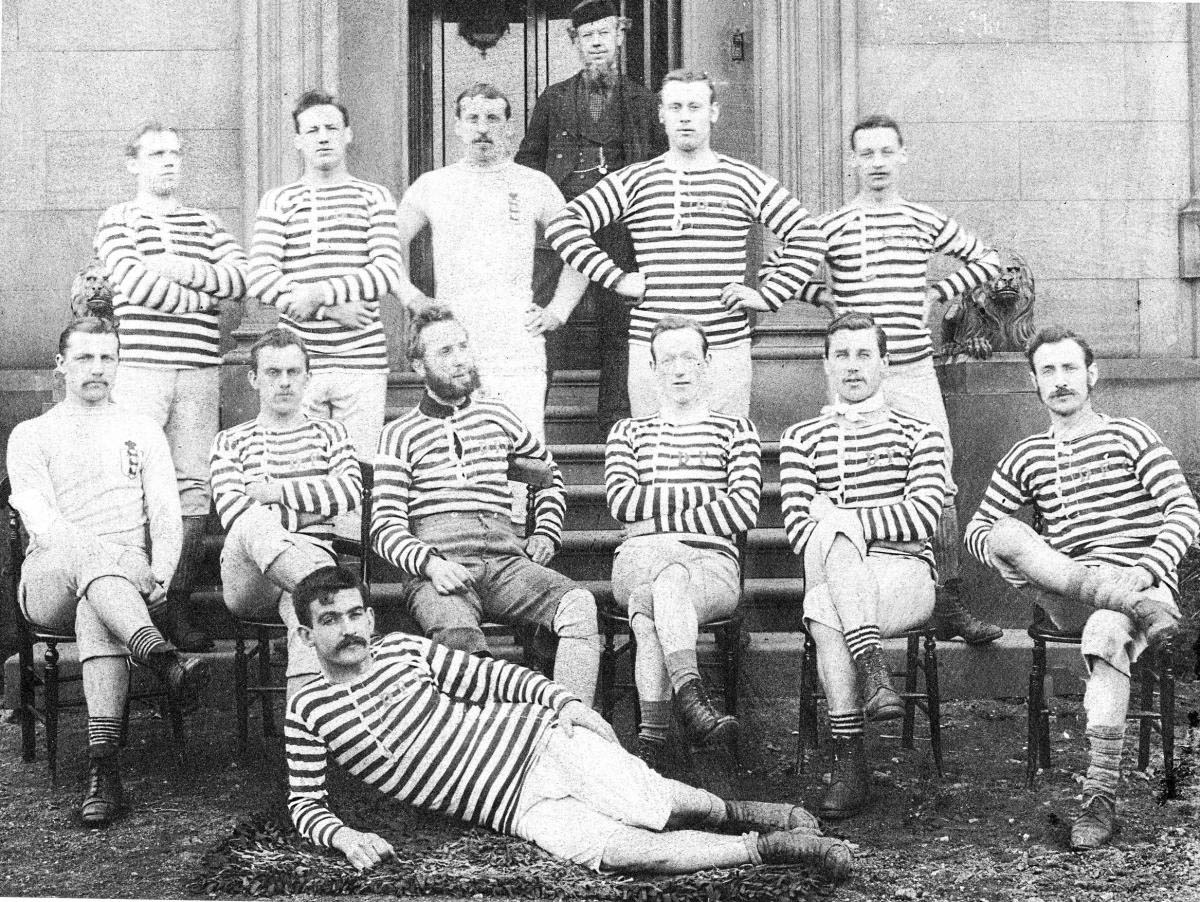
Darwen FC (1879).

Fotbollen hade dock fortfarande problem att vinna kampen mot Rugby som i många städer som Birmingham, Liverpool och Manchester hade starka fästen men fotbollen vann snabbt mark och i december 1875 valde tio klubbar i Birmingham att bilda Birmingham Football Association och startade en lokal cupturnering. Sheffield gjorde samma sak och startade sin egen turnering 1876/77. I Liverpool blev öppnandet av Stanley Park början för Everton FC. I huvudstaden spelades fortfarande den officiella FA-cupen, men åskådarmässigt började man tappa mark när enbart 4 000 åskådare såg finalen medan finalen i Sheffields cupfinal sågs av 8 000. Sheffield hade dock fortfarande andra regler vilket gjorde att motståndarna som spelade mot Sheffield inte hade någon chans mot laget. Därför bestämde Sheffield FA i februari 1876 att spela efter de nationella FA-reglerna. Och när även lagen i Manchester annonserade ett år senare att de skulle ansluta sig till reglerna hade England i mars 1877 fått en gemensam syn på fotbollen. Allt fler lokala distrikt bildades nu som i sin tur startade egna lokala cuper. Detta hade dock kunnat utmana Football Associations makt på sikt, men det förhindrade fotbollsförbundet genom att representanterna för de viktigaste distrikten valdes in i FA:s styrelse. Sedan slutet av 1870-talet märktes detta också på FA-cupen som fick allt mer icke-Londonbaserade lag att delta. Samtidigt blev också arbetarnas begeistring allt mer kännbart och ett maktskifte från gentlemannalagen till arbetarlagen antyddes säsongen 1878/79 när Darwen, ett rent arbetarlag, nådde kvartsfinalen mot gentlemanna- och amatörlaget The Old Etonians som först efter ett 5–5 i match ett och ett 2–2 i match två kunde segra i tredje matchen med siffrorna 6–2.
Men arbetarklassens segertåg fortsatte och sedan 1880-talet var det klubbar som Blackburn Rovers och Blackburn Olympic som hade ett övertag mot amatörklubbar som Old Etonians eller Old Carthusians. Men arbetarklassens intåg i fotbollen förändrade också antalet fotbollsklubbar. 1870 var knappt 40 klubbar registrerade hos Football Association, kring 1890 hade FA vuxit till tusen klubbar. Även publikintresset återspeglar fotbollens expansion. På 1870-talet hade FA-cupfinalen i genomsnitt följts av knappt 4 000 åskådare, på 1880-talet hade siffran stigit till 13 000 och på 1890-talet hade den vuxit till 45 000 personer.
Överallt runtom i landet uppstod nya lokala distriktscuper som gav både möjligheten till att bilda nya klubbar och gav dem chansen att skaffa erfarenhet för den stora FA-cupen som t.ex. FC Middleborough som efter en årslång dominans i distriktscupen fr.o.m. 1883/84 deltog i den nationella cuptävlingen. Antalet medlemmar steg stadigt och när medlemsantalet hade blivit tillräckligt stort förbjöd FA sina klubbar att spela mot lag som inte var med i FA.

### Heltidsproffs

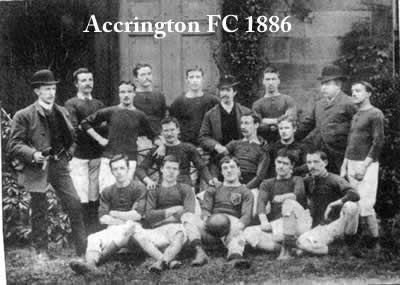
Accrington FC (1886).

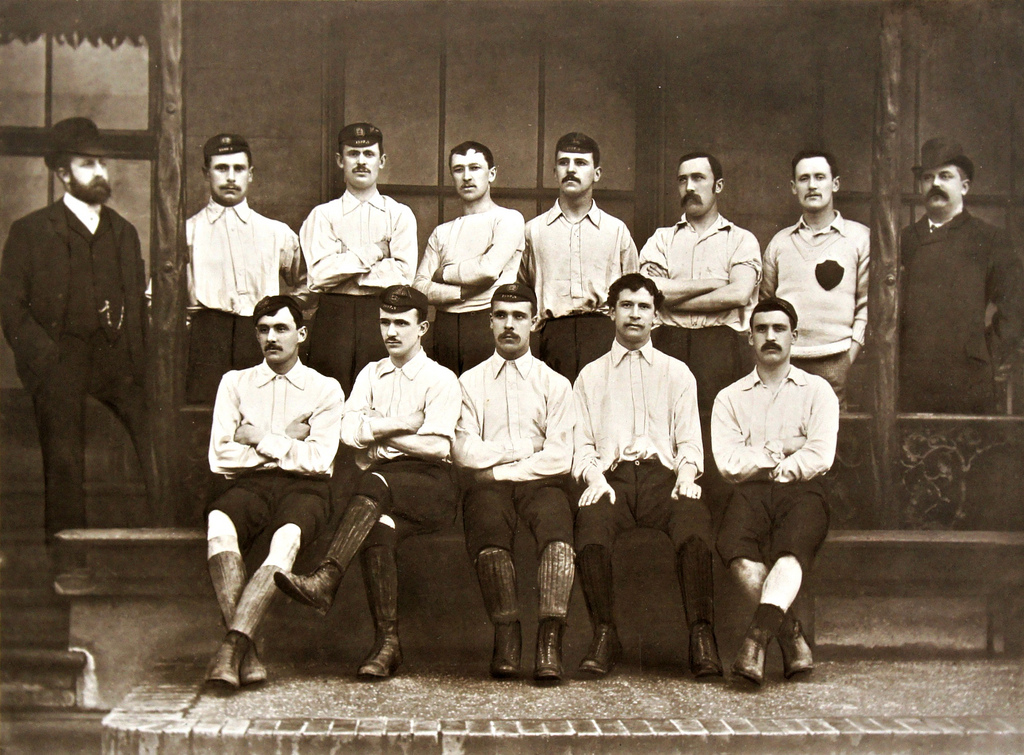
Preston North End (1888).

Fotbollen uppstod i över- och medelklassen och så länge dessa samhällsgrupper dominerade sporten var amatöridealet förhärskande bland spelarna, fotbollen betraktades som ett tidsfördriv. Detta gick så långt att de mest hårdnackade amatörspelarna vägrade att delta i några som helst tävlingsmatcher. Amatöridealet hade nära kopplingar till gentlemannaidealet (se ovan) och därför skapades även begreppet gentlemannaamatör. Gentlemannen förväntades vara amatör, dvs. man skulle inte spela om pengar utan skulle stå för alla kostnader själv och därmed visa att man var beredd att offra saker och ting för sin passion. Att vara amatör ingick i ett större sammanhang där även andra egenskaper som t.ex. etikettregler ingick och konflikter på planen skulle de lösa själva utan domare. Sporten fick inte tas på alltför stort allvar och man skulle inte vilja vinna till varje pris. Man skulle kämpa väl och resultatet skulle tas med lugn. Därav följde att det var otänkbart att en amatör skulle spela fult, en sann gentlemannaamatör, var man övertygad, tacklade inte sina motståndare. Av den anledningen sköt amatörlagen alla straffsparkar förbi målet med flit. Skicklighet var uppskattad, men bara om den föll sig naturlig och inte var resultatet av hård träning. Det mest framgångsrika amatörlaget Corinthians tränade principiellt aldrig och träffades enbart när de spelade match. Med dessa ideal ville man upphöja sig över de klasser som ansågs vara lägre stående (t.ex. arbetarklassen), att vara amatör var förbehållen de högre klasserna.
När arbetarklassen erövrade fotbollen ändrades inställningen till sporten grundläggande eftersom arbetarna inte hade de ekonomiska möjligheterna att enbart spela för nöjes skull utan krävde ekonomisk trygghet. En viktig förutsättning för denna utveckling var den begynnande kommersialiseringen, t.ex. tog man nu entréavgifter som först gick till välgörenhet men så småningom kom spelarna till del. James Lang och Peter Andrews, båda från Skottland, betraktas som de första heltidsproffsen när de 1876 värvades till lagen Wednesday respektive Heeley från Sheffield. Proffsen på denna tid hade officiellt en anställning på den lokala fabriken, men i praktiken sysslade de med fotboll på heltid vilket underlättades av att enskilda rika personer dök upp som sponsorer. 1882 hotade Football Association om uteslutning från FA-cupen ifall något lag bröt mot "proffsstadgan" och 1883 fälldes Accrington för brott mot stadgan och uteslöts från FA-cupen samt förbjöds att spela matcher mot andra medlemmar i FA, 1884 gick Preston North End ett liknande öde tillmötes när det uteslöts från FA-cupen och förlorade sitt medlemskap i fotbollsförbundet. Strax därefter var det Burnleys tur att bli fälld.
Men samtidigt samlades 33 klubbar, däribland Burnley, Aston Villa, Newton Heath (Manchester United) och Sunderland, under namnet The British Football Association och hotade att bilda ett eget fotbollsförbund där proffs var tillåtna. Hos FA registrerade man utbrytningsförsöket och frågan fick en tydlig klassprägel där de mer arbetarbetonade distrikten var för proffsfotboll medan medel- och överklassdistrikten, där amatörlagen dominerade, var emot. Det tyngsta argumentet emot fotboll som yrke var att det skulle överbetona betydelsen av att vinna matcher eftersom fotbollen var enda sättet för spelaren att försörja sig. Dessutom skulle sporten kunna korrumperas eftersom man ju även kunde ta betalt för att förlora en match. Förespråkarna för proffsfotboll menade dock att risken för detta inte var så stor eftersom fotboll var en lagsport. Men att tillåta proffsfotboll krävde en ändring av FA:s stadgar vilket i sin tur krävde en två tredjedels majoritet, något som var svårt att nå även om det visade sig på flera möten att proffsfraktionen hade en knapp majoritet. Parallellt till denna debatt arrangerades våren 1885 en matchserie mellan Preston North End, det bästa proffslaget, och Corinthians, det bästa amatörlaget. I en avgörande tredje match vann Corinthians med 1–0, men det hade ändå bevisats att proffsen stod sig väl i konkurrens med amatörerna. På en avgörande omröstning på Anderton Hotel i juli 1885 segrade proffsförslaget med 35–5, men det fanns starka begränsningar, t.ex. fick man enbart delta i FA-cupen ifall man hade varit bosatt i två år nära den klubb man spelade för.
Redan i slutet av 1885 var professionellt fotbollsspel ett vanligt inslag i England även om det inom FA fortfarande fanns en grupp som var tveksam till idén. Men när England på 1890-talet gick in i en lågkonjunktur förstärktes proffstrenden eftersom fotbollsspelarna nu var ännu mer beroende av inkomsterna från sporten, även om det ska sägas att deltidsproffset var den vanligaste anställningsformen vid denna tidpunkt. Med professionella fotbollsspelare följde också fenomen som t.ex. spelaragenter som började spela en betydande roll i att värva spelare men när klubbarna byggde upp egna verksamheter för talangscouting minskade behovet av agenter. Även fotbollstips höll sitt intåg i fotbollssfären, först ute var tidningen The Football Field (Bolton) där läsarna den 22 juni 1886 tick tippa slutresultaten i distriktscupen. FA förbjöd däremot vadslagning och höll klubbarna ansvariga för att sådan inte heller skulle förekomma bland publiken vilket kan tolkas som en tveksamhet mot fotbollens begynnande kommersialisering men samtidigt ville man också motverka sportens mörka sidor som hade visat sig i andra sporter som boxning eller löpning. Men ändå gick amatörer och proffs en gemensam väg inom FA, inte minst eftersom kungafamiljen (särskilt drottning Viktoria och prinsen av Wales) hade visat sitt stöd för den nya företeelsen.

### The Football League

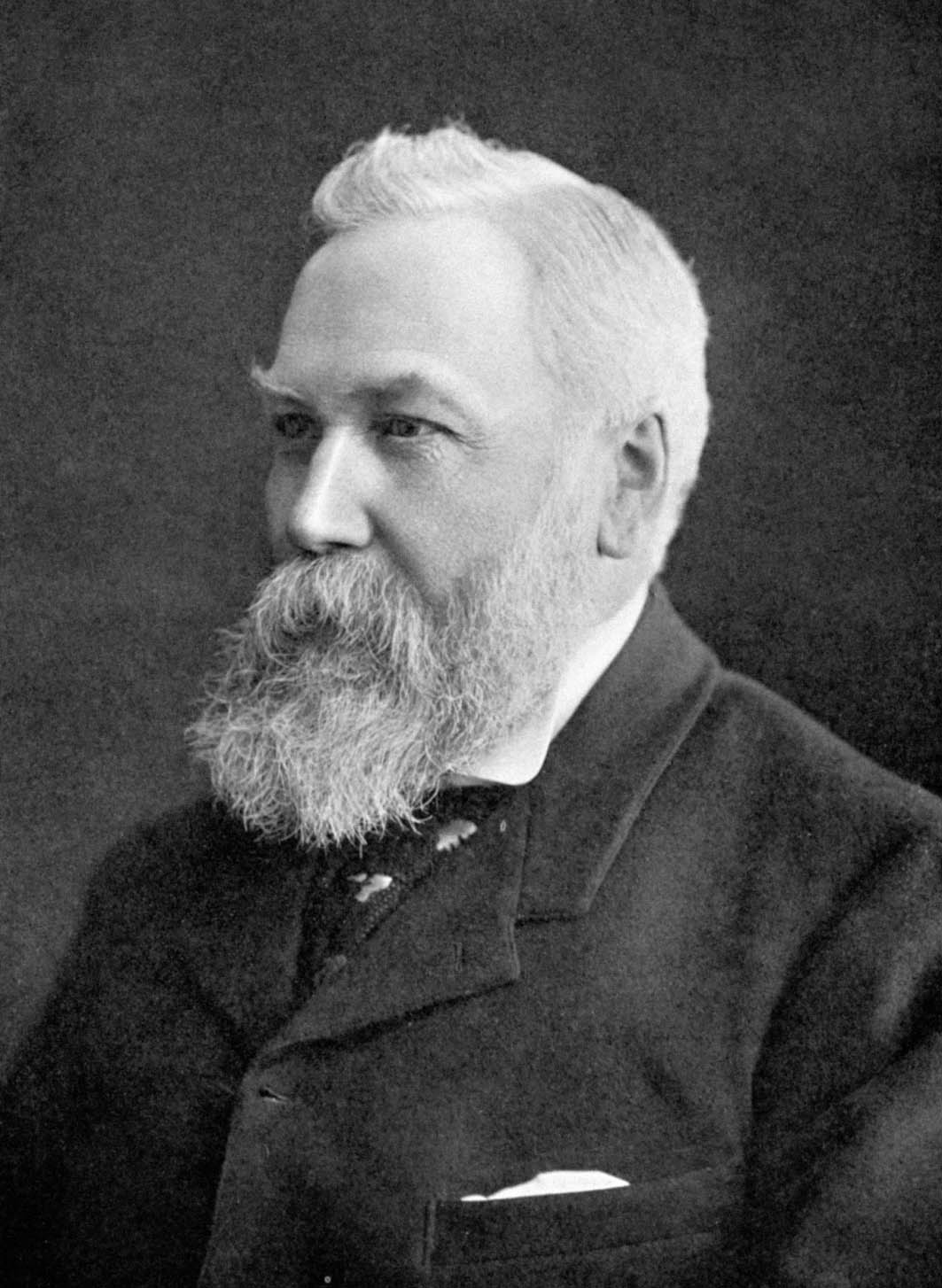
William McGregor.

När proffsfotbollen infördes uppstod därmed också konstanta utgifter för fotbollsklubbarna och frågan var hur dessa utgifter skulle finansieras. De matcher som drog mest publik, och som därmed stod för de största intäkterna, var matcherna i FA-cupen och att bli utslagen från denna turnering innebar stora ekonomiska problem. Proffsspelare skulle ha lön varje vecka och därmed ökade behovet av att ha attraktiva motståndare varje vecka. William McGregor, en skotte bosatt i Birmingham och med nära band till Aston Villa, blev den person som i mars 1888 initierade samtal med andra klubbar som Preston North End och West Bromwich Albion om att starta en nationell matchserie. Tanken var inte ny utan hade praktiserats inom Cricket sedan föregående säsong. Tanken om en serie där lag från olika delar av landet skulle mötas varje vecka underlättades genom den industriella revolutionen som hade lett till ett utbyggt tågsystem som knöt ihop landets städer sedan 1880-talet. Numera kunde man på drygt fyra timmar ta sig från London till Manchester eller Liverpool.
Ett förmöte mellan de tilltänkta 12 klubbarna i samband med FA-cupfinalen följdes upp av ett till möte den 17 april 1888 på The Royal Hotel i Manchester där man bestämde riktlinjerna för den nya ligan som skulle få titeln Football League. Matcherna skulle spelas efter reglerna som gällde i FA-cupen och matchintäkterna skulle delas lika. Just detta sista förslag gick dock inte igenom, bortalagen fick istället en garanterad summa på 15 pund. Rankingen i ligan skulle utgå ifrån ett poängsystem, även här hade inspirationen hämtats från cricketsportens The County Cricket Championship. Ligan var officiellt ingen del av Football Association men spelade i enlighet med förbundets regler.

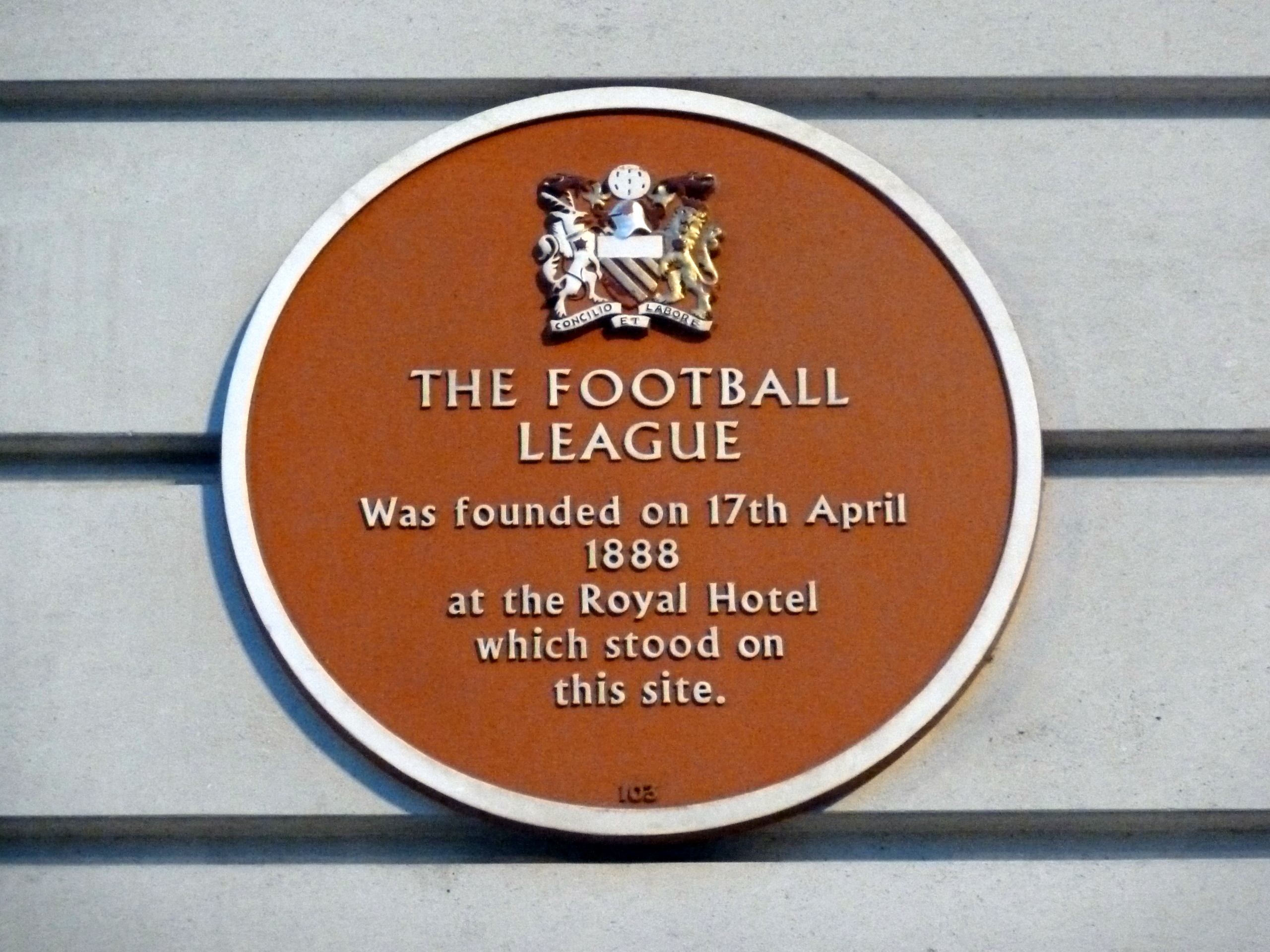
Plakett vid Royal Buildings i Manchester.

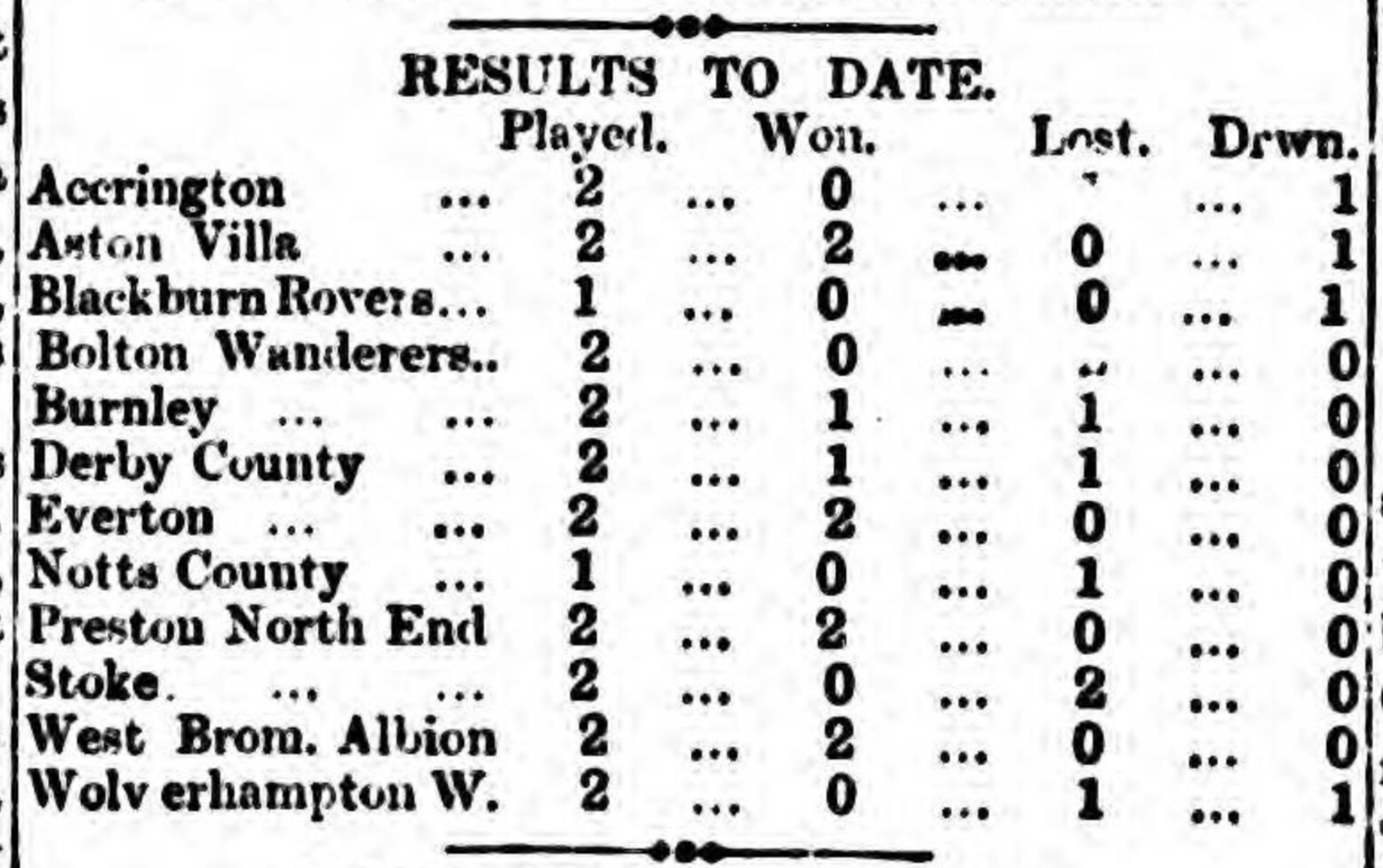
Football League-tabell den 15/9 1888.

Lördagen den 8 september 1888 var det dags för första omgången i Football League där den högsta publiksiffran (10 000) nåddes på Evertons hemmaarena Anfield Road. De mest uppseendeväckande resultaten från denna matchdag var ett 3–6 mellan Bolton och Derby samt ett 5–5 mellan Blackburn och Accrington. Intressant nog hade lagen inte enats om ett poängsystem än, på ett möte den 21 november antogs förslaget att en seger skulle ge två och oavgjort en poäng. Den 11 januari 1889 bestämdes att målkvot, alltså antal gjorda mål dividerat med antal insläppta, (detta ändrades till målskillnad inför säsongen 1976/77) skulle avgöra vid lika poäng. På samma möte infördes även två ligor med upp- och nedflyttning dem emellan. Den första ligasäsongen slutade efter 22 omgångar och vanns av Preston North End som inte hade förlorat en enda match under hela säsongen. I snitt hade ca 4 500 åskådare sett matcherna. En pikant fråga var vad som skulle hända med de fyra sistplacerade lagen. På fotbollsligans första årsmöte  den 3 maj 1889 röstades de sistplacerade Burnley, Derby, Notts County och Stoke åter in i ligan.

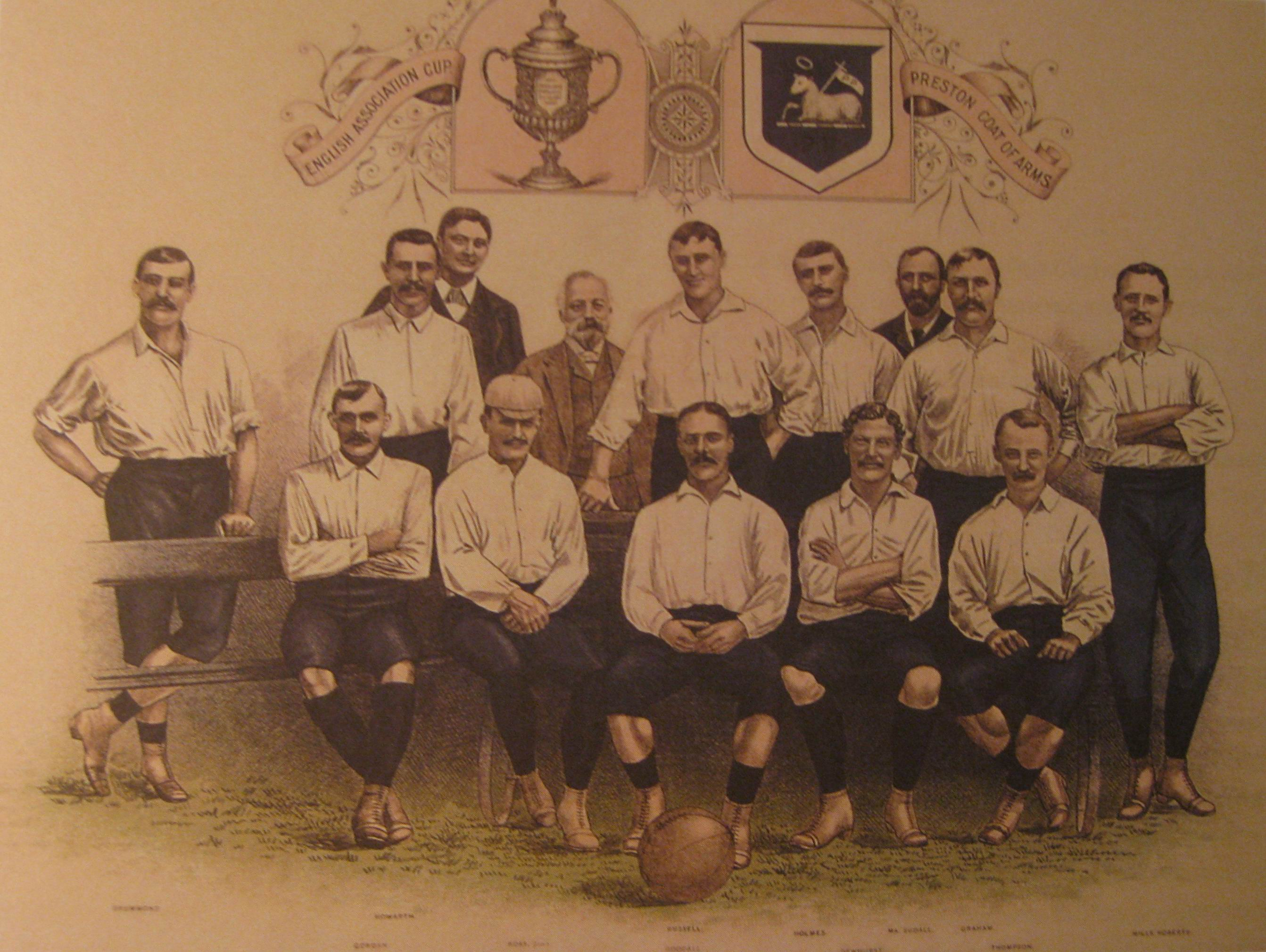
Preston North End, första ligamästaren.

Att ligan förblev en klubb för några exklusiva klubbar fick som konsekvens att konkurrerande ligor uppstod som t.ex. The Football Alliance där bl a Sheffield Wednesday, Newton Heath (Manchester United) och Nottingham Forest ingick. Medlemmarna i Alliance erkände dock The Football League som landets bästa liga och såg sin egen liga mer som ett sätt att förbereda sig för medlemskap i Football League. Sunderland blev första laget som kom in i Football League utifrån, i gengäld fick Stoke lämna ligan. Detta bestämdes på mötet den 2 maj 1890 och samtidigt bestämdes också att hemmalaget fick byta till annan färg ifall det uppstod en konflikt mellan lagen angående färgerna (dagens regel att bortalaget får byta färg infördes 1921). Entréavgifterna bestämdes till en miniminivå på 2,5 pence, barn under 14 år och kvinnor fick gratisinträde, men runt 1900 fick kvinnor i regel betala lika mycket som männen. Ett annat viktigt beslut hade fattats på FA:s årsmöte 1889 och innebar att en spelare inte längre behövde vara bosatt nära klubben för att få spela i densamma. På ligans årsmöte i maj 1892 började seriepyramiden ta form när ligan utvidgades till två divisioner med 16 lag i division 1 och division 2 med 12 lag. Upp- och nedflyttning bestämdes som sådan att 14:e laget från division 1 skulle möta 3:e laget från division 2, 15:e från division 1 skulle spela mot tvåan från division 2 och tabelljumbon i ettan fick spela mot tvåans seriesegrare. En fråga som dök upp ganska omedelbart var hur den nya ligan skulle förhålla sig till FA-cupen, därför gick FA med på att tillämpa ett seedningssystem där dock bara åtta av ligalagen seedades medan resten fick spela en kvalomgång där samtliga lag dock valde att prioritera ligan framför cupen.
Intressant nog innehöll ligan i detta skedde inte ett enda lag från London. När division 2 utökades till 14 lag hade man breddat ligan geografiskt sett (genom bl a Newcastles medlemskap) men nästa expansion till 16 lag var redan på gång och bland ansökningarna återfanns både Liverpool AFC och Woolwich Arsenal från London. Arbetarklubben Arsenal hade tydliga antikapitalistiska tendenser och vände sig länge emot att ombildas till ett aktiebolag men tvingades tänka om när föreningen behövde pengar till en ny hemmaarena. När Arsenal blev proffsklubb uppstod problemet att arrangera intressanta matcher och lösningen blev att ansöka om medlemskap i Football League. För ligan var ansökningen intressant eftersom man gärna ville ha med en klubb från huvudstaden. Enda problemet var att Arsenals geografiska läge medförde merkostnader för hela ligan på grund av de längre resorna, men nyttan övervägde trots allt. I Liverpool var Everton det dominerande laget men när laget vann Football League 1891 krävde ordföranden John Houlding, som även ägde marken på Anfield, en kraftig hyreshöjning som stommen i Everton inte var beredda att gå med på och istället flyttade till marken vid Goodison Road, nära Stanley Park där klubben hade bildats en gång i tiden. De Evertonmedlemmar som blev kvar på Anfield bildade istället The Liverpool Football Club and Athletic Grounds Company Limited. När Liverpool började ligaspelet i den lokala serien drog laget dock enbart 200 åskådare medan Everton spelade inför 10 000. Men en stark säsong 1892/93 ledde till att Liverpools ansökan till Football League godkändes 1893. Även Manchester fick två lag i Football League när Manchester Citys ansökan godkändes 1894 och ersatte konkursmässiga Ardwick, belägen i Manchesterstadsdelen med samma namn. I och med att allt fler städer fick två lag i fotbollsligan ökade också antalet derbymatcher (när två lag från samma stad spelar mot varandra) vilket i sin tur också betydde att publiksiffrorna ökade.

### Fotbollens skuggsidor

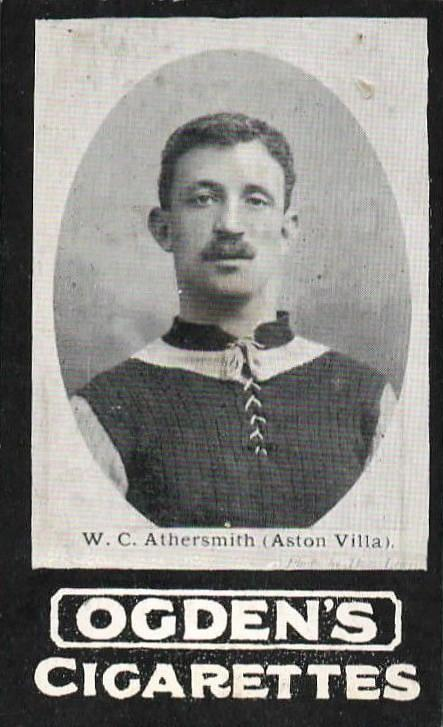
Charlie Athersmith (1901).

När allt mer pengar strömmade in i Football League visade sig väldigt snabbt de första problemen när spelarlönerna började skena, Toppspelare som Charlie Athersmith i Aston Villa ska ha fått sex pund i veckan, fyrdubbelt så mycket som en vanlig arbetare fick i lön. Samtidigt hamnade allt fler klubbar i ekonomisk knipa, säsongen 1892/93 var det bara två av de tolv lagen som redovisade överskott och flera lag behövde dra sig ur ligaspelet på grund av konkurs, Preston North Ends ordförande William Sudell hade till och med fifflat med sitt företags redovisning för att kunna slussa pengar vidare till fotbollsklubben. Åtgärder mot denna utveckling blev att förbjuda sign-on-bonusar, övergångssummor och när FA motvilligt gick med på att fotbollsklubbar fick bilda aktiebolag begränsades möjligheten till vinstutdelning. Aktiebolag hade blivit en allt vanligare organisationsform för många klubbar eftersom den genererade pengar som behövdes för att bygga upp ett framgångsrikt lag.

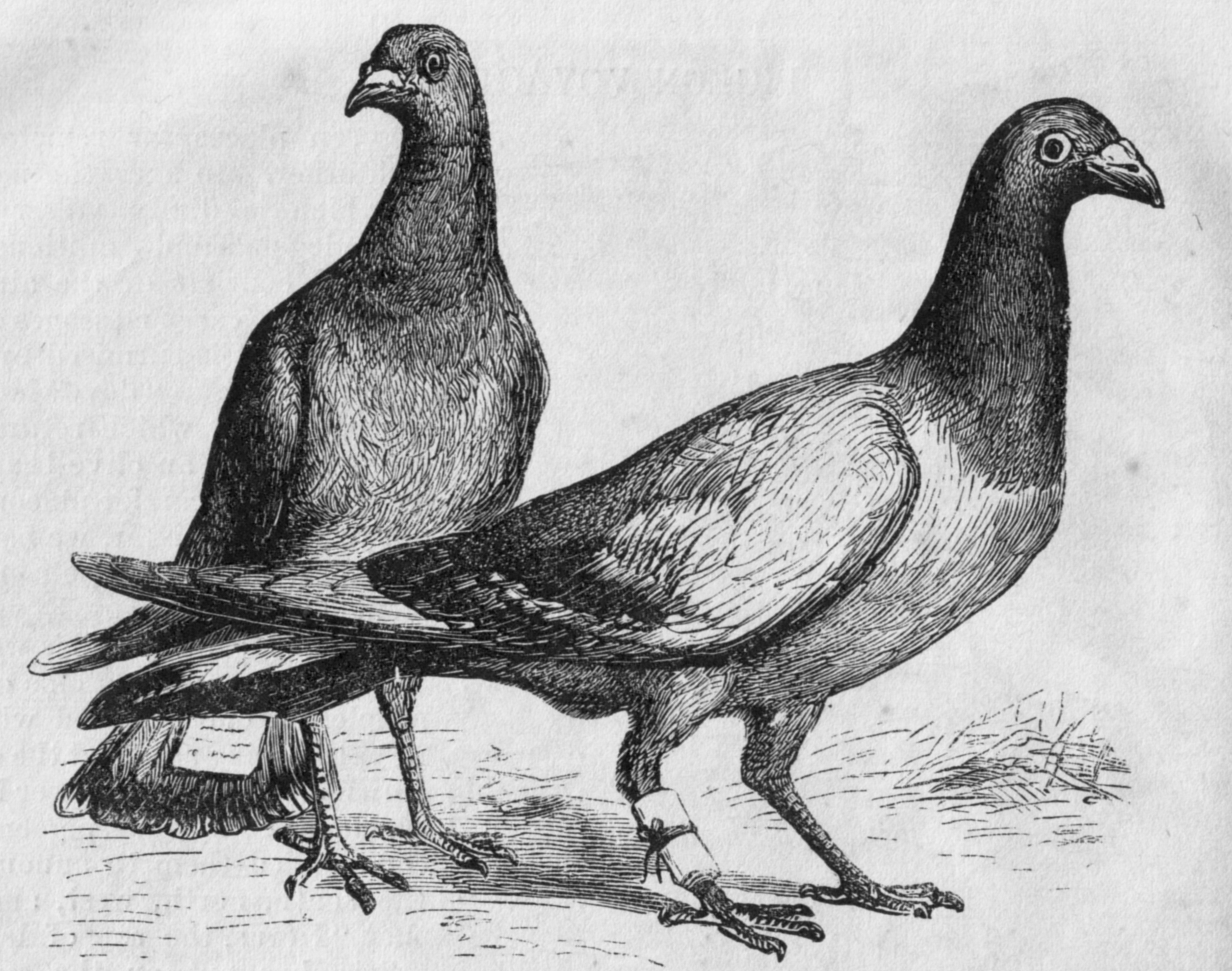
Brevduvor (teckning från 1873).

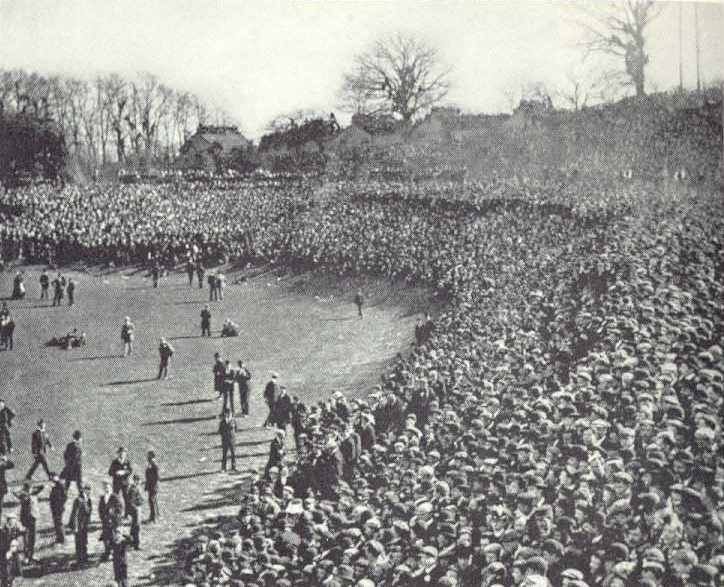
FA-cupfinalen 1901.

Samtidigt blev också matchrapporteringen ett vanligt inslag. Till en början var det lagens lokala pubar som blev platsen där människor samlades för att följa bortamatcher. Informationen om startuppställningen, händelser under matchen samt slutresultatet nådde pubbesökarna via brevduvor som lagen tog med sig till sina bortamatcher.Att använda sig av brevduvor låg nära till hands eftersom djuren var en del av den engelska arbetarkulturen. Även dåtidens sportjournalister använde sig av brevduvor. Bill Evans (som jobbade på tidningen Western Daily Mercury) cyklade till matcher med två brevduvor i var sin bur och skickade iväg en duva efter första halvleken och den andra när matchen var slut. När tekniken hade utvecklats blev telegrafen ett vanligt sätt att överföra information. När Blackburn Olympic spelade FA-cupfinal 1883 fick The Cotton Tree Inn i Blackburn var femte minut ett telegram från London om matchens utveckling. När telefonen blev populär på 1880-talet kunde informationen förmedlas ännu snabbare och tidningarna började snart att trycka upp specialupplagor på lördagskvällar där läsarna kunde läsa matchrapporter och det växande intresset ledde till allt större fotbollsbevakning. I bevakningens kölvatten blev fotboll den ledande underhållningsindustrin där lagens stjärnor hyllades som idoler vilket återigen kunde utnyttjas av tidningarna för att skriva artiklar om spelarna som resulterade i allt fler sålda lösnummer. Som exempel kan ges fotbollsveckotidningen The Athletic News om hade en upplaga på 10 000 år 1886 som hade ökat till 230 000 tio år senare.
Det sena 1890-talet var också tiden när de första skandalerna dök upp som t.ex. i april 1898 när Stoke och Burnley genom ett oavgjort resultat i sista omgången båda kunde säkra kontraktet. När matchen slutade 0–0 anklagade tidningarna, däribland The Athletic News, båda lagen om att ha gjort upp om matchen i förväg. Händelserna ledde till att de drabbade lagen, Newcastle och Blackburn, kompenserades genom att både division 1 och 2 utökades till 18 lag, på så sätt kunde de vara kvar i högsta ligan. Ännu en förändring blev att direktkvalet avskaffades och ersattes av en automatisk upp- och nedflyttning. Nästa skandal inträffade 1900 när Burnley anklagades för att ha mutat Nottingham Forest. Burnley behövde en seger för att undvika nedflyttning och Forests lagkapten fick ett erbjudande om att förlora matchen mot en summa pengar.
Andra skuggsidor visade sig också på läktaren där huliganvåld började bli ett allt vanligare inslag. När Sunderland på långfredagen 1901 åkte till Newcastle i en viktig match om ligatiteln var intresset så stort att 70 000 åskådare försökte komma in på St James' Park som kunde ta in högst 30 000. När publiken strömmade in på planen bestämde sig domaren för att bryta matchen vilket ledde till våldsamma upplopp som pågick i flera timmar.

### De "vita fläckarna" blir mindre
1901 blev också året för en stor sensation när londonbaserade Tottenham Hotspur nådde FA-cupfinalen som sågs av över 110 000 åskådare på plats i Crystal Palace. Football Association försökte utnyttja detta allt större intresse genom att uppmuntra städer som inte hade något fotbollslag än att bilda nya klubbar. I synnerhet större städer som Leeds uppmuntrades och blev relativt snabbt medlemmar när The Football League expanderade. De ekonomiska incitamenten var också väsentliga när nybildade Chelsea valdes in, som både kunde ta över arenan Stamford Bridge från London Athletic Club och låg mitt i huvudstaden. För Newcastle blev Nya St James' Park en guldgruva som hjälpte laget mot toppen vilket drog med sig andra klubbar som i försöket att utmana Newcastle letade efter nya möjligheter att komma åt mer pengar. I Manchester hade klubben Newton Heath hotats av konkurs och hade därför bytt namn till Manchester United och det var den lokala bryggdirektören J.H. Davies som föreslog flytten till Old Trafford, ett område en halv mil utanför staden. Den 19 februari 1910 invigdes arenan med en kapacitet på 80 000 åskådare. Även Arsenal befann sig runt år 1900 i en ekonomisk kris och den nye ordföranden Henry Norris (en fastighetsmäklare) följde Uniteds exempel att flytta till ett nytt område. Som plats hittade han ett område i London-Islington där han skulle bygga Highbury Stadium för 50 000 pund. Dessa exempel på omlokalisering skapade dock också kritik och ligan bestämde så småningom att förbjuda framtida förflyttningar. Men den ekonomiska spiralen uppåt gick inte att stoppa, 1905 gick Alf Common från Sunderland till Middlesbrough för 1 000 pund. FA försökte att sätta ett tak för övergångssummor på 350 pund, dock utan framgång: 1913 betalade Chelsea 2 500 pund för Tommy Logan. Några klubbar med anrika amatörlaget Corinthians i spetsen bildade en rörelse mot den ökande kommersialiseringen och försökte att bryta sig loss. De bildade en egen organisation och försökte att arrangera egna turneringar, men 1914 återvände amatörlagen till FA igen. När fotbollsförbundet fyllde 50 år 1913 kunde styrelse konstatera att Association Football blivit en formidabel succé. Antalet medlemsklubbar var över 12000, varav 300 proffsklubbar och antalet registrerade spelare översteg 500 000. FA-cup finalen samma år mellan Aston Villa och Sunderland (seger med 1–0 för Aston Villa) hade en publiksiffra på över 122 000, den dittills högsta publiksiffran för en fotbollsmatch. FA-cupfinalen året efter hade för första gången kung George V som åskådare och prisutdelare.
Första världskriget betydde att det organiserade fotbollsspelet slutade i Europa, men soldaterna fortsatte spela vid varje möjligt tillfälle inklusive en match på julafton 1914 när brittiska och tyska soldater spelade mot varandra. När kriget var slut kom fotbollen tillbaka med stor kraft, 50 000 åskådare såg Arsenals första match i Highbury 1919. Även mediebevakningen ökade, BBC började med livesändningar på radio och 1928 började The Athletic News med sin tävling "Spot the ball" där man varje vecka kunde vinna en summa på 500 pund.
Spelet blev mycket vanligt i de allmänna skolorna och efterhand startades ett stort antal lokala och regionala turneringar mellan skolorna. Parallellt blev också en spontan fotboll som spelades på gator eller i parker mycket vanlig. Ett tydligt tecken på hur lite resurser som krävdes för att spela fotboll. Alla, oavsett social tillhörighet, kunde spela vad många fotbollsvänner kallat "världens enklaste spel".

### Fotbollen i Skottland

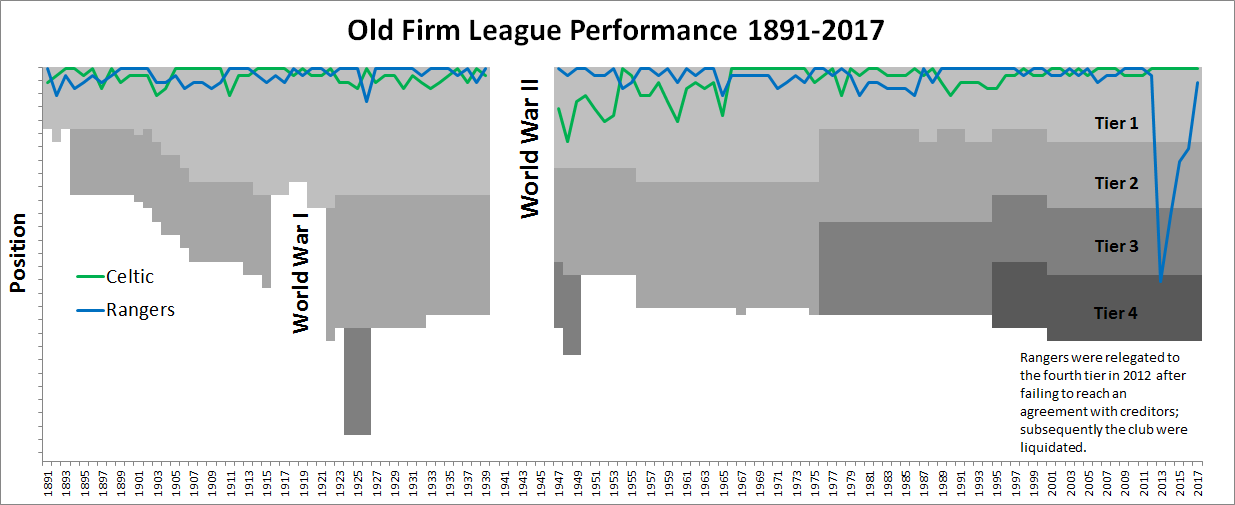
Celtics och Rangers ligaplacering.

Ligaspelet spreds även till Skottland och 1890 grundades The Scottish League med Elva klubbar, däribland Glasgow Rangers, Celtic Glasgow, Dumberton, Hearts Of Midlothian och St Mirren. Queen's Park Glasgow vägrade att ingå eftersom man ville hålla fast vid sina amatöristiska principer. Första säsongen (1890–91) slutade med att Rangers och Dumberton hade samma antal poäng så man försökte att avgöra mästerskapet genom en playoff-match som slutade 2–2 så båda lagen fick dela på mästartiteln. Proffsfotbollen tillämpades 1893 efter motion av Celtic. Proffsklubbarna från England började snart att locka till sig spelare från Skottland, vilket skotska fotbollsförbundet försökte förhindra genom ett hot om att de spelare som spelade för engelska lag inte skulle bli uttagna till landskamper, vilket dock inte stoppade spelarflykten söderut.

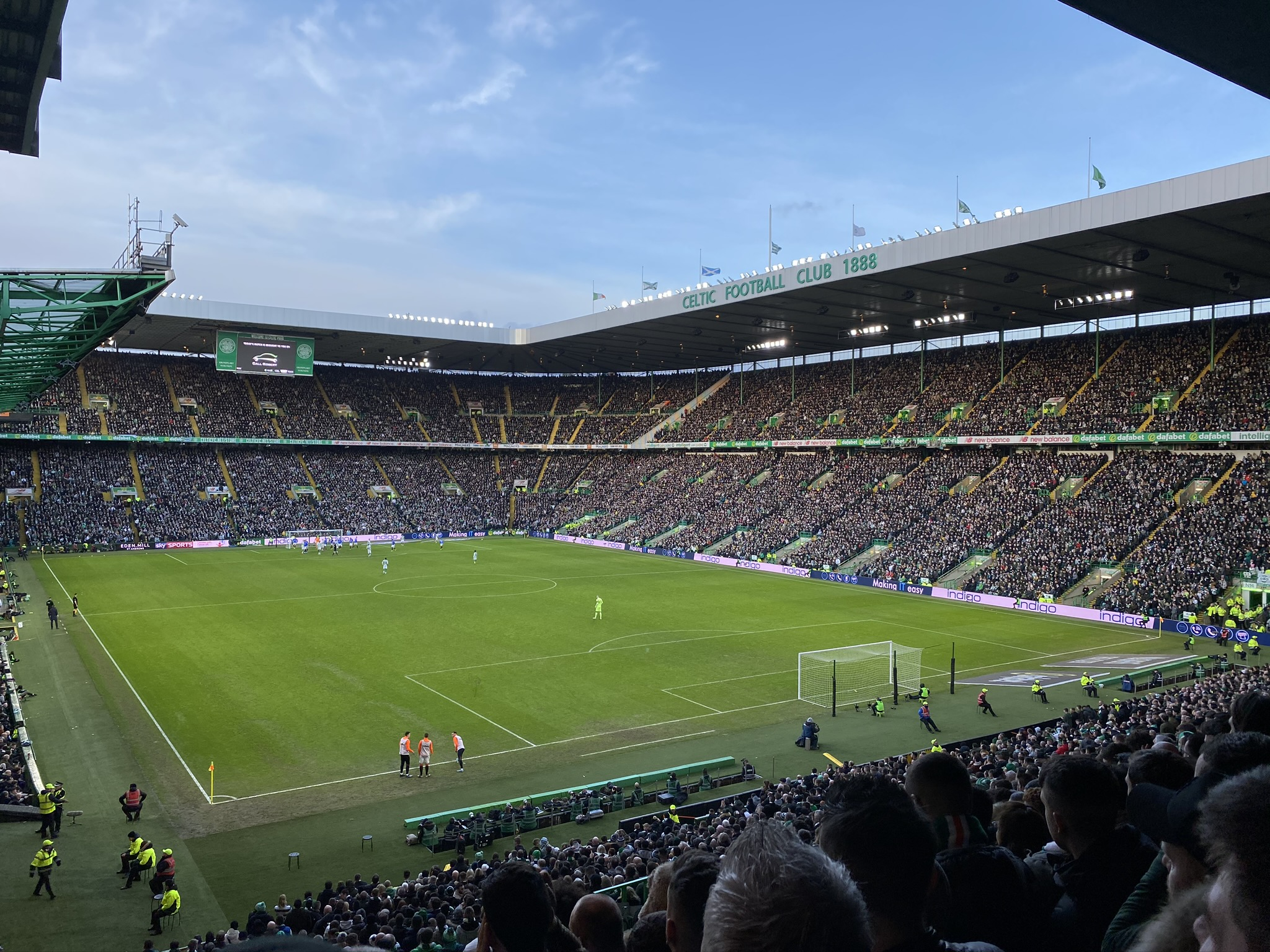
Old Firm-derby på Celtic Park (2019).

Glasgowlagen Rangers och Celtic har dominerat skotsk fotboll från början. Derbymatcherna de två lagen emellan, kallade The Old Firm, har en speciell laddning eftersom Celtic med sin irländska bakgrund är katolikernas lag medan Rangers har protestanternas sympatier. Utöver den religiösa dimensionen återspeglar rivaliteten också andra rivaliteter mellan olika samhällsgrupper i Glasgow. Glasgow Rangers grundades av fyra vänner som spelade fotboll i Glasgows West End Park medan Celtic Glasgow grundades av irländaren Brother Walfrid i syfte att samla in pengar till den fattiga irländska befolkningen i Glasgow. Den irländska befolkningen hade till största delen katolsk bakgrund och konfronterades utöver de ekonomiska nackdelarna snart också med diskriminering. Samtidigt stiftades nya lagar som underlättade grundandet av katolska skolor, något som den protestantiska delen av Glasgow uppfattade som ett hot. Dessutom flyttade allt fler katolska irländare till stadens östra del vilket sågs som ett hot av Glasgows protestantiska del av befolkningen. Utöver dessa faktorer är även Nordirlandskonflikten en skiljelinje där Celticfansen i regel sympatiserar med republiken Irlands krav att Nordirland bör förenas med resten av Irland medan Rangersfansen generellt sett anser att Nordirland bör tillhöra Storbritannien. Rivaliteten uppstod framförallt under 1920- och 1930-talet. Termen "Old Firm" myntades under lagens första möte i skotska cupfinalen 1904. Varifrån begreppet kommer är omdiskuterat. Vissa anser att det härstammar från en serietidning som ville driva med den tilltagande kommersialiseringen medan andra menar att det kommer ifrån att matchkommentatorer kallade matchen som ett möte mellan "två gamla och nära vänner" ("two old, firm friends").
I slutet av 1800-talet hade fotbollens årliga säsongsrytm i England och Skottland antagit former som i många avseende liknade dagens med seriespel, cupspel och återkommande landskamper. Man spelade höst/vår där maj t.o.m. augusti var tävlingsfria - i nutid varar säsongen vanligtvis från mitten av augusti fram till mitten av maj. Ligan var uppdelad i flera divisioner med upp- och nedflyttning, säsongen avslutades alltid med FA-Cup-finalen.

### Damfotbollens ursprung

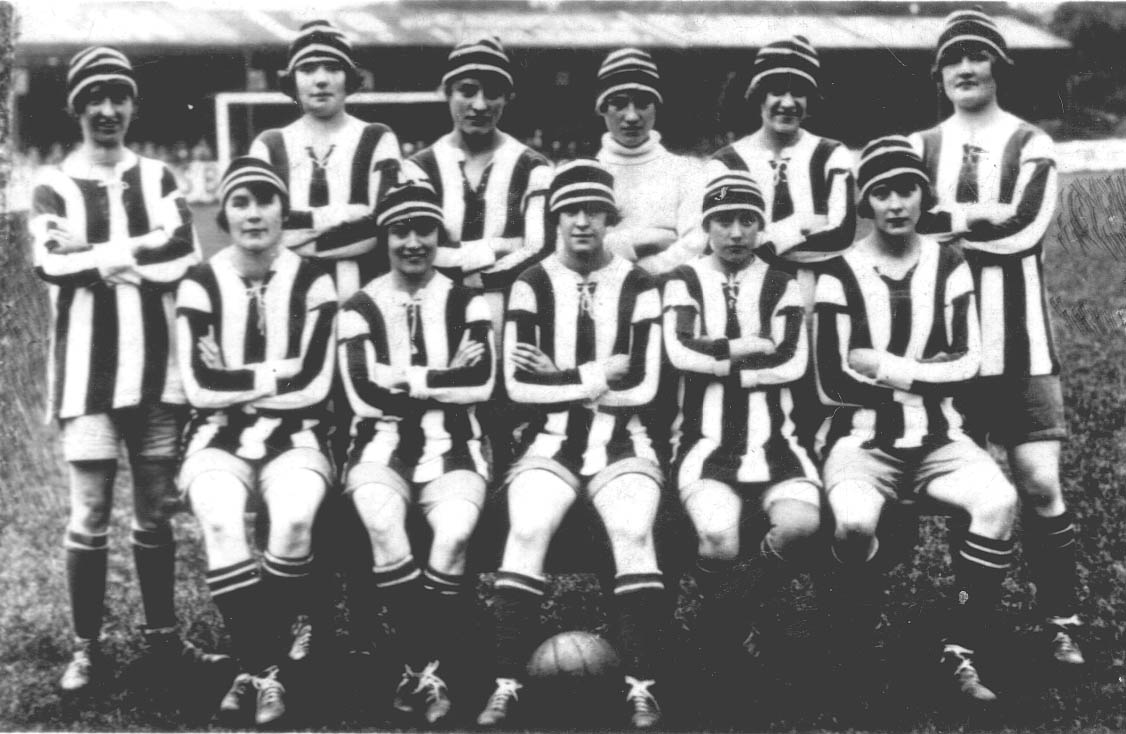
Dick, Kerr's Ladies FC (1923).

Det stora fotbollsintresset som bredde ut sig i Storbritannien mot slutet av 1800-talet påverkade även kvinnorna och 1881 spelades den första kända damfotbollsmatchen mellan lagen England och Skottland (som dock inte var de officiella landslagen) i Edinburgh. Skottland vann matchen med 3–0. Storbritannien under den viktorianska tiden hade dock väldigt stränga uppfattningar om vad som var "manligt" och "kvinnligt" och fotboll räknades som en del av den manliga domänen som således ansågs vara opassande för kvinnor. 20-åriga Nettie Honeyball trotsade dock dessa moralföreställningar och gjorde gemensam sak med adelsdamen Florence Dixie och tillsammans bildade de British Ladies Football Club år 1895. Lördagen den 23 mars kl. 16.30 spelade de sin första match i Crouch End i norra London men eftersom de var den enda damfotbollsklubben i hela landet delade de upp sig och spelade mot varandra. I det viktorianska England ansågs det opassande för kvinnor att uppträda i shorts och därför spelade de i vida knäbyxor med knästrumpor. När matchen var slut hade lag nord vunnit med 7–1. Och även om de tiotusen åskådarna på plats jublade hade en del också kommit dit för att håna varje misstag som damerna gjorde och de manliga journalisterna nedvärderade tillställningen i tidningsartiklarna som skrevs om matchen. Under våren fortsatte British Ladies Football Club att spela ca 30 matcher inför upp till femtusen åskådare, men när pengarna tog slut försvann fotbollsklubben.

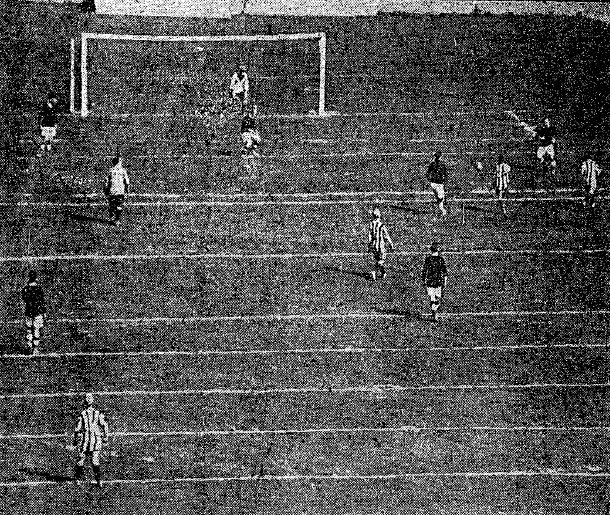
Dick Kerr spelar mot Washington (1922).

Nästa uppsving för damfotbollen kom under första världskriget när männen var på fronten och tävlingar var inställda vilket resulterade i ett starkt behov på hemmafronten att titta på fotboll. De kvinnorna som jobbade inom rustningsindustrin uppskattade att spela fotboll som en paus från det monotona arbetet och därmed skapades snart damfotbollslag vid fabrikerna, den mest kända blev Dick, Kerr’s Ladies FC som tog fotbollsspelet snart mer seriöst och som skördade framgångar som ett 4–0 mot Arundel Coluthard Factory på juldagen 1917. Damerna spelade aldrig under proffsvillkor men sportchefen Alfred Frankland lockade större talanger genom att erbjuda förmåner på fabriken. 1918 fanns det ca 150 damfotbollsklubbar i England och 1920 spelade Dick, Kerr’s mot St Helens Ladies inför 53 000 åskådare på Goodison Park. Detta enorma intresset uppfattade Football Association som ett hot mot männens fotboll och förbjöd damerna att spela på herrarnas fotbollsplaner, vilket i praktiken blev dödsstöten för damfotbollen i England. Dick, Kerr's försökte att lösa problemet genom att åka på turné i USA, men laget tappade så småningom fabrikens ekonomiska stöd och fortsatte som Preston Ladies som spelade fotbollsmatcher fram till 1965. Av 828 matcher hade de vunnit 758.

## Fotbollen erövrar världen (1870–1938)

### Fotbollen utvecklas i Sverige

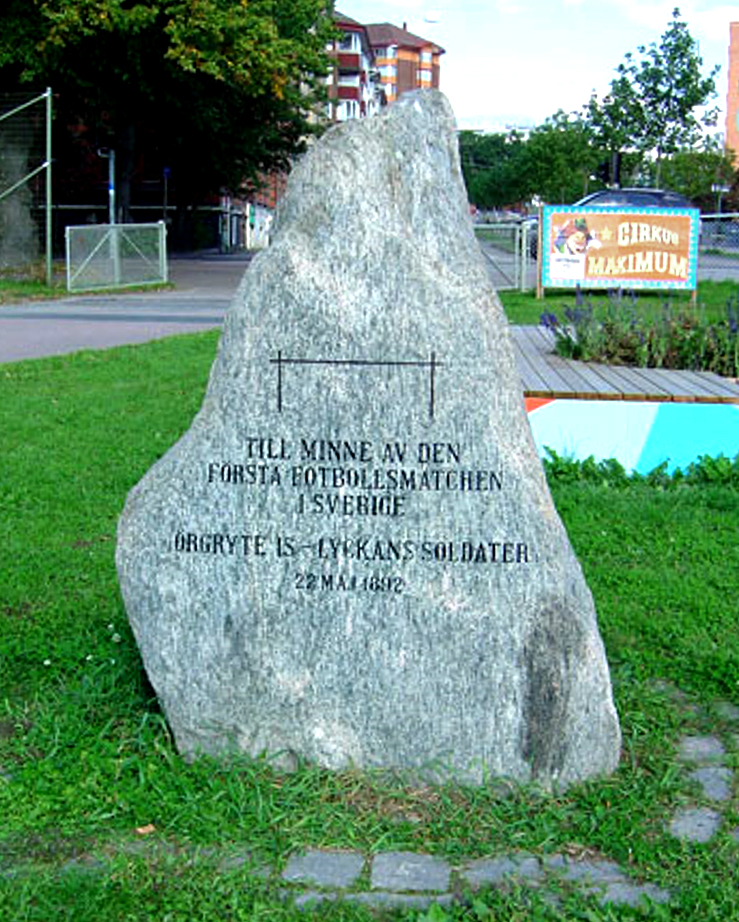
Minnessten på Heden i Göteborg.

Till skillnad från England hade det inte funnits någon folkfotbollstradition i Sverige, men det fanns andra bollspel som utövades, t.ex. pärk. Pärk kom ursprungligen från Gotland och spelades utomhus på en gräsplan med sju spelare i varje lag. Bollen fick slås med händerna eller sparkas med fötterna och påminner snarare om volleyboll och brännboll än fotboll. I Norden var Danmark det första landet där fotboll fick fotfäste, vilket kan förklaras genom det starka inflytandet som Storbritannien hade i vårt grannland, sedan 1880-talet spreds spelet i hela landet. Sverige däremot hade omfattande handelsrelationer med Tyskland och således var den i Tyskland väldigt populära gymnastiken även populär i Sverige, här under namnet "Linggymnastik". Sedan 1870-talet spreds dock kunskaper om fotboll men det som kom att utvecklas i Sverige kallades för "svensk fotboll", en slags blandning mellan fotboll och Rugby. Dock var reglerna för den svenska varianten mycket komplicerade och eftersom städerna som Halmstad och Malmö hade mycket kontakt med Danmark slog den brittiska varianten mer och mer igenom i Sverige. Den 5 maj 1889 spelades den första internationella matchen mellan Halmstads BK (ej att förväxla med dagens klubb) och Akademisk Boldklub från Köpenhamn, dock är det osäkert om matchen spelades efter de engelska reglerna. Men även på andra håll introducerades fotbollsspelet. På inbjudan av Malmö Velocipedklubb spelade Köbenhavns Boldklub en uppvisningsmatch i Malmö den 12 oktober 1890 som ca tusen personer beskådade. Innan danskarna åkte tillbaka lämnade de två fotbollar och en regelbok som samma månad översattes till svenska och snart bildades de första fotbollsklubbarna i Malmö.
Även i Göteborg fanns ett utpräglat brittiskt inflytande som påverkade fotbollens utveckling. Göteborgs Bollklubb hade bildats 1875 men sysslade främst med svensk fotboll. Den engelska fotbollen kom på allvar till staden i början av 1890-talet när Svenska Gardinfabriken hade importerat skotska textilarbetare som spelade fotboll på sin fritid på Balders Hage, en plan nära fabriken och på så sätt lärde sig även svenskarna att spela engelsk fotboll. Detta sätt att umgås resulterade så småningom i bildandet av Örgryte IS  1887. En annan klubb som hade uppstått några år tidigare var Lyckans Soldater (1883) och det var dessa två klubbar som spelade den första fotbollsmatchen i Sverige på Heden i Göteborg 1892. I Stockholm var Linggymnastiken stark och därför dröjde det lite längre innan fotbollen hade etablerats i huvudstaden men sedan 1895 spelades engelsk fotboll i hela Sverige. Ett hinder för fotbollens spridning var att tidningar i olika delar av Sverige spred rykten om fotbollens våldsamma karaktär och refererade till ett stort antal olyckor som hade skett under fotbollsmatcher i både Storbritannien och USA. Problemet var dock att man i fotbollens begynnelse inte gjorde skillnad mellan associationsfotboll, rugbyfotboll och amerikansk fotboll och så räknade man i regel ihop antalet skador som hade uppstått i alla dessa tre sporter som i den svenska pressen sammanfattades under beteckningen "fotboll". Linggymnastikens förespråkare som professor Seved Ribing använde sig av dessa skaderapporteringar för att hejda fotbollens spridning. Men gymnastikens problem bestod i att den var väldigt teoretiskt lagd, medan fotbollens styrka låg i att den utövades av många i praktiken. Således kunde rykten om fotbollens farlighet möjligtvis fördröja fotbollens framfart, men inte stoppa den. 1895 grundades Svenska Idrottsförbundet som sedan 1896 anordnade svenska mästerskapen i fotboll. Första segraren blev Örgryte IS år 1896. Spelet spreds sedan snabbt genom landet. I Stockholm spelades fotboll i skolorna redan i början av 1880-talet men det dröjde ett tag innan klubbar började bildas. AIK och Djurgårdens IF grundades 1891, Hammarby IF 1897.

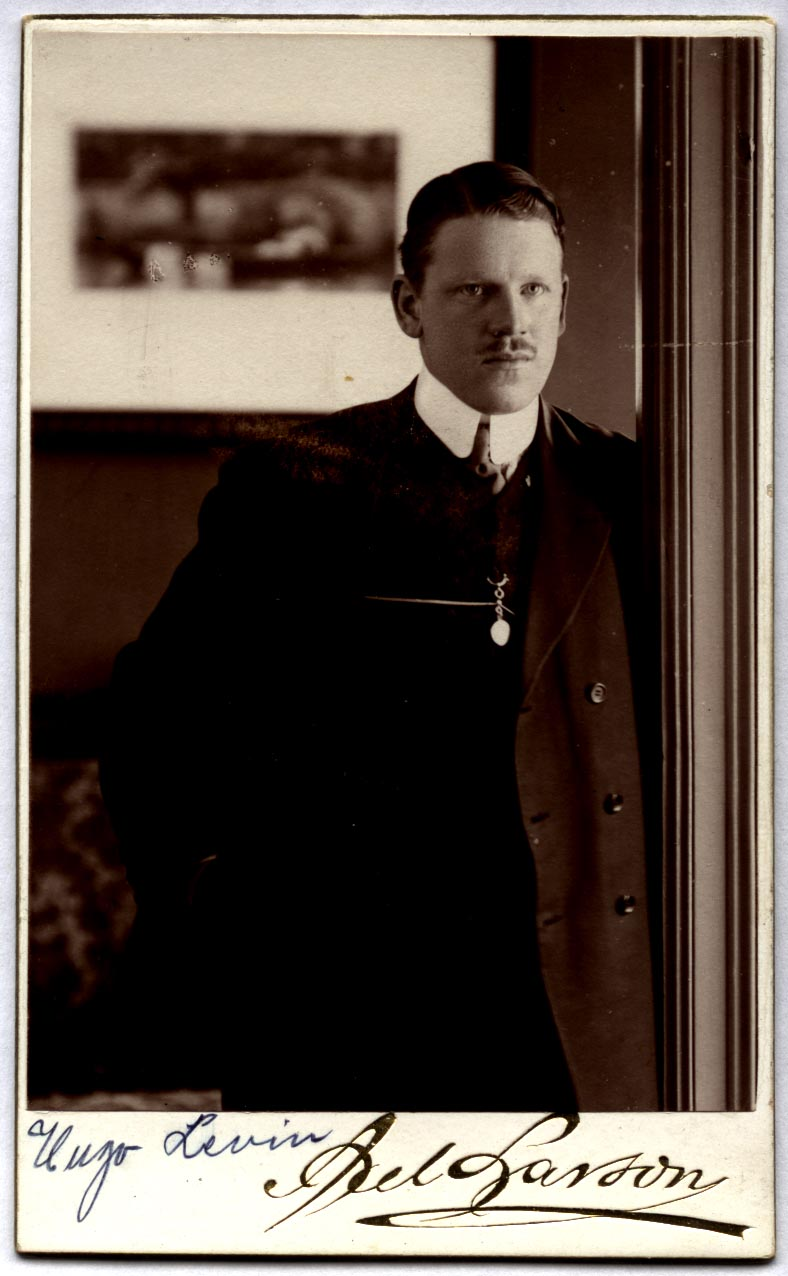
Hugo Levin.

Under dessa första år genomfördes svenska mästerskapen i utslagningsformat, vilket kan ha berott på att antalet fotbollslag var för få. Men när AIK segrade i finalerna 1900 och 1901 visade det sig att konkurrensen tilltog, dock dominerade Örgryte återigen fotbollsskeendet sedan vinsten i 1902 års SM-final. Konflikten mellan Stockholm och Göteborg var dock inte bara sportslig utan visade sig även på organisationsnivå när affärsmannen C.L. Kornerup grundade det stockholmsbaserade Svenska Bollspelsförbundet som även organiserade den första ligan som startade den 4 juli och som slutade med seger för Djurgårdens IF efter sex matcher. Nu existerade två idrottsförbund, när Riksidrottsförbund skapades (inklusive fotbollsavdelning) 1903 fanns det tre stycken och genom bildandet av Svenska Fotboll Unionen i Eskilstuna 1904 ökade antalet till fyra stycken konkurrerande fotbollsförbund. Maktkampen om vilka som skulle styra fotbollen i Sverige slutade med att Svenska Bollspelsförbundet förlorade. 18 december 1904 bildades Svenska Fotbollförbundet (SvFF) som medlem i RF.
En annan viktig fråga var hur SM skulle avgöras. Sedan 1905 hade det funnits stadsinterna ligor i både Göteborg och Stockholm men det dröjde ända till den 20 februari 1910 när samtalen om en allsvensk serie kom igång. En drivande kraft här var göteborgaren Hugo Levin, ordförande för Örgryte, som fick gehör för sina idéer hos klubbarna i Stockholm och således spelades Svenska Serien redan samma år. Denna liga existerade dock utanför Svenska Fotbollförbundet, serien var ett rent privat initiativ. Dagens allsvenska IFK Göteborg, IFK Norrköping och AIK fanns redan då med i serien. De långa resorna vållade dock stora kostnader och i kombination med de relativt låga intäkterna ifrågasattes projektet ganska snart. Lösningen här blev att Svenska Fotbollsförbundet blev ansvariga för seriespelet sedan 1912, även om de officiella mästerskapen fortfarande spelade i cupformat. 1917 upplöstes ligan ändå på grund av de höga resekostnaderna, men 1920 reaktiverades serien med tio lag. Eftersom fotbollen främst i Göteborg drog mycket publik bestämde man 1922 att dela upp serien i två grupper, östsvenska och västsvenska. Samtidigt ökade publikintresset märkbart och fotbollsklubbarna fokuserade alltmer på Svenska serien medan de officiella mästerskapen försummades mer och mer.
1923 bildades an arbetsgrupp med syftet att bilda ett nationellt ligasystem. På det avgörande mötet den 13 januari 1924 i Skeppsbron röstade de inbjudna medlemmarna för skapandet av en allsvensk serie. Under Allsvenskan etablerades Division II som spelade i fyra avdelningar och där de två bästa lagen i slutet av säsongen flyttades upp till Allsvenskan medan de två sämste lagen i Allsvenskan flyttades ner. Allsvenskans segrare räknades dock först sedan 1931 även som svenska mästare. Namnet Allsvenskan var på sätt och vis vilseledande under de första decennierna eftersom lag från Norrland och Gotland inte fick delta i serien. Anledningen var landets storlek och den dåliga infrastrukturen som hade gjort det nästintill omöjligt för ett lag som Malmö FF att åka till Norrland för att spela bortamatch.
Den 3 augusti 1924 startade Allsvenskan med 12 lag, däribland IFK Norrköping, IFK Göteborg, AIK, Helsingborgs IF och Hammarby IF. Många stockholmare var besvikna över faktumet att Djurgården inte fanns med, men detta var ändå förståeligt eftersom laget hade hamnat på sista platsen i östsvenskan året innan. Mindre förståeligt var att Fässbergs IF från Mölndal inte fanns med i Allsvenskan. Den officiella förklaringen var att hemmaarenan inte uppfyllde kraven för allsvenskt spel. Men när man hade löst detta problem sades det plötsligt att laget saknade ekonomiska förutsättningar. Och när laget hade fått ihop den krävda summan på 8 000 kr, meddelades att den vakanta platsen hade gått till Landskrona BoIS. Att skånska Landskrona fick en plats istället för göteborgska Fässberg berodde på strategiska avvägningar: Fässberg hade varit det fjärde laget från Göteborgsregionen och genom att ta med Landskrona istället hoppades man kunna skapa ett bredare intresse för Allsvenskan.
En omdiskuterad fråga var om fotbollsspelare skulle vara amatörer eller proffs. Officiellt gällde amatörbestämmelserna, dvs. det var inte tillåtet att spela för pengar (undantaget traktamente). Malmö FF bröt mot amatörreglerna 1934 och tvångsdegraderades. Det verkar dock som att många spelare var proffs i praktiken. Historikern Torbjörn Andersson är av uppfattningen att varje fotbollsspelare fick hälften av sin lön via fotbollen. Inkomsterna utbetalades indirekt via gåvor som t.ex. kläder. Det kan vara värt och notera att motståndet mot proffsfotboll länge var kompakt i fotbollsförbundet. Så sent som 1958 inför VM på hemmaplan var det många som inte ville använda sig av proffsspelare från italienska ligan, där till exempel Kurt Hamrin, Lennart Skoglund och Nils Liedholm var stora stjärnor. Först 1967 hävdes proffsförbudet.
1959 gick man över från höst-vår till vår-höst säsong. 1981–92 korades de svenska mästarna via ett slutspel bestående av minst fyra lag från Allsvenskan men 1993 gick man tillbaka till en så kallad rak serie där segraren i Allsvenskan blir svenska mästare. Antalet lag som deltar i Allsvenskan har varierat genom åren, 12 har varit det vanligaste. Sedan 2008 deltar 16 lag. De regerande svenska mästarna är Malmö FF. Landslaget vann VM-silver år 1958 och brons 1950 och 1994. 1948 vann man även guld i OS. I EM på hemmaplan 1992 fick man också en bronsmedalj. Målvakten Thomas Ravelli har spelat flest landskamper, 143 stycken 1981–1997, vilket var världsrekord fram till 1999. Sverige var en av pionjärländerna inom damfotboll. På 1970-talet hade ett seriespel startat och damfotbollen har fått allt fler utövare. Damlandslaget har också nått stora framgångar med bland annat VM-silver år 2003.

### Fotbollen sprids till andra världsdelar

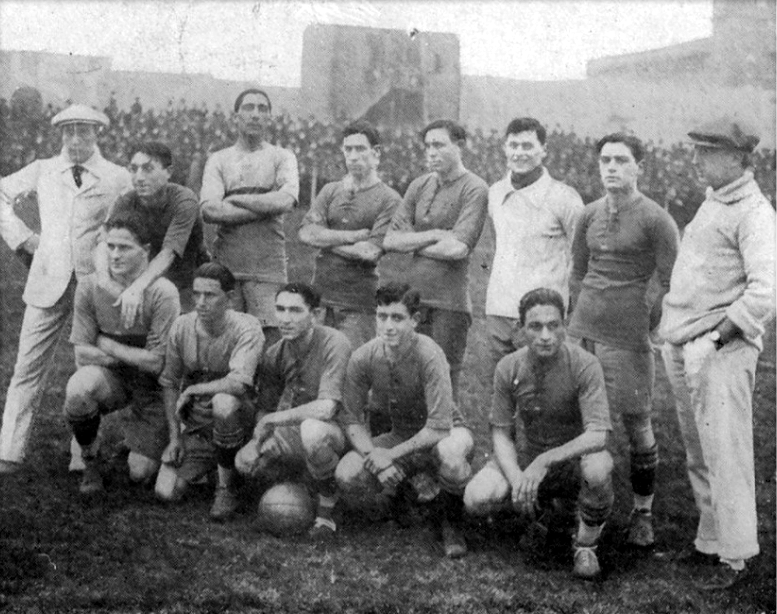
Boca Juniors (1919).

Via de brittiska kolonierna och genom matroser, köpmän, järnvägsarbetare, ingenjörer, lärare och studenter spreds fotbollen i olika delar av världen. I Europa var det brittiska sjömän som introducerade spelet i Frankrike där Le Havre blev landets första fotbollsklubb som grundades år 1872 och även i Österrike (First Vienna FC) och Italien (AC Milan) lämnade britterna sina spår. På 1890-talet bildades flera av dagens mest populära klubbar så som FC Porto och Sparta Prag (1893), Juventus (1897), Barcelona och Rapid Wien (1899). Just i Österrike-Ungern hade spelet fått ett starkt fotfäste vilket resulterade i en landskamp mellan Österrike och Ungern år 1902, men även i Nederländerna och Danmark hade fotboll blivit populär.
Argentina nåddes av FA:s fotbollsregler år 1867 och på 1880-talet fick fotbollen här sitt genombrott, mycket tack vare skotten Alexander Watson Hutton som grundade  English High School år 1884 där fotboll blev ett eget ämne. Hutton blev en av nyckelfigurerna vid den argentinska ligans reform 1893 och det var f.d. elever från English High School som bildade stommen i Alumni Athletic Club från Buenos Aires som skulle dominera den argentinska ligan i början av 1900-talet. Uruguay gick igenom en liknande utveckling, även här var det brittiska cricket- och roddklubbar som bildade fotbollsavdelningar och även här var det brittiska skolor som hjälpte fotbollen framåt. Men allt eftersom utvecklades både i Argentina och Uruguay en egen fotbollsstil som fjärmade från britternas fysiska stil och som mer betonade teknik och individuell skicklighet där Gambeta, en slalomartig dribblingsstil, snart kultförklarades. Denna utveckling kombinerades med taktiska förändringar där yttrarna gick ner till mittfältet och blev ansvariga för kreativiteten i spelet. Denna kombination av teknik och passningsskicklighet visade sin styrka vid OS 1924 i Paris och OS 1928 i Amsterdam där Uruguay vann guldmedaljen båda gångerna, 1928 i finalen mot Argentina. Den allt mer spektakulära argentinska fotbollen fick snart en egen beteckning: La Nuestra, "vårt sätt att spela".
1898 fick Brasilien sitt första fotbollslag när Associaciao Athlética Mackenzie College i São Paulo uppstod. Andra klubbar så som Corinthians och Fluminense i Brasilien samt Newell's Old Boys och Boca Juniors i Argentina var allihopa brittiska skapelser från början. 1901 spelades den första landskampen i Sydamerika mellan Argentina och Uruguay. Den första landskampen utanför Brittiska öarna spelades den 28 november 1885 i Newark delstaten New Jersey i USA mellan USA och Kanada, och Kanada vann med 1–0. 
Så småningom bildade Fifa:s medlemmar även kontinentala förbund som anordnade regionala mästerskap - Europamästerskapen, Afrikanska mästerskapen, Sydamerikanska mästerskapet etcetera. Liksom VM, nationella seriespel, klubblagsturneringar m.m. blev även dessa mästerskap mycket populära. Det första kontinentala förbundet som bildades var Sydamerikas fotbollsförbund CONMEBOL. 1910 anordnades Campeonato Sudamericano de Selecciones (sedan 1975: Copa América) av CONMEBOL för första gången, men den första officiella turneringen ägde rum den 2 och 17 juli 1916 till minne av Argentinas oberoende. Därmed är Copa América världens äldsta turnering för landslag. De landslag som deltog i turneringens första upplaga var, utöver Argentina, Chile, Uruguay och Brasilien och första segraren blev Uruguay efter ett 0–0 mot Argentina.

### FIFA bildas

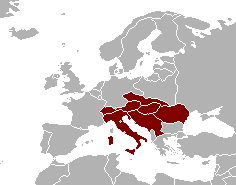
Länder som deltog i Mitropacupen.

Viktigt för spelets fortsatta utveckling blev även grundandet av International Football Association Board 1886 som fortfarande är det organ som har den högsta auktoriteten när det gäller tolkningen av reglerna och eventuell ändring av gällande regler. Man måste även godkänna nya regler, till exempel införde man i början av 1970-talet straffsparksläggning som en sista möjlighet att avgöra matcher i utslagsturneringar.
Football Association var 1863 det första fotbollsförbundet, efter några år följde Wales, Irland och Skottland och 1889 bildade Danmark sitt eget förbund. När FIFA grundades i maj 1904 skedde det utan Storbritannien eftersom britterna ansåg att ett världsfotbollsförbund inte tillförde någonting. På initiativ av fransmannen Robert Guérin och den nederländske bankmannen CAW Hirschman bildades världsfotbollsförbundet och de första medlemmarna var Frankrike, Nederländerna, Belgien, Spanien, Schweiz, Danmark och Sverige. Idén om att instifta ett världsmästerskap sköts på framtiden först på grund av britternas motstånd och sedan på grund av första världskriget. Men däremot accepterade den Olympiska kommittén att tillåta fotboll som sportgren i OS 1908 i London där England slog Danmark med 2–0, fyra år senare vann engelsmännen igen mot samma land. När första världskriget började 1914 pausades fotbollsspelet i flera europeiska länder, men vissa länder (t.ex. Skottland och Schweiz) fortsatte att spela även under kriget. Fotbollsspelet började överlag igen säsongen 1919/20 och snart kom idén upp att klubblag från olika länder kunde tävla mot varandra. Den inflytelserike tränaren Hugo Meisl från Österrike var en drivande kraft bakom Mitropa Cup, en turnering där de bästa lagen från flera centraleuropeiska ligor deltog. Cupen spelade fram till 1939 och återupptogs 1950.

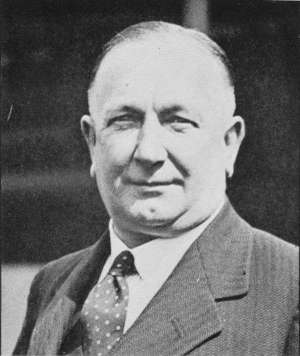
Herbert Chapman.

### Ny offside-regel
Under första halvan av 1920-talet upplevde fotbollen sin första kris när målsnittet i den engelska ligan sjönk till 2,58 under säsongen 1924/25, en med dåtidens mått sagolikt låg siffra. Många lag behärskade offsidefällan och fotbollen utspelades sig nästan enbart vid mittplanen. Detta förde med sig ett sjunkande publikintresse som föranledde FA att modifiera offsideregeln. Två förslag låg på bordet: förslag ett innebar att enbart två spelare behövde stå framför anfallaren (istället för tre) för att det skulle räknas som offside. Det andra förslaget var att införa en offsidelinje 36,5 meter framför målet. Efter tester infördes det första förslaget fr.o.m. säsongen 1925/26. Genom denna nya regeländring riskerade ett misstag i försvaret att leda till situationer där målvakten ensamt fick försvara sig mot anfallaren. Målsnittet ökade genast till 3,69. Den nya offsideregeln förde också med sig att spelsättet ändrades: anfallarna fick mer rörelsefrihet och långbollar blev allt mer populära. Detta ledde till att defensiven förstärktes. Hade man på 1860-talet spelat med en slags 0-10-uppställning (dvs. hela laget anföll) hade standarduppställningen sedan tidigt 1870-tal övergått till ett 2-3-5. Efter offsideregelns ändring spelade lagen generellt sett i ett 3-2-2-3. Den huvudsakligen ändringen blev med andra ord att gå från två till tre försvarare, en taktik som blev populär via Arsenaltränaren Herbert Chapman. 3-2-2-3 blev även känt under begreppet "WM-systemet". Systemet blev dock även kritiserat, Österrikes tränare Hugo Meisl kritiserade fotbollen för att betona defensiven för mycket och även efter andra världskriget kritiserade Alfredo Di Stefano systemet för att ha vållat ett oinspirerat sätt att spela fotboll. Med den nya taktiken vann Arsenal flera cup- och ligatitlar på 30-talet.

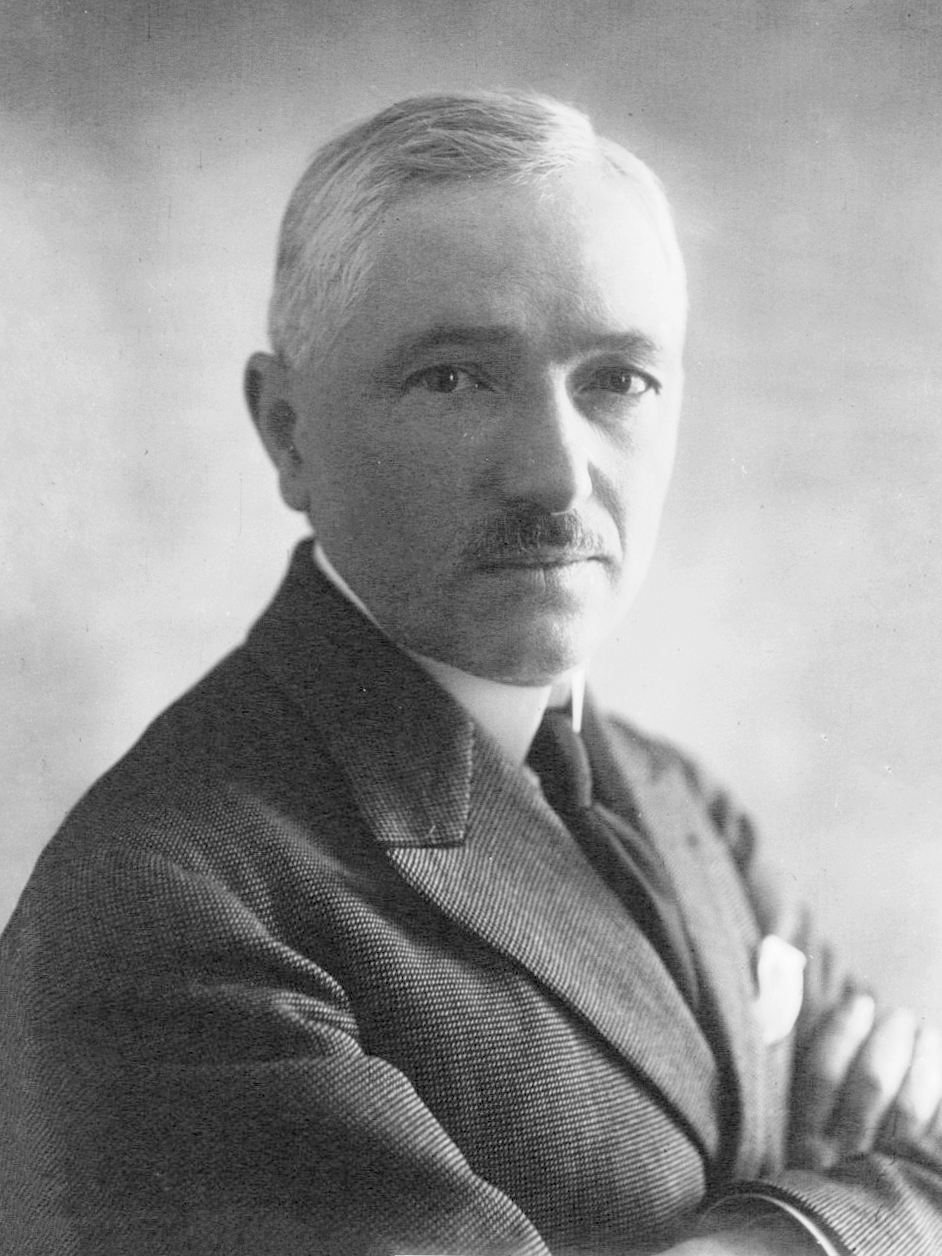
Jules Rimet (1920).

### VM initieras
Samtidigt fortsatte överläggningar att initiera ett världsmästerskap för landslag. Efter första världskriget vägrade England att möta nationer som de hade krigat emot och även länder som hade spelat vänskapsmatcher mot Tyskland och deras allierade vägrade man spela emot. Denna hållning upphävdes 1923 när England spelade mot Sverige som fram till dess hade varit "svartlistad" på grund av matcher mot Österrike och Ungern. När britterna blev medlemmar i FIFA 1924 började förbundets president Jules Rimet att jobba för ett världsmästerskap och efter OS 1928 i Amsterdam var majoriteten av medlemmarna beredda att starta ett VM där, till skillnad från OS, proffs fick delta. Men frågan var väldigt infekterad och det gick inte att nå enighet med FIFA varpå britterna lämnade förbundet igen. England såg sig själva vid den här tidpunkten som oslagbara, även om denna status blev allt svårare att upprätthålla efter Nederlag mot Spanien (1929), Frankrike (1932) och Österrike (1933).

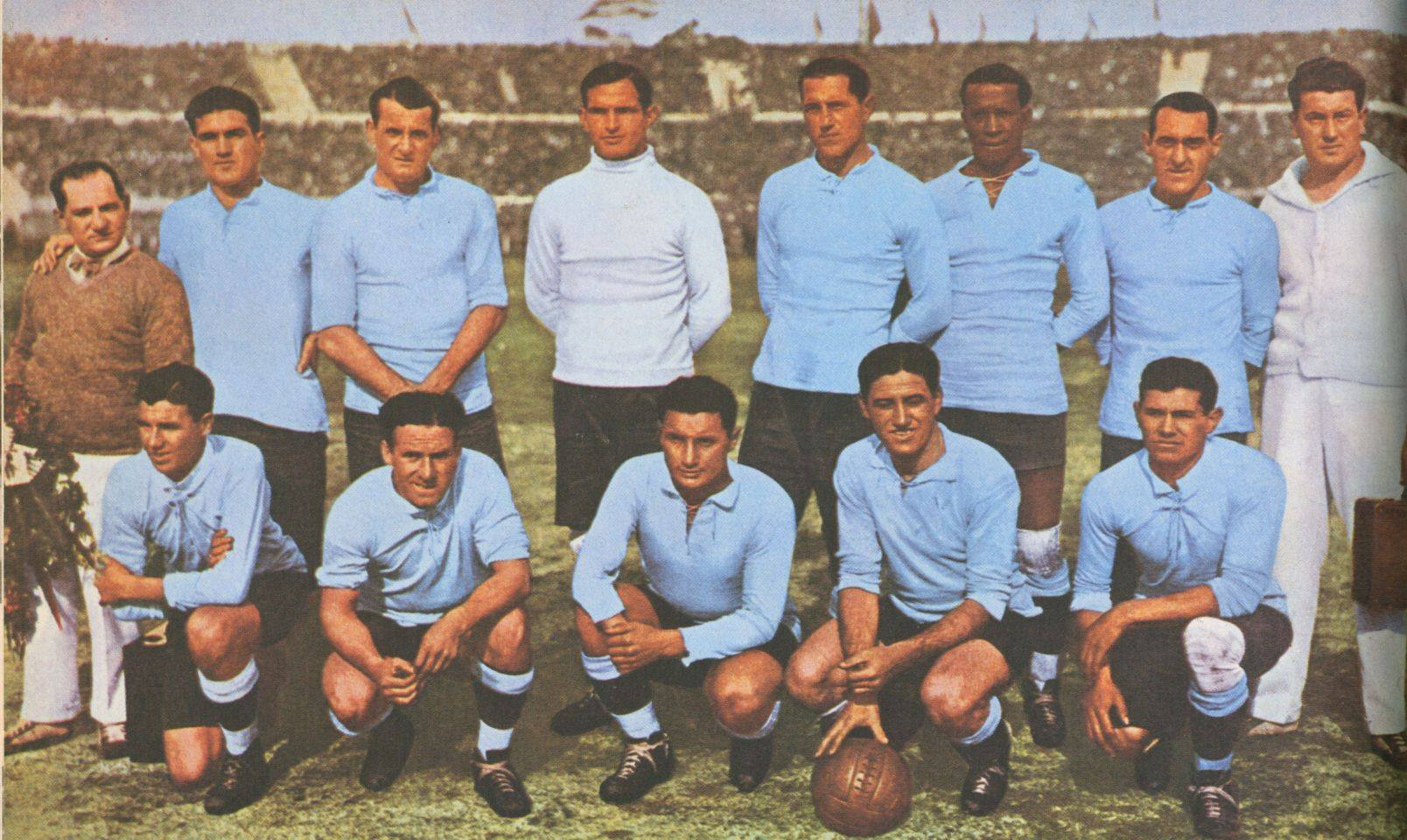
Uruguays landslag 1930.

Trots konflikten mellan Storbritannien och FIFA initierades första VM 1930 i Uruguay, på den tiden en av världens mest rika nationer och framgångsrika i fotboll med OS-gulden 1924 och 1928. Fler faktorer som talade för Uruguay som värdland var att det erbjöd sig att betala alla kostnader för turneringen samt bygga den nya fotbollsarenan Estadio Centenario. Sverige deltog inte eftersom man var emot att proffs fick delta i VM. Historikern Bill Sund menar att Sverige inte åkte till Uruguay "på grund av kostnadsskäl".  Själva turneringen slutade med seger för Uruguay som besegrade Argentina med 4–2 inför över 90 000 åskådare. Utanför Sverige verkade VM som en katalysator för proffsfotboll som infördes i flera länder i Sydamerika och Europa på 1930-talet. De nationella förbunden kopierade efterhand samma modell som FA och konceptet med seriespel, varvat med cupspel och landskamper visade sig funka lika bra även utanför Storbritannien.

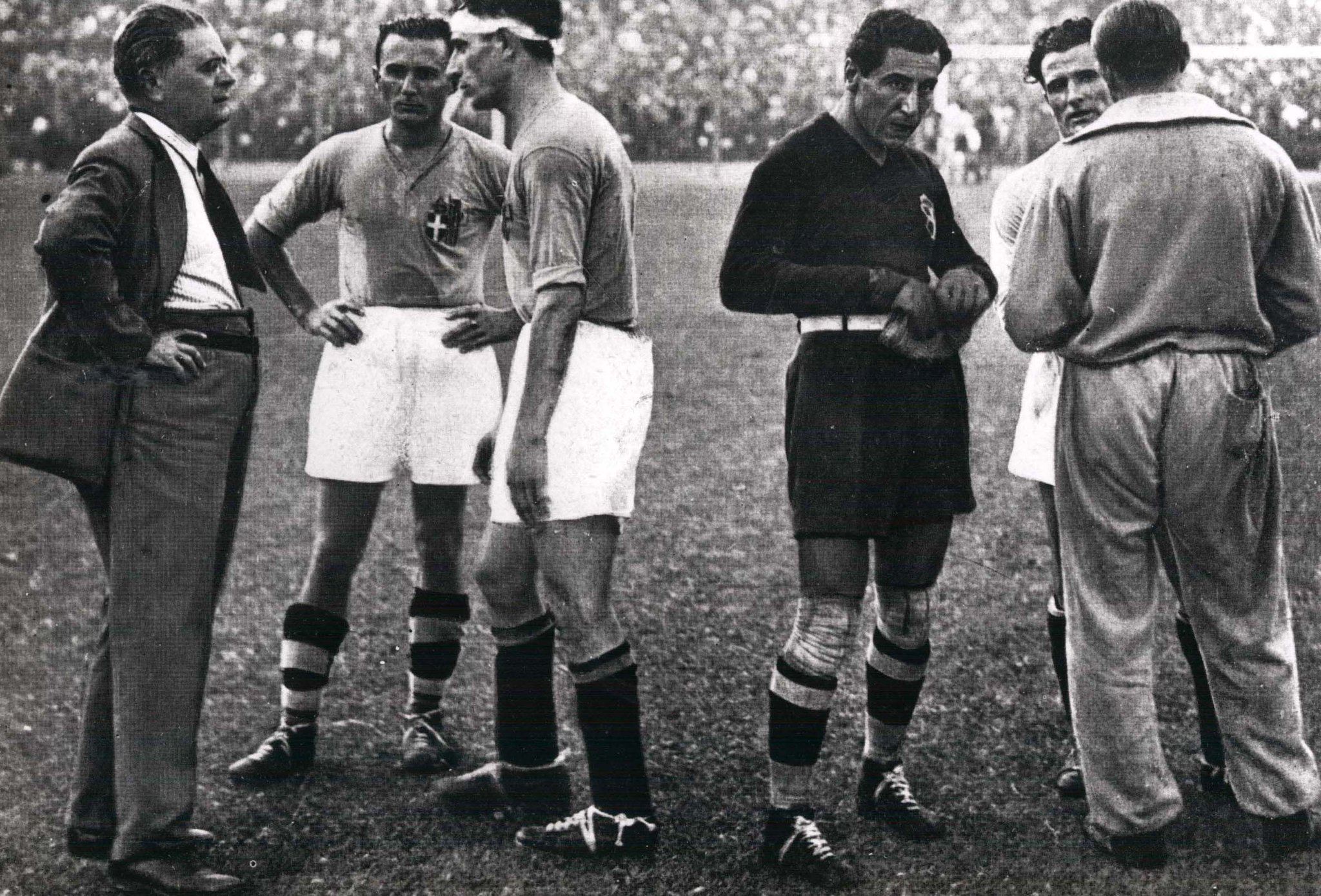
Italienska laget under VM-finalen 1934.

VM 1934 ägde rum i ett Europa där Tyskland hade förvandlats till en nationalsocialistisk diktatur och där Benito Mussolini styrde det fascistiska Italien. Att ge mästerskapen till Italien var ett kontroversiellt beslut, men FIFA övertygades eftersom Italien garanterade att klara av turneringens kostnader. För Italien blev VM ett viktigt propagandaredskap för att demonstrera landets och det italienska folkets överlägsenhet. Redan efter en vänskapsmatch mot Brasilien hade italiensk press firat segern som att "den italienska intelligensen triumferat över den brutala kraften hos negrerna" och inför finalen hade det italienska laget fått ett telegram av Mussolini med orden: "Vinn eller dö". Till finalen hade Italien kommit efter seger mot bl a Österrike i semifinalen, som med sitt tekniskt avancerade kortpassningsspel kallades för "Wundermannschaft" och tillhörde favoriterna men som ändå förlorade mot värdnationen som förlitade sig på långa bollar. Finalen vann Italien med 2–1 efter förlängning mot Tjeckoslovakien. Jämfört med 1930 hade antalet lag utökats från 13 till 16 och det spelades enbart utslagningsmatcher. Världsmästarna från Uruguay hade inte deltagit på grund av européernas bristande deltagande fyra år tidigare.
VM 1938 i Frankrike överskuggades av flera konflikter. Dels bojkottade sex sydamerikanska länder (bl a Argentina) turneringen eftersom de ansåg att VM borde spelas i Sydamerika när VM '34 hade spelats i Europa och dels överskuggades världsmästerskapen av den försämrade politiska situationen i världen. Japan hade dragit sig ur kvalspelet på grund av kriget mot Kina och Österrike skulle delta men gjorde inte det på grund av Anschluss våren 1938. England fick erbjudandet om att inta Österrikes plats men avböjde. Själva turneringen, där enbart tre icke-europeiska lag deltog, vann Italien efter seger i finalen mot Ungern.

## Fotboll under andra världskriget

### Fotboll i Storbritannien

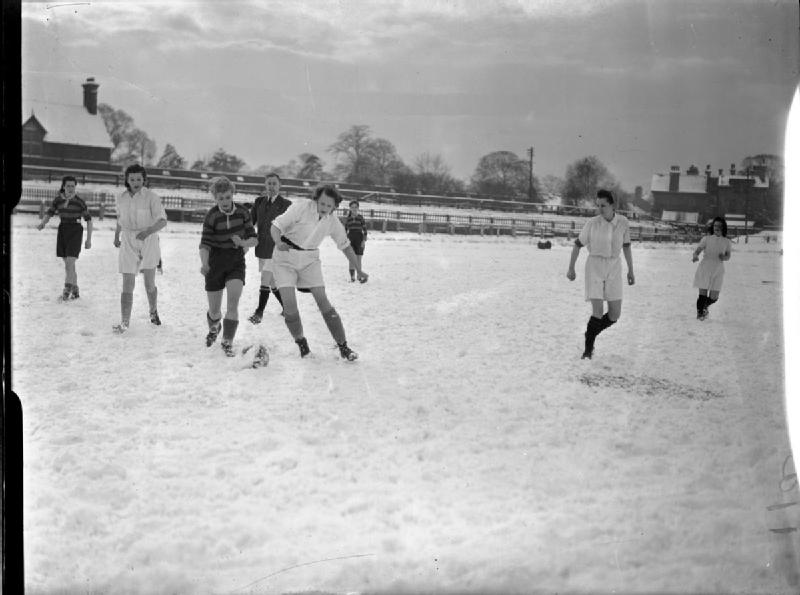
Dammatch mellan Fairey och Av Roe.

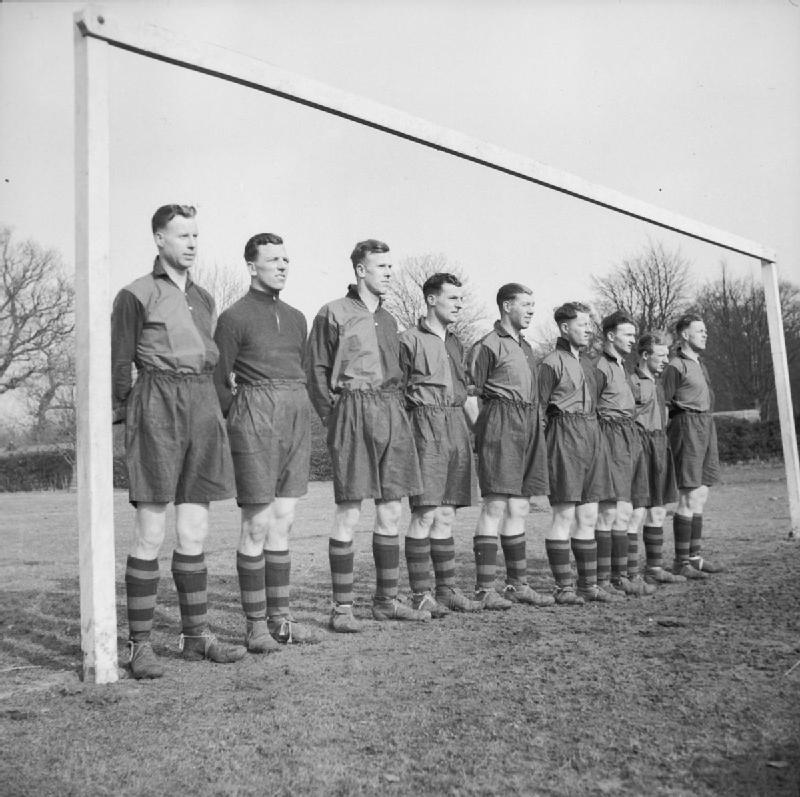
Bolton Wanderers under tjänstgöringen.

När Storbritannien förklarade krig mot Tyskland den 3 september 1939 suspenderade FA den pågående säsongen 1939/40 som hade hunnit med tre omgångar, men en undersökning beställd av regeringen ("Mass Observation") hade kommit fram till att fotboll var ett effektivt sätt att höja befolkningens moral under kriget och därför tilläts fotboll snart igen, men matcherna hade mer underhållningskaraktär och togs inte lika seriöst som tävlingsmatcherna före kriget. Spelarna fokuserade mer på att tricksa och målsnittet dubblades till sex mål per match. Ett "gästspelarsystem" infördes där stjärnspelare spelade för det lag som låg närmast kasernen där de var stationerade. På många fabriker uppstod, precis som under första världskriget, damfotbollslag som spelade mot varandra. Fotbollen användes även för att värva fler soldater, på påsklördagen 1939 höll Bolton Wanderers lagkapten Harry Goslin ett tal där han uppmanade åskådare att ta värvning, något som hela första laget gjorde måndagen därefter. Andra lag, som t.ex. FC Liverpool, gjorde samma sak. På våren 1940 hade knappt 630 professionella fotbollsspelare tagit värvning i Armén. Ca 80 stycken dödades under kriget som t.ex. Harry Goslin som stupade i Italien i december 1944.
När seriespelet drog igång igen efter andra världskrigets början hade sex stycken lag (däribland Aston Villa och Derby County) dragit sig ur eftersom många av deras spelare hade tagit värvning i armén. Indelade i tio regionala ligor återupptog de 82 förblivande lagen i Football League seriespelet den 28 oktober 1939. Varje match fick spelas inom ett radie på högst 80 km. Publiken begränsades till 8 000 i evakueringsområden och 15 000 utanför dessa områden. I april 1940 introducerades War Cup där 137 deltagande lag spelade om titeln i nio veckor. I finalen i Wembley vann West Ham mot Blackburn inför knappt 43 000 åskådare. Säsongen 1940/41 spelades i skuggan av Luftslaget om England där Coventry City fick dra sig ur ligaspelet eftersom deras arena hade blivit bombad och av samma skäl fick Sheffield United flytta från Bramall Lane till Hillsborough och när Old Trafford hade bombats fick Manchester United spela på Maine Road. Highbury användes som bas för luftangrepp och därför flyttade Arsenal till White Heart Lane. Serien 40/41 spelades i två olika avdelningar: nord och syd. Lagen rankades inte efter poäng utan efter deras målgenomsnitt. Preston North End vann ligan och vann även War Cup mot Arsenal inför 60 000 åskådare. Men överlag hade publiksiffrorna halverats jämfört med säsongen 1938/39. I januari 1941 initierade flera lag London War Cup som Reading vann. Säsongen 1941/42 gick londonlagen ett steg längre och bildade London League som Arsenal vann. Brentford vann London Cup. 1942/43 återupptogs londonlagen i FA och spelade tillsammans med de andra lagen från Football League igen. Lovell's Athletic, ett lag bestående av arbetare från en godisfabrik i Newport, lämnade både Manchester United och City samt Aston Villa bakom sig och slutade som tvåa i Norra ligan efter Liverpool. Bath City, ett annat amatörlag, till och med vann Norra ligan 1943/44. Publiksiffrorna ökade stadigt fram till krigsslutet där enskilda matcher drog upp till nästan 100 000 åskådare. Systemet med de regionala ligorna fortsatte till och med säsongen 1945/46. 1946/47 återupptogs seriespelet med fyra raka divisioner.

### Fotboll i Tyskland

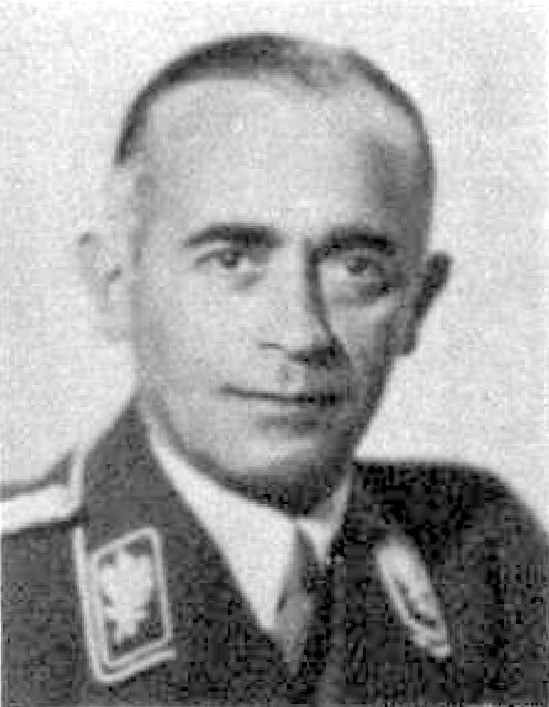
Hans von Tschammer und Osten.

I Tyskland blev Hans von Tschammer und Osten "Reichssportführer" efter nationalsocialisternas maktövertagande 1933 och fick i uppdrag att få sportklubbarna under nationalsocialisternas kontroll. Syftet var att minska vänsterpartiernas inflytande och att kontrollera arbetarklassen. SA-medlemmen von Tschammer und Osten hade inga sportsliga meriter utan hade främst uppträtt som chef för "Hilfspolizei" våren 1933 där han förföljde oppositionella och där ca hundra människor mördades under hans ledning. Dock var hans medlemskap i SA en avgörande faktor i att han blev "Reichssportführer" eftersom SA ville få kontrollen över sporten. En första åtgärd blev att utesluta alla medlemmar som hade judisk och/eller marxistisk bakgrund och så småningom infördes Hitlerhälsningen. Alla föreningar fick en enhetlig stadga där klubbstyrelsen valdes ovanifrån, dvs. medlemmarna hade ingen möjlighet längre att välja sina representanter. Varje klubb fick en Dietwart som skulle förankra den nationalsocialistiska ideologin bland medlemmarna.  Många sportfunktionärer blev snabbt medlemmar i NSDAP för att kunna göra karriär, däribland den senare förbundskaptenen Sepp Herberger. De regionala sportförbunden fick flytta sin kansli till Berlin så att de kunde kontrolleras bättre. Genom ett Führerdekret (Führererlass) från december 1938 blev NSDAP (istället för SA) direkt ansvariga för sporten. Sedan augusti 1936 måste ungdomar vara medlemmar i Hitlerjugend för att kunna vara medlem i en fotbollsklubb. Bland vuxna var det fritidsorganisationen Kraft durch Freude som uppmuntrade bildandet av "Betriebssportgruppen" ("Företagssportgrupper") som skulle öka nationalsocialismens förankring inom sporten. Samtidigt minskade antalet fotbollsklubbar i Tredje riket. En orsak till det var att klubbar med socialdemokratisk, kommunistisk eller religiös anknytning hade förbjudits. Ett annat skäl var att en del lag från samma stad hade tvingats gå ihop, som t.ex. fotbollslagen TuS 08, TV 1848 och SV Germania Bochum som gick ihop och bildade VfL Bochum. Syftet var att kunna kontrollera fotbollsklubbarna bättre. På lång sikt skulle det enbart finnas en fotbollsklubb i varje stad. Genom värnplikten sedan sommaren 1935 hade dessutom blivit svårare att hitta tiden för att kunna spela fotboll.
Samtidigt instrumentaliserades vissa lag av nationalsocialisterna. Det mest populära exemplet är Schalke 04 som hade sina rötter bland gruvarbetarna i staden Gelsenkirchen och därmed passade perfekt in i den nationalsocialistiska propagandan. Schalke vann sex mästerskapstitlar i Tredje riket och nationalsocialisterna firade Schalkes titlar som "arbetarklassens seger". Efter titeln 1939 (9–0 mot Admira Wien) utnämndes hela laget till hedersmedlemmar i NSDAP och Schalkespelare Fritz Szepan, tillika lagkapten för det tyska landslaget, fick en anställning på sportministeriet. För att säkerställa att Schalke skulle vinna mästerskapsfinalen 1941 skickades Schalkes målvakt hem från fronten för att kunna delta i matchen, som Schalke vann mot Vienna Wien.

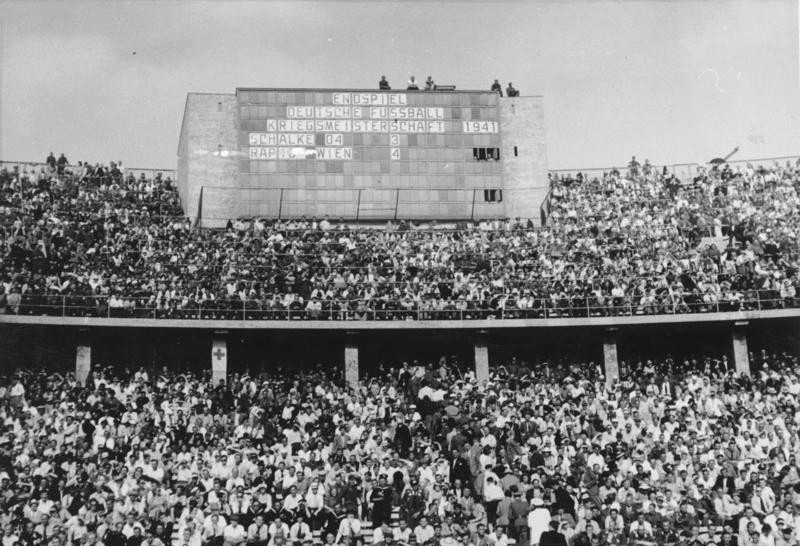
Publik under tyska mästerskapsfinalen 1941.

Seriespelet underkastades en nyordning. Tyskland delades in i 16 Gauen (provinser) och varje Gau fick en egen liga (Gauliga) där Gauens tio bästa lag deltog. Efter den ordinarie säsongen i Gauliga deltog de bästa lagen i varje Gauliga i slutspelet om fotbollsmästerskapen. På initiativ av von Tschammer und Osten infördes även en ny cuptävling, tyska cupen (början till dagens DFB-Pokal).
När andra världskriget kriget började i september 1939 pausades fotbollsspelet i några veckor men föreningarna befarade stora ekonomiska förluster om de inte fick spela och nationalsocialisterna ville skapa illusionen av en "normal vardag" under kriget. Av dessa två skäl spelades snart åter fotboll. Säsongen 1939/40 arrangerades rekordmånga landskamper, Tyskland spelade antingen mot allierade länder eller länder som Tyskland hade ockuperat. Propagandaminister Joseph Goebbels var i början begeistrad av idén att kunna utnyttja fotboll som propagandaredskap men hans eufori svalnade med tiden när det visade sig att fotbollsmatchernas utgång inte kunde förutses. Efter nederlag mot Schweiz (1–2) och Sverige (2–3) 1941 förbjöd Goebbels att spela landskamper i Berlin. Den 22 november 1942 spelade Tyskland sin sista landskamp under andra världskriget, mot Slovakien. Klubbarna fortsatte dock att tävla i Gauliga (Tredje rikets högsta liga). Den 22 juni 1941, dagen när Tyskland invaderade Sovjetunionen, spelades finalen om tyska mästerskapen mellan Rapid Wien och Schalke 04 inför 90 000 åskådare på Olympiastadion i Berlin och fotboll fortsattes spela under nästan hela kriget. Men ju längre kriget pågick desto mer påverkades tävlingarna av att allt fler män blev inkallade. En match i november 1942 slutade 32–0. För att kompensera för bristen på spelare bildades "Kriegssportgemeinschaften" där tonåringar och gamla gubbar skulle ersätta de spelare som var vid fronten. Vid bortamatcher hände det att vissa lag åkte iväg med sex till sju spelare och att de rekryterade nya spelare på vägen till matchen. Efter finalen om tyska mästerskapen i juni 1944 började den nya säsongen bara en vecka senare, man var rädd för att inte kunna börja den nya säsongen om sommarpausen blev för lång. Denna sista säsong bröts dock i september 1944 när alla män inkallades till "Volkssturm". Vänskapsmatcher arrangerades fortfarande, den sista spelades den 23 april 1945 mellan 1860 München och Bayern München.

### "VM 1942"
VM 1942 skulle äga rum i antingen i Tyskland eller Brasilien. Att FIFA övervägde att ett europeiskt land återigen skulle vara värdnation för VM upprörde sydamerikanerna eftersom både VM '34 och VM '38 hade spelats i Europa. Men innan FIFA hann att bestämma sig invaderade Tyskland Polen vilket blev början till andra världskriget och således bestämde FIFA att ställa in turneringen. 1942 spelades dock två turneringar som av vissa räknas som inofficiellt världsmästerskap det året. Den ena turneringen spelades med tolv lag i Patagonien (Argentina) men det är okänt vilka som vann turneringen. Samma år anordnades en turnering i det av Tyskland ockuperade Europa där både av Tyskland ockuperade och med Tyskland allierade länder deltog. Efter segrar mot Ungern, Bulgarien och Rumänien spelades en slags "final" mot Sverige på Olympiastadion i Berlin den 30 september 1942. Innan matchen hade de tyska spelarna blivit hotade att ett nederlag var lika med att skickas till östfronten. Efter ett nederlag mot Schweiz på Hitlers födelsedag samma år ville nazisterna säkerställa att Tyskland skulle vinna denna match. Men inför 98 000 åskådare var det istället Sverige som tog ledningen med 1–0 innan tyskarna vände matchen till 2–1. Henry Carlsson kvitterade dock till 2–2 och i den 71:a minuten gjorde Malte Martensson 3–2 och fastställde därmed matchresultatet.

## Fotboll under efterkrigstiden (1946–1959)

### Copa America 1946 = VM 1946?
När kriget var slut väcktes snabbt frågan om man skulle VM 1946, men det ansågs som omöjligt att organisera ett VM med så kort varsel och det bestämdes först att nästa turnering skulle spelas 1949 i Brasilien men eftersom man inte ville rubba tidsrytmen bestämdes att VM skulle spelas 1950 i Brasilien. Den 10 februari spelades finalen i Copa America mellan Argentina och Brasilien, en match som Argentina vann och därför anser vissa att Argentina bör räknas som världsmästare 1946. Detta har dock aldrig erkänts av FIFA.

### I Europa spelas det fotboll igen

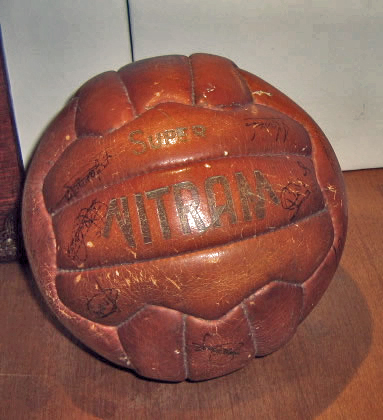
Matchboll, Mässcupfinalen 1958.

Ligafotbollen återupptogs 1946/47, men en kall vinter och bombskadorna efter andra världskriget ledde till att många matcher flyttades hela tiden. Men befolkningen hade längtat så mycket efter att se fotboll att publiksiffrorna slog rekord. Det europeiska fotbollsspelet följdes inte av en enhetlig struktur än vilket betydde att det fanns flera internationella turneringar som spelades parallellt. Den mest prestigefyllda turneringen strax efter andra världskriget var Latincupen (Latin Cup) där mästarna från Frankrike, Spanien, Italien och Portugal möttes. Turneringen varade från 1949 till 1957 och med Barcelonas fyra titlar (1949–1952) och Real Madrid (1955 och 1957) dominerades turneringen av Spanien. Samtidigt instiftades den nya Europacupen som helt dominerades av Real Madrid med stjärnor som Paco Gento och Di Stefano. 1955 började även Mässcupen (engelska: Inter-Cities Fairs Cup), ett embryo till det som senare skulle bli UEFA-cupen. Mässcupen kallades så eftersom det var städer med handelsmässor som deltog i turneringen. Den bakomliggande tanken var att fotbollsmatcherna skulle öka intresset för handelsmässorna vilket i sin tur skulle stärka banden mellan olika länder och därmed få en positiv effekt för handel mellan länder. Den första mässcupen ägde rum 1955 men eftersom turneringen inte skulle störa de inhemska ligorna pågick den över flera år. Den första finalen 1958 vann Barcelona som hade ställt upp med nästan enbart spelare från FC Barcelona samt en spelare från Espanyol. Även Mitropacupen återupptogs 1950 och dominerades av ungerska lag under 1950-talet.

### Kontinentala landslagsturneringar initieras

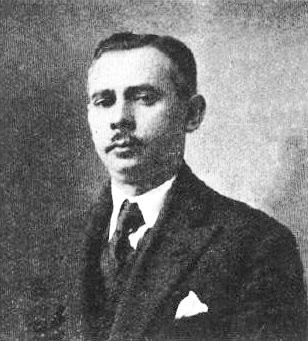
Henri Delauney (1924).

Trots fotbollens stora popularitet i hela Europa dröjde det fram till 1954 innan Uefa, Europas fotbollsförbund bildades. Antalet medlemsförbund i Uefa har stigit från 25 vid grundandet till 54 i nutid. Snart föddes även tanken på att initiera en europeisk landslagsturnering, en tanke som först yttrades av Henri Delauney, Franska Fotbollförbundets generalsekreterare. Syftet var att föra ihop olika regionala turneringar som t.ex. Mitropacupen till en enda stor turnering. Första Europamästerskapet anordnades 1959/60 men Italien, Västtyskland, Nederländerna, de brittiska nationerna och Sverige deltog inte. I finalen i Paris vann Sovjetunionen mot Jugoslavien med 2–1.
1956 initierades Asian Cup, en tävling mellan asiatiska länder. I kvalomgångar vaskades fram tio lag som möttes i en finalturnering i Hong Kong samma år. Politiska motsättningar överskuggade turneringen när Pakistan och Afghanistan vägrade spela sina matcher mot Israel vilket gav landet en enkel biljett till finalturneringen. Denna turnering spelades i ett ligaformat där Sydkorea toppade tabellen, en poäng före tvåan Israel.
1957 bildades Confédération de Football Africain (CAF) i Afrika och samma år spelades African Nations Cup (ANC) för första gången där Sudan, Egypten och Etiopien mötte varandra i Khartoum (Sudan). Sydafrika skulle också ha deltagit men drog sig tillbaka när CAF krävde att laget skulle spela med både vita och svarta spelare. Egypten vann denna första upplaga med 4–0 mot Etiopien. 1959 spelades ANC för andra gången, Egypten vann igen.

### Världsmästerskapet spelas igen

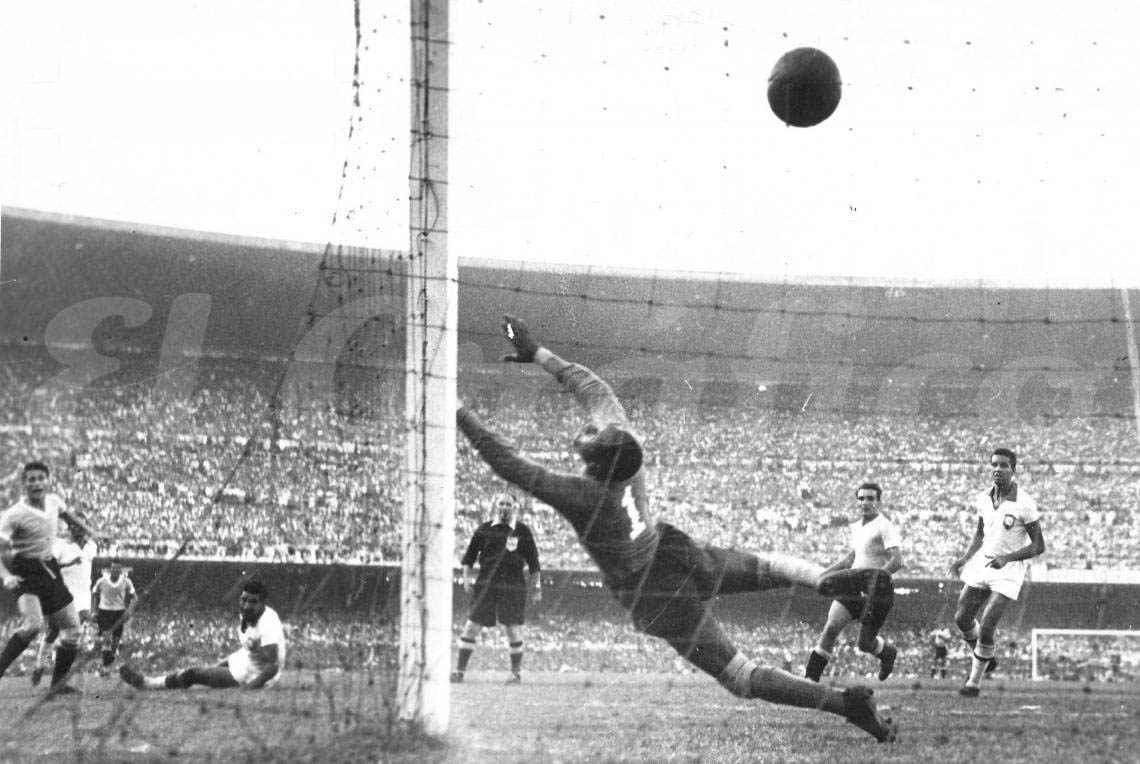
Schiaffino kvitterar i VM-finalen 1950.

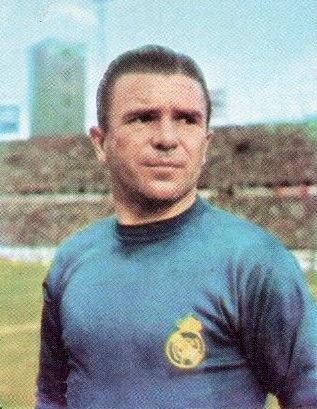
Ferenc Puskas (1965).

De fyra brittiska fotbollsförbunden (England, Skottland, Wales och Nordirland) hade lämnat FIFA på 1920-talet men återvände i maj 1946 vilket firades med en match i Wembley mellan ett brittiskt urval och ett världsurval. Den första internationella turneringen efter andra världskriget blev de olympiska spelen 1948 i London där Sverige vann guldmedaljen i finalen genom ett 3–1 mot Jugoslavien där anfallarna Gunnar Gren, Gunnar Nordahl och Nils Liedholm ("Gre-No-Li") visade sin styrka för första gången. Fyra år senare var Jugoslavien i final igen, men denna gång fick de ge sig mot ett Ungern som hade stjärnor som Ferenc Puskas, Zoltan Czibor och Sandor Kocsis i sitt lag. Även 1956 nådde laget från Balkan finalen, men slogs denna gång av Sovjetunionen med storspelande målvakten Lev Jasjin.
Första VM efter andra världskriget anordnades av Brasilien 1950 men överskuggades av ett organisatoriskt kaos. Den nya nationalarenan Maracanã med 180 000 platser var inte färdig när turneringen började och vissa lag som Italien fick spela alla matcher i samma stad medan andra fick resa kors och tvärs genom landet. Just avstånden mellan städerna var också en anledning till att många länder inte deltog i turneringen, slutligen deltog enbart 13 nationer. I finalen möttes Uruguay och Brasilien där det favoriserade värdlandet tog ledningen inför nästan 200 000 åskådare i andra halvleken genom Friaca men Juan Schiaffino kvitterade i 65:e minuten innan Uruguays Alcides Ghiggia avgjorde matchen i 79:e minuten.
I VM 1954 i Schweiz nådde Uruguay semifinalen efter att ha besegrat England i kvartsfinalen men såg sig besegrade av Ungern i en match som anses vara en av tidernas bästa matcher. I finalen träffade Ungern på ett Västtyskland som hade besegrat Jugoslavien i kvartsfinalen och krossat Österrike i semifinalen. Ungern ledde snabbt med 2–0 men Västtyskland hade kvitterat efter knappt 20 minuter innan Helmut Rahn, efter misstag av Boszik, satte det avgörande målet vilket innebar att Ungern hade förlorat sin första match på över fyra år. Enligt en studie från Humboldtuniversitetet, som publicerades år 2013, hade en del västtyska spelare dopat sig inför finalen genom att använda det prestationshöjande medlet Pervitin.
VM 1958 i Sverige blev den stora uppvisningen för det unga brasilianska laget runt stjärnor som Garrincha och Pelé som celebrerade fotboll med den nya uppställningen 4-2-4. Gruppmotståndarna Österrike och Sovjetunionen besegrades innan Wales slogs ut i kvartsfinalen genom ett mål av Pelé i andra halvleken. I semifinalen var det Pelé igen som genom sina tre mål bidrog till segern mot Frankrike. Där träffade sydamerikanerna på Sverige som hade slagit ut Västtyskland i semifinalen. Nils Liedholm gav Sverige ledningen i finalen men efter två mål av Vava och ett av Pelé ledde brassarna med 3–1 efter första halvleken. I andra halvleken utökade Zagallo ledningen innan Pelé gjorde 5–2 vilket innebar att Brasilien hade vunnit sin första VM-titel.

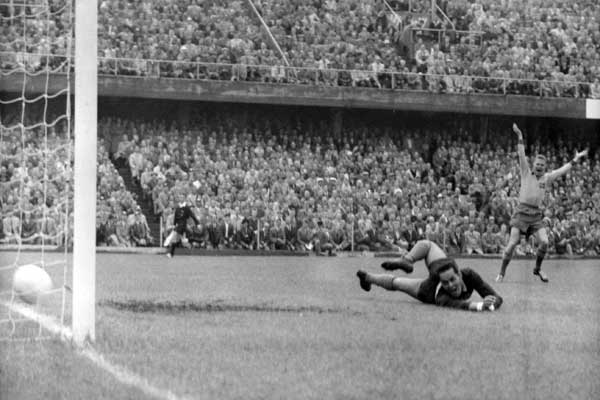
Liedholm gör 1–0 mot Brasilien.

Men i Tyskland var det semifinalförlusten mot Sverige som vållade en hätsk debatt. Västtyskarna ansåg sig ha blivit förfördelade genom organiserade hejarop som man menade hade påverkat både de tyska spelarna och den ungerska domaren Zsolt som hade utvisat tysken Juskowiak efter foul mot Nacka Skoglund. Efter Västtysklands uttåg lovade tyska fotbollsförbundets president Peco Bauwens att aldrig mer sätta sin fot i Sverige, svenska bilar i Västtyskland fick sina bildäck sönderstuckna och svenska maträtter ströks från tyska restaurangers matsedlar. I en artikel i "Saar-Zeitung" skrev man att hejaropen under semifinalen var uttryck för ett allmänt hat mot Tyskland och artikelförfattaren menade att detta hat hade sin orsak i ett svenskt mindervärdeskomplex som härstammade från att svenskarna försökte dölja faktumet att de tillhörde ett medelmåttigt folk.

## Fotboll på 1960-talet

### Klubbfotboll

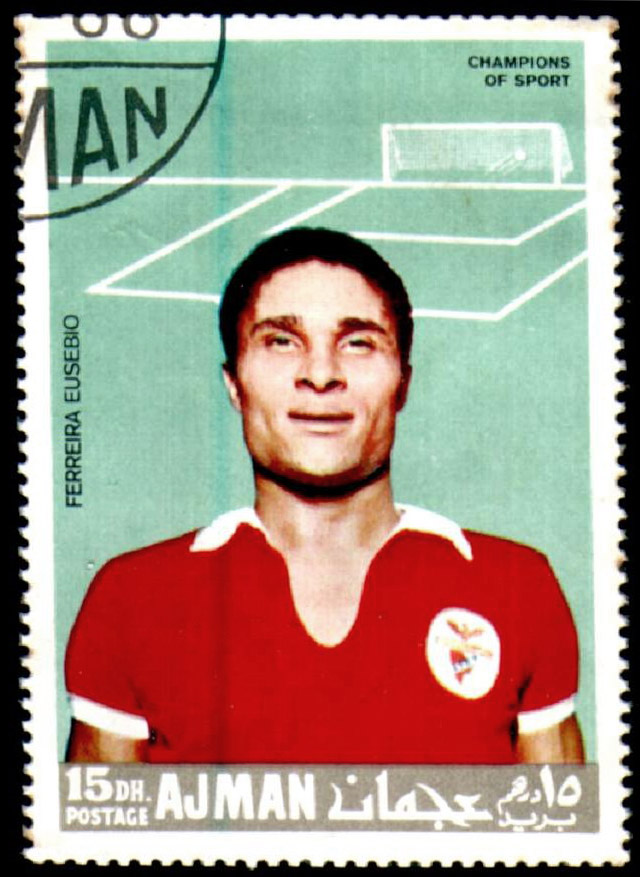
Frimärke på Eusébio (1968).

Klubbfotboll på 1960-talet såg en rad förändringar. För det första slutade Real Madrids dominans inom Europacupen efter 1960 årsfinal mot Eintracht Frankfurt. 1961 och 1962 var det Benfica Lissabons tur att vinna cupen med sin ungerska offensivlinje och den nya stjärnan Eusebio. Därefter säkrade AC Milan titeln 1963 och Inter vann både 1964 och 1965 innan Real vann igen 1966. Sedan 1967 bröts den sydeuropeiska dominansen och det var Storbritanniens tur när Celtic Galsgow vann efter mål av Tommy Gemmell och Steve Chalmer 1967 och Manchester United som vann titeln 1968 med Bobby Charlton och George Best. I Mässcupen 1960/61 försökte Barcelona vinna sin tredje titel i rad men det var istället Roma som vann titeln mot Birmingham. Fr.o.m. säsongen 1961/62 utökades maxantalet klubbar från varje land till tre stycken och Spanien med Valencia och Real Zaragozza dominerade turneringen under första halvan av 1960-talet. Sedan 1965 ökade antalet deltagande lag till 48 och sedan 1967 minskade sydeuropeiska lagens dominans i cupen till förmån av engelska klubbar som antingen kom till finalen eller vann cupen varje år fram till 1970. Mitropacupen existerade också fortfarande och dominerades av östeuropeiska lag så som Vasas Budapest, MTK Budapest, Sparta Prag och Röda Stjärna Belgrad.
Den 13 februari 1960 etablerades Cupvinnarcupen som under första upplagan 1960/61 organiserades av klubbarna själva, sedan säsongen 1961/62 är UEFA ansvariga för turneringen. I finalen 1962 ställdes Atlético Madrid mot Fiorentina på Hampdon Park i Glasgow, men matchen slutade oavgjort och det behövdes omspel som Atlético vann med 3–0. De följande åren vann flera engelska lag (bl a West Ham och Manchester United), men även tyska lag var framgångsrika, första tyska vinnaren blev Borussia Dortmund mot Liverpool 1966, året därefter vann Bayern München mot Glasgow Rangers. Säsongen 1968/69 överskuggades av händelserna under Pragvåren i Tjeckoslovakien och UEFA bestämde sig för att göra om lottningen för att hålla isär lagen från Väst- och Östeuropa varpå många östeuropeiska lag drog tillbaka sina lag i protest. Slovan Bratislava deltog dock ändå och vann hela turneringen genom att slå Barcelona i finalen 1969.

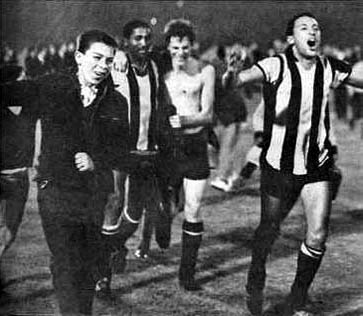
Spelare i Peñarol firar segern i Copa Libertadores 1966.

Även på andra kontinenter infördes internationella klubbtävlingar. Efter Europacupens succé infördes Copa Libertadores i Sydamerika 1960. Första och andra upplagan vann Penarol (Uruguay), Santos (Brasilien) vann 1962 och 1963 medan argentinska lag (Independiente och Estudiantes) dominerade resten av dekaden, förutom 1966 när Penarol vann sin tredje titel. Även i Afrika infördes en internationell klubbtävling när allt fler länder blev självständiga på 1960-talet. African Champions Cup spelades första gången 1964 och av de 14 deltagande lagen spelade Kameruns Oryx Douala mot Stade Malien (Mali) i finalen som Douala vann med 2–1. Eftersom publiksiffrorna var en besvikelse spelades nästa upplaga först 1965. Hela 1960-talet dominerade lagen från länder söder om Sahara. Några av de mest framgångsrika lagen på den tiden var Kumasi Asante Kotoko (Ghana) och TP Engelbert från Zaire. Sedan 1960 spelas även Världsmästerskapet för klubblag där Penarol (vinnaren av Copa Libertadores) mötte Europacupvinnaren Real Madrid i första finalen som Real vann efter ett 0–0  i första och ett 5–1 i andra mötet. Argentinska, spanska och italienska lag dominerade tävlingen under hela 1960-talet.
Även reglerna ändrades på 1960-talet. I England släpptes lönetaket på 20 pund i veckan och strax därefter etablerades spelarens rätt att få välja vilken klubb den ville när kontraktet hade gått ut. Sedan 1965 tillät engelska ligan att lagen fick byta ifall en spelare blev skadad, men snart blev det populärt att fejka skador för att kunna byta så kravet att den utbytte spelare behövde vara skadad släpptes. 1966 introducerades bortamålsregeln när två lag möter varandra i ett dubbelmöte. 1967 fick målvakten ta max fyra steg innan han släppte bollen.

### Landslagsfotboll

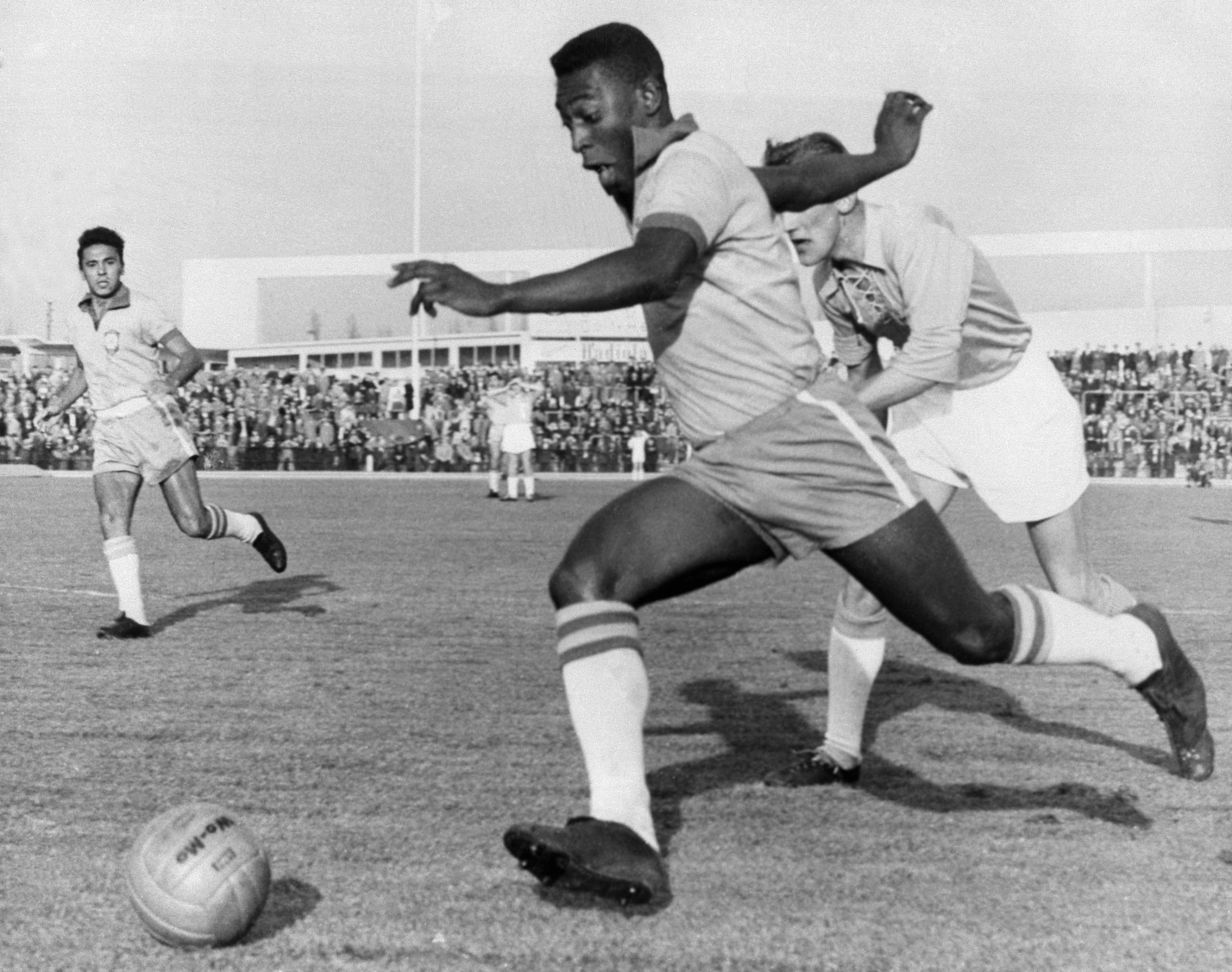
Pelé (1960).

Under 1960-talet dominerades de olympiska spelen av "statsamatörerna" från de kommunistiska länderna i Östeuropa. Dessa "statsamatörer" hade rent formellt någon form av anställning men i praktiken kunde de ägna sig åt fotboll på heltid. I OS 1960 nådde Jugoslavien sin fjärde final i rad och vann guldmedaljen mot Danmark. 1964 och 1968 vann Ungern mot Tjeckoslovakien respektive Bulgarien. VM 1962 arrangerades av Chile som precis återhämtade sig från en jordbävning. Av de 16 deltagande länderna nådde England kvartsfinalen mot Brasilien där mål av Garrincha och Vava gav Brasilien en biljett för semifinalen och i finalen slog de Tjeckoslovakien vilket innebar landets andra VM-titel. Utifrån ett taktiskt perspektiv präglades VM 1962 av en väldigt defensiv fotboll där flera lag använde den italienska catenaccio-taktiken. Även det hyllade brasilianska laget med Garrincha, Pelé och Zagallo spelade mer defensivt genom att flytta en anfallare ner till mittfältet vilket resulterade i ett 4-3-3 där Zagallo blev en defensiv playmaker.

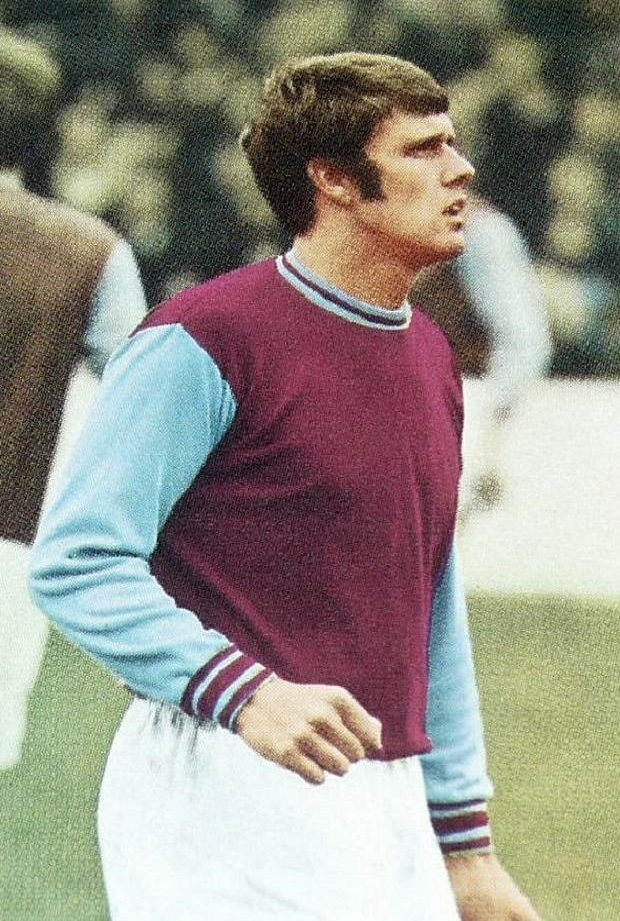
Geoff Hurst (1969).

Samma system präglade även VM 1966 i England, kombinerat med ett mycket fysiskt sätt att spela som inte minst tillämpades av värdnationen England med sina starka, tuffa spelare som löpte mycket. Det fysiska spelet blev ett problem för favoriterna Brasilien som såg sin stjärna Pelé skadad under turneringen. Brasilien eliminerades redan i gruppspelet av Portugal som hade skyttekungen Eusebio som skulle stå för nio mål under turneringen. England tog sig till kvartsfinalen där de slog Argentina. I kvartsfinalen mellan Nordkorea och Portugal spelade det asiatiska landet innovativ anfallsfotboll men bl a fyra mål av Eusebio tog Portugal till semifinalen där engelsmännen var för starka och mötte Västtyskland i finalen som hade eliminerat Uruguay i kvarten och Sovjetunionen i semin. I finalen tog Västtyskland ledningen genom Helmut Haller innan Geoff Hurst kvitterade. Martin Peters gav England ledningen drygt tio minuter före slutet men på tilläggstid kvitterade västtyskarna. I förlängningen sköt Hurst ett skott som träffade ribbans undersida och som domaren bedömde som mål efter att ha konsulterat linjedomaren. Slutresultatet fastställdes genom ett skott av Geoff Hurst i slutsekunderna vilket gjorde England till första värdnationen som hade vunnit VM sedan 1934.
EM 1960 och 1964 bestod av enbart fyra lag som gjorde upp om titeln. EM 1960 vanns av Sovjetunionen efter ett 2–1 i finalen mot Jugoslavien. Dock hade många landslag som t.ex. Västtyskland, Italien, de brittiska nationerna och Sverige inte deltagit. EM 1964 gästades av Spanien som också vann titeln. Inför EM 1968 ändrades formatet till åtta kvalgrupper med anslutande semifinaler och final. De brittiska länderna deltog i en egen kvalgrupp som kallades för The Home International Championship. I semifinalen slog Jugoslavien England och mötte därefter värdnationen Italien i finalen som slutade 1–1 och krävde omspel som Italien vann med 2–0.
I Sydamerika spelades enbart två mästerskap: 1963 i Bolivia som överraskande nog slog Paraguay i finalen och 1967 i Chile där Uruguay slog Argentina i finalen. I Asien anordnades Asian Cup som vanns av Sydkorea 1960, värdnationen Israel 1964 och värdnationen Iran 1968 samt Asian Games där Indien och de sydostasiatiska länderna skördade framgångar. I African Nations Cup 1962 var Etiopien värdnationen som vann turneringen efter 4–2 i semifinalen mot Tunisien och slog Egypten i finalen med 4–2 efter förlängning.

## Fotboll på 1970-talet

### Klubbfotboll

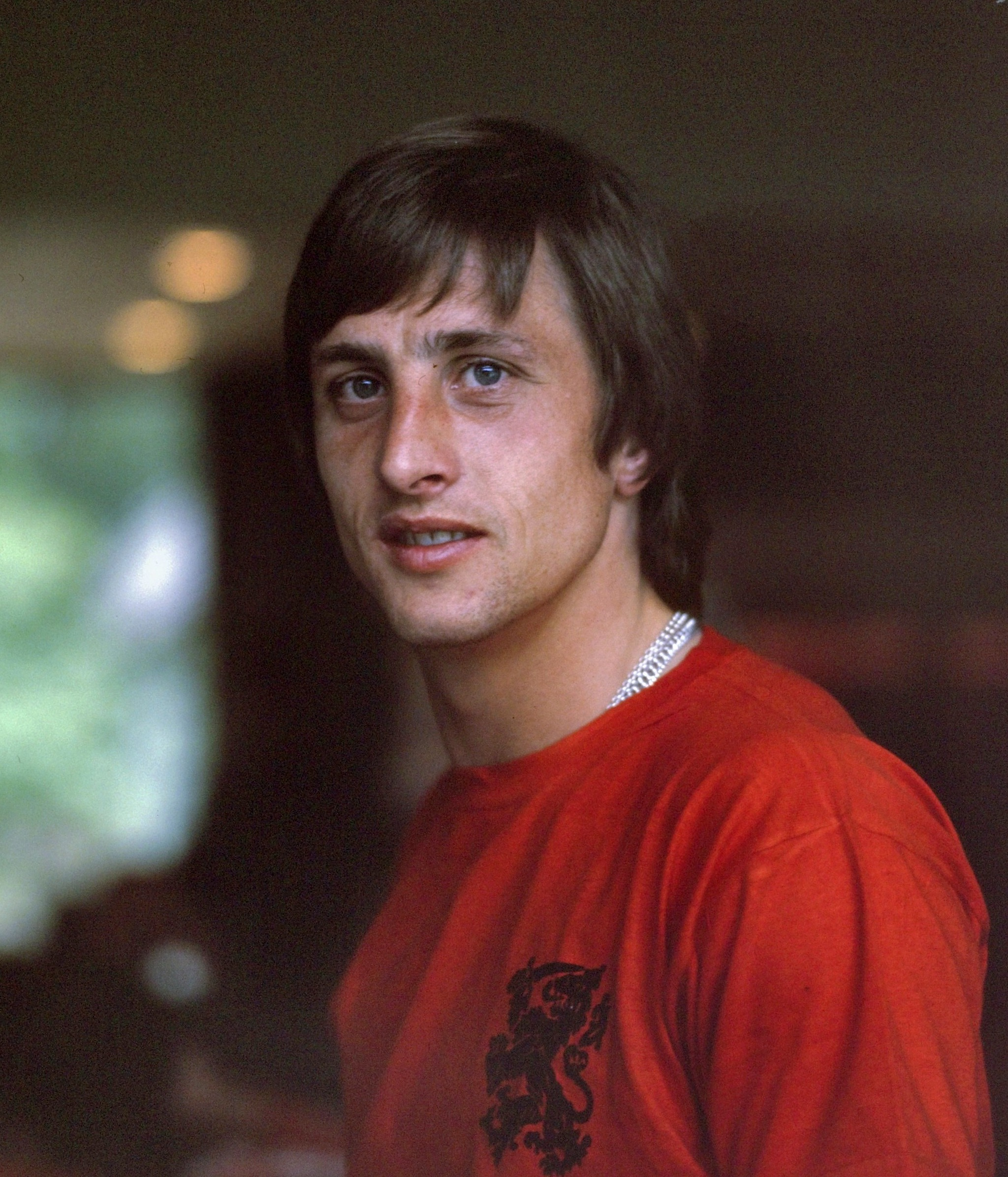
Johan Cruyff (1974).

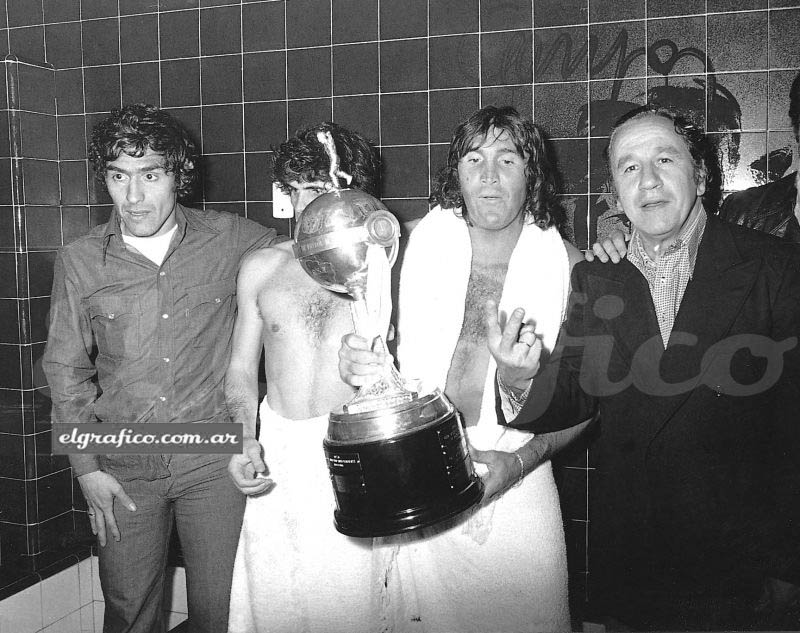
Boca Juniors med Copa Libertadores '77.

I början av 1970-talet innehade Ajax Amsterdam en ledande ställning i Europacupen med sitt koncept av "total fotboll" som laget praktiserade under tränare Rinus Michels och som gick ut på att alla lagets spelare hela tiden kunde byta position. Med playmakern Johan Cruyff samt talangerna Johan Neeskens och Johnny Rep vann Ajax Amsterdam Europacuperna 1971, 1972 och 1973. Efter Amsterdam skulle Bayern München ta över stafettpinnen och vann tävlingen 1974–76 med "Kaiser" Franz Beckenbauer, Gerd Müller och Sepp Maier. Efter det var det Liverpools tur att vinna både 1977 och 1978, i den sistnämnda avgjordes finalen mot Brügge av Kenny Dalglish. Årtiondets sista titeln gick till Nottingham Forest som under tränare Brian Clough besegrade Malmö FF med 1–0 i finalen. Även i mässcupen skördade engelska lag framgångar: 1970 vann Arsenal mot Anderlecht och 1971 vann Leeds United mot Juventus på bortamålsregeln. Men Mässcupens dagar var räknade eftersom UEFA ville få kontroll över de europeiska tävlingarna. I en sista match i september 1971 avgjordes vem som fick behålla Mässcupen för gott. Matchen spelades mellan Barcelona (tävlingens första vinnare) och den sista vinnaren Leeds United med spanjorerna som segrare. I den nya UEFA-cupen deltog 64 lag där de högst rankade lagen från varje liga, som inte hade kvalificerat sig för andra tävlingar, deltog. Första säsongen för den nya tävlingen blev 1971/72 men oavsett alla förändringar fortsatte de engelska klubbarna att skörda framgångar i turneringen. Finalen 1972 var en helengelsk final mellan Tottenham och Wolverhampton (Tottenham vann) medan finalen 1973 vanns av Liverpool mot Borussia Mönchengladbach. Tottenham stod i finalen 1974 men förlorade mot Feyenoord Rotterdam och 1976 vann Liverpool finalen mot Brügge. Mot slutet av 1970-talet upphörde dock de engelska lagens ledande ställning. Mönchengladbach vann 1975, Juventus 1977 och PSV Eindhoven 1978 innan Gladbach vann igen 1979. Även i Cupvinnarcupen var det brittiska lag som dominerade i början av 70-talet: 1971 vann Chelsea och 1972 vann Rangers innan Leeds förlorade finalen 1973 mot AC Milan. 1974 och 1975 var det östeuropéernas tur när östtyska Magdeburg och sovjetiska Dynamo Kiev vann. 1976–1978 var RSC Anderlecht i final: första året vann laget mot West Ham, andra året förlorade de mot Hamburger SV och tredje året vann belgarna igen genom en 4–0-seger mot FK Austria. Dekadens sista final vann Barcelona med 4–3 mot Fortuna Düsseldorf.
I Sydamerika dominerades Copa Libertadores av argentinska lag som deltog i årtiondets alla finaler och vann sex av dem. Estudiantes vann 1970 och nådde finalen 1971, 1972–1975 vann Independiente innan brasilianska Cruzeiro vann 1976 och Boca Juniors vann både 1977 och 1978. 1979 års final förlorade Boca mot paraguayanska Olimpia. I afrikanska African Champions Cup vann Asante Kotoko (Ghana) 1970 års final mot Tout Puissant Engelbert (Zaire), Asante var i final 1971 igen men förlorade, Hafia Conakry (Guinea) vann 1972 mot Simba FC (Uganda) och 1973 var Asante i final igen men förlorade mot AS Vita (Zaire). Kongolesiska CARA Brazzaville vann 1974 innan det var Asantes tur igen att vinna 1975 och en gång till 1977. Årtiondets två sista titlar gick till kamerunska lag, Canon (1978) och Union Douala (1979). När det gäller klubb-VM vägrade europeiska lag att delta på grund av våldsamheter som hade ägt rum om och igen på de sydamerikanska arenorna.

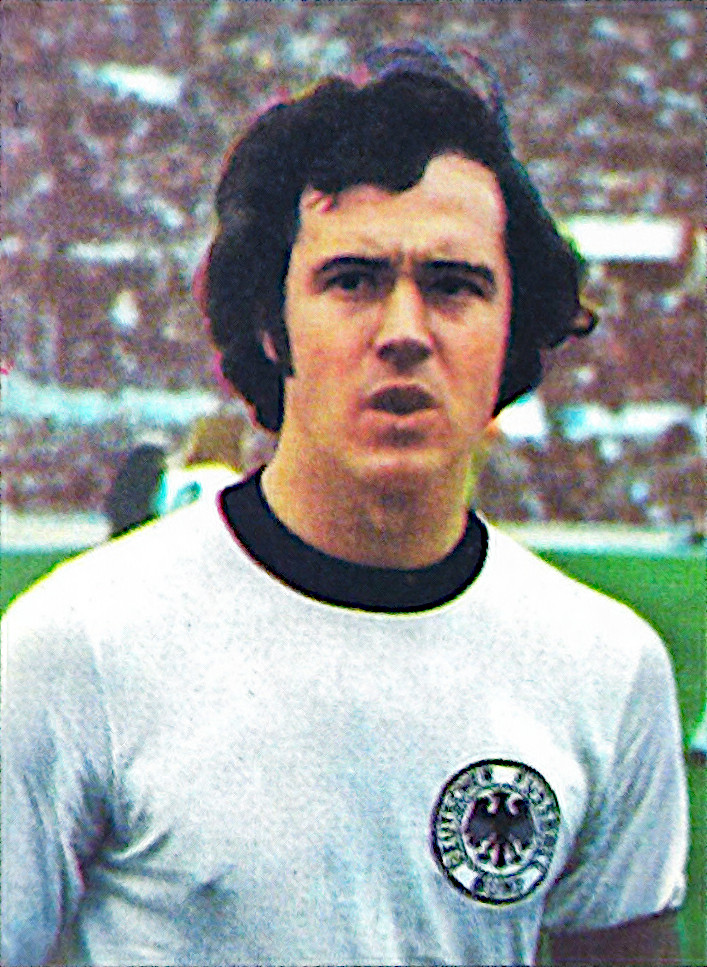
Franz Beckenbauer (1975).

### Landslagsfotboll

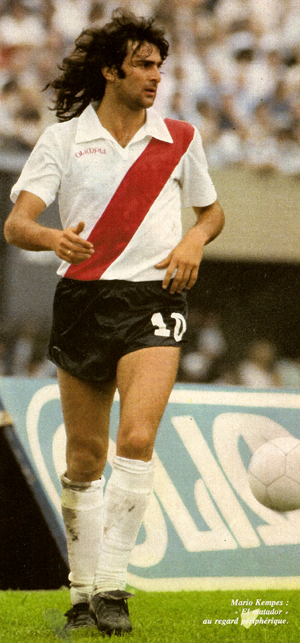
Mario Kempes (1981).

VM i Mexiko 1970 innebar några av de dittills mest exalterade matcherna. Det talangfulla brasilianska laget vann alla sina tre gruppmatcher medan Västtyskarna via hattrick av Gerd Müller mot både Bulgarien och Peru också gick vidare till kvartsfinal. I slutspelsrundan eliminerades Mexiko av Italien genom bl a två mål av Gigi Riva. Brasilien slog Peru med 4–2 och Västtyskland slog ut England som efter en 2–0-ledning förlorade 2–3, slutpunkten sattes av Gerd Müller som fastställde resultatet efter ett mål på volley på tilläggstid. Västtyskland stod även i fokus i en uppseendeväckande semifinal där Italien vann 4–3. I finalen vann Brasilien med 4–1 mot Italien och hyllades världen över för sitt spel. Till skillnad från VM 1966, där det defensiva spelet var förhärskande, visade Brasilien med sina stjärnor Pelé Rivelino, Gerson och Carlos Alberto ett snabbt passningsspel som ledde till anfall via yttrarna. I defensiven praktiserades zonförsvar. VM 1970 var även startpunkten för 4-4-2 som spelades av Brasilien och som både täckte hela spelplanen och gav mittfältet en större tyngd i spelet. Med fler mittfältare satte man också mer press på speluppläggaren vilket försköt hans position bakåt där i vissa fall liberon blev speluppläggaren, som t.ex. Franz Beckenbauer. För Sveriges del slutade VM 1970 med en besvikelse efter förlust mot Italien (0–1), oavgjort mot Israel (1–1) och vinst mot Uruguay som inte räckte till avancemang. Sverige spelade, likt Italien, med libero och punktmarkering och hade svårt att föra spelet, vilket blev ett problem mot lag som t.ex. Israel som drog sig tillbaka och väntade på kontringar.
Europamästerskapet 1972 var det första som spelades under sitt nuvarande namn och gästades av Belgien. Det mest framstående laget denna turnering var Västtyskland under förbundskapten Helmut Schön som med en blandning av spelare från Mönchengladbach (bl a Günter Netzer) och Bayern München (bl a Franz Beckenbauer och Gerd Müller) slog Sovjetunionen med 3–0 i finalen, en match som anses vara en av de mest minnesvärda EM-finalerna genom tiderna. Detta var Västtysklands första EM-guld.
I VM 1974 i Västtyskland infördes två gruppspelsfaser där vinnarna i andra gruppspelsfasen gick vidare till final. Skottland hade kvalificerat sig för turneringen för första gången på 16 år men missade andra gruppspelsfasen på grund av sämre målskillnad än Brasilien medan överraskningslagen Sverige och Polen lyckades gå vidare till andra gruppspelsfasen efter seger mot Uruguay respektive oavgjort mot Argentina. I andra gruppspelsfasen var Nederländerna med bl a Johan Cruyff, Neeskens och Johnny Rep det laget som visade bäst form efter segrar mot Argentina, Östtyskland och Brasilien. Västtyskland blev finalmotståndaren efter vinst mot Jugoslavien, Sverige och Polen. I finalen tog Nederländerna ledning via straff medan ytterligare en straff ledde till kvittering efter att Västtysklands Bernd Hölzenbein hade snubblat i straffområdet. I en intervju från 2018 erkände Hölzenbein att han hade filmat till sig straffen. Två minuter före halvtidsvilan gjorde Gerd Müller 2–1 för Västtyskland och fastställde därmed slutresultatet. Sverige överträffade förväntningarna under sin nye förbundskapten Georg "Åby" Ericson som hade varit assisterande under Orvar Bergmark. Med spelare som Björn Nordqvist, Ova Grahn, Conny Torstensson, Rald Edström, Roland Sandberg och Ove Kindvall lyckas Sverige att spela oavgjort mot Nederländerna, vinna mot Uruguay (3–0) och Jugoslavien (2–1). Stjärnorna Johan Cruyff i Nederländerna och Franz Beckenbauer i Västtyskland blev turneringens stora spelare. Västtyskarna kombinerade fysiskt spel med bollsäkerhet och teknik medan Nederländerna blev kända för sin "total fotboll" där hela laget pressade och deltog i anfallsspelet. Det dominerande spelsystemet blev ett 1-3-3-3 där liberon längst bak kunde gå upp i anfallet och när han gjorde så skulle en annan spelare täcka upp för honom. Precis som med 4-4-2 var tanken även här att hela spelplanen skulle befolkas. Anfallsspelet skulle organiseras i vågor där ytterspelarna skulle få bollen ner till kortsidan varifrån sedan passningar inåt skulle leda till målchanser. Därmed ökade även kraven på ytterbackarna som blev en del av anfallsspelet. Mittfältarna skulle vara flexibla och bryta högre upp på planen, anfallarna skulle använda sin fantasi och visa initiativ.
I 1976 års Europamästerskap kom Västtyskland återigen till final efter att ha slagit Jugoslavien i semifinalen efter förlängning. I den andra semifinalen blev två nederländska spelare utvisade men Holland kunde ändå få till en förlängning mot Tjeckoslovakien där östeuropéerna dock till slut vann med 3–1. I finalen vann Tjeckoslovakien mot Västtyskland efter straffar.

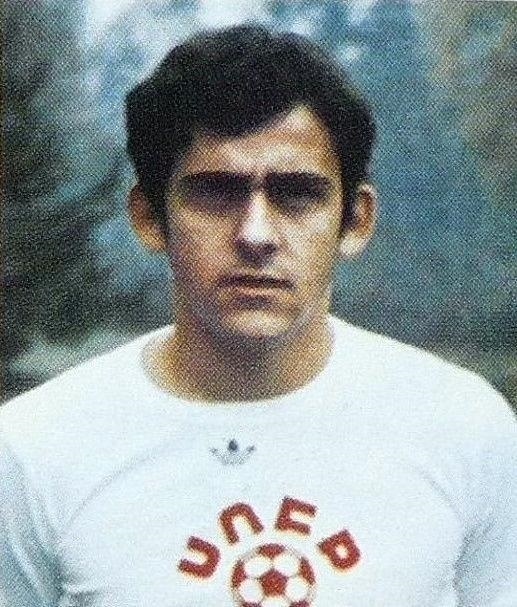
Michel Platini (1975).

VM 1978 ägde rum i Argentina och ansågs som kontroversiellt eftersom landet styrdes av en brutal diktatur under general Videla. Medan förbundskapten Georg "Åby" Ericson inte såg några problem med att delta i VM fanns det en stark opinion bland både svenska folket att bojkotta turneringen och även många landslagsspelare kände sig tveksamma att delta. Sveriges insats under VM '78 blev en besvikelse. Laget spelade för långsamt och saknade kreativitet. Anfallsspelet med inlägg mot främre stolpen där Thomas Sjöberg väntade och skulle göra mål var för lätt att räka ut. Det svenska laget hade även svårigheter att båda hålla i och passa bollen och den ende spelaren av världsklass var målvakten Ronnie Hellström. Den prestation som stack ut var en bra match mot Brasilien som slutade 1–1.  Argentinas landslag däremot var talangfulla med mittfältaren Osvaldo Ardiles och anfallaren Mario Kempes och gick vidare till andra gruppspelsfasen dit även Nederländerna, utan Johan Cruyff, kom. I andra fasen slog Nederländerna Österrike, spelade oavgjort mot Västtyskland och slog Italien med 2–1 efter ett mål från 35 meter av Arie Haan och fick därmed delta i finalen. Där väntade Argentina som hade tagit sig dit efter en 6–0-seger mot Peru. I finalen var Mario Kempes den förste som gjorde mål. Nederländerna pressade på i andra halvlek, ledda av den utomordentlige Neeskens och inbytte Dick Naninga kvitterade åtta minuter före fulltid. I förlängningen återställde en soloprestation av Kempes Argentinas ledning och det var även Kempes som förberedde 3–1-målet som blev slutresultatet. De system som dominerade under VM 1978 var både 4-4-2 (med en av mittbackarna som Libero, t.ex. Sveriges system) och 1-3-3-3. Även Zonmarkering hade blivit mer populär än man-mot-man-markering. Säkert passningsspel, genombrott via snabba löpningar och väggspel var turnerings kännetecken. Argentinas lag imponerade med flera stjärnor som liberon Pasarella och anfallaren Kempes. Men det fanns även överraskningar under turneringen, t.ex. spelade Italien mer offensivt än tidigare och även ett piggt Frankrike med den unge Michel Platini imponerade. Även Polen spelade en progressiv fotboll med libero, offensiva ytterbackar och pressande anfallare där den skicklige playmakern Deyna och anfallaren Lato briljerade. En till nyhet var att sydamerikanska lagen spelade mer disciplinerade än förut.

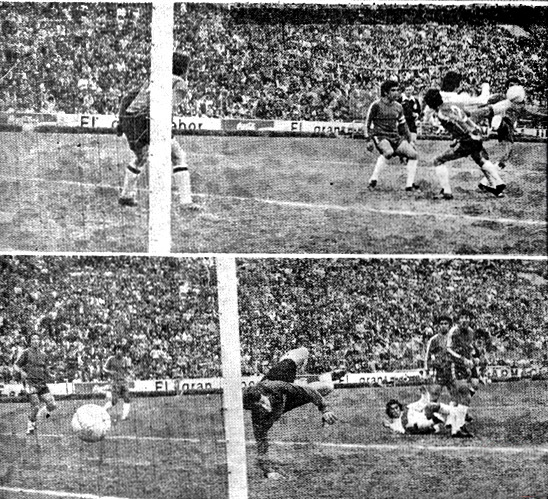
Copa America 1975: Juan Carlos Oblitas (Peru) gör mål med en cykelspark mot Chile.

I Sydamerika ägde bara två turneringar rum  på 1970-talet på grund av bråk mellan länderna som klagade över att deras stjärnspelare inte kunde spela i turneringen på grund av pågående seriespel samtidigt. Under det nya namnet Copa America spelades tävlingen 1975 och 1979 med Paraguay och Chile som segrare. Asian Games spelades i Bangkok 1970 där Sydkorea mötte Burma i finalen som slutade oavgjort vilket ledde till att båda länderna delade på titeln. När medlemskapet för turneringen utökades till Asian Football Confederation (AFC) inkluderade Asian Games helt plötsligt en stora variation av olika länder vilket blev tydligt 1974 när gulfstaterna vägrade att spela ifall Israel deltog. Detta var också Israels sista deltagande eftersom landet exkluderades av AFC efter omröstning. 1978 spelades turneringen återigen i Bangkok och Sydkorea och Nordkorea delade på guldmedaljen efter ett 0–0 i finalen. Guldet i Asian Cup hamnade både 1972 och 1976 i Iran. I Africa Nations Cup var det Ghana som 1970 deltog i sin fjärde final i rad men förlorade mot värdnationen Sudan. 1972 möttes Kongo och Mali i finalen som slutade 3–2. 1974 års final mellan Zaire och Zambia slutade 2–2 och gick till omspel som Zaire vann. 1976 introducerades gruppspel istället för slutspel och Marocko slutade etta i tabellen, en poäng före Guinea. 1978 återställdes det gamla formatet och Ghana slog Uganda i finalen.

## Fotboll på 1980-talet

### Klubbfotboll

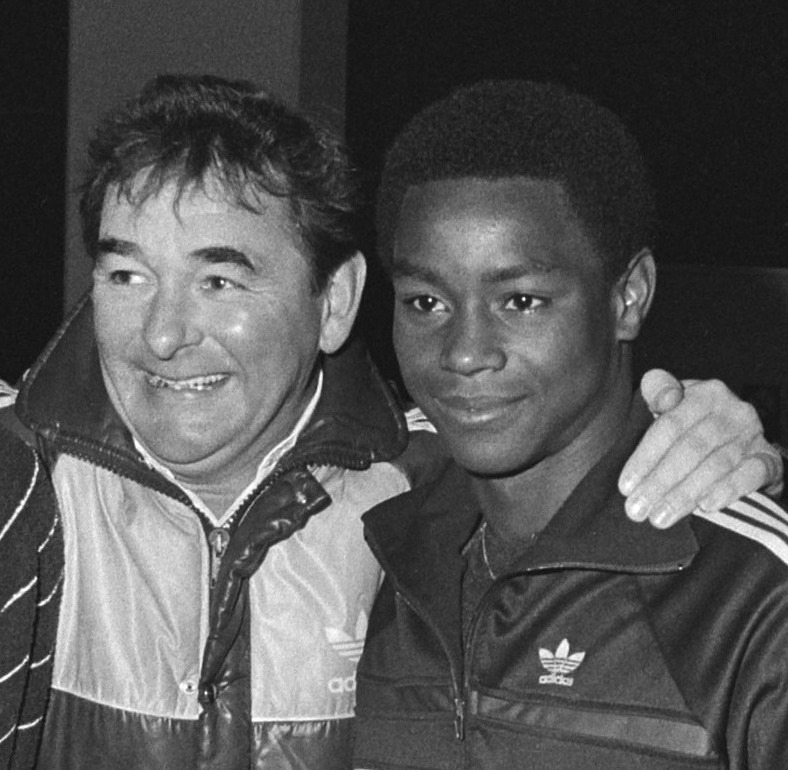
Brian Clough (t v, 1983).

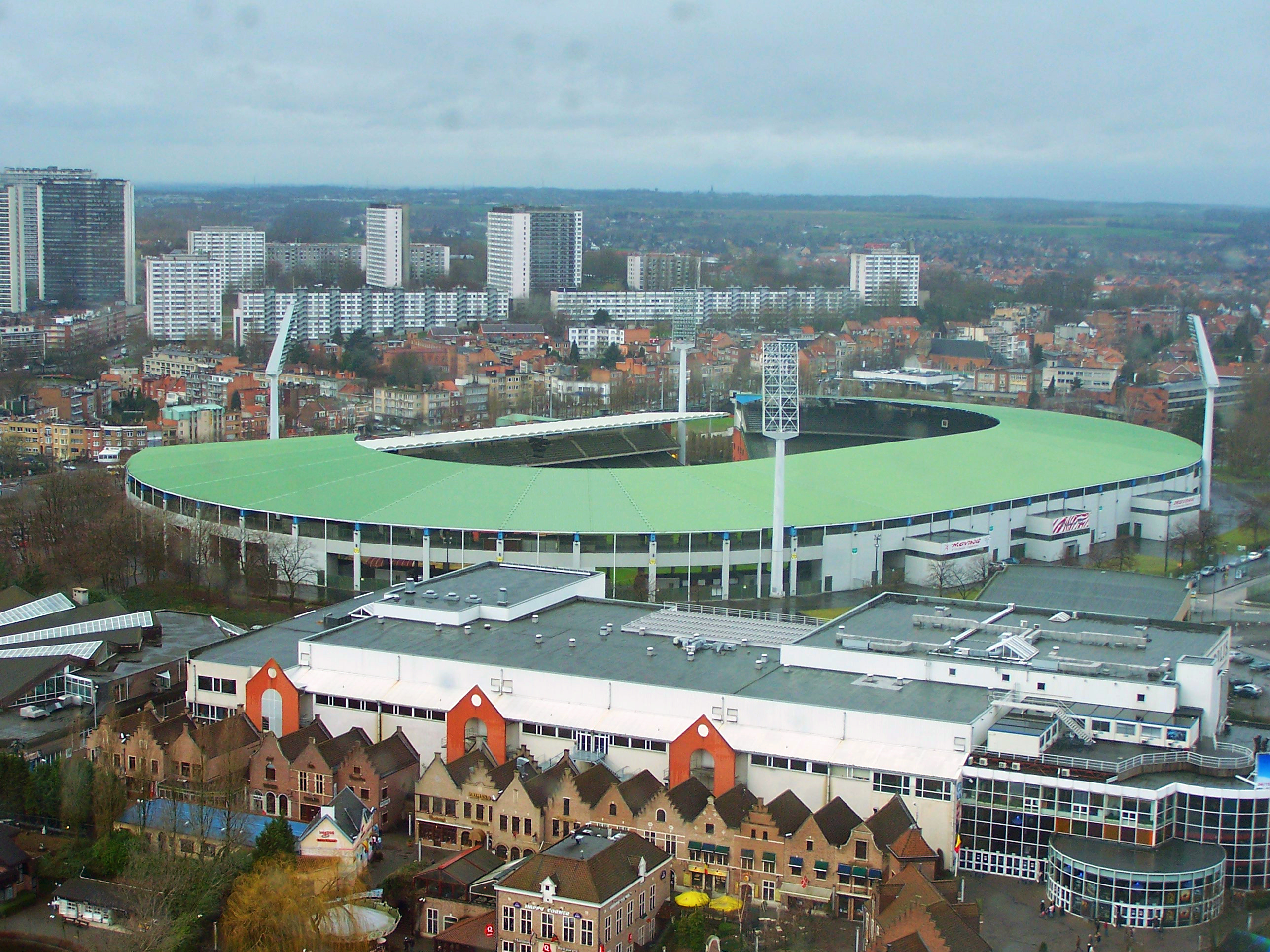
Heyselstadion (2004).

I början av 1980-talet dominerade de engelska lagen Europacupen. Brian Cloughs Nottingham Forest vann andra gången i rad 1980 genom ett tidigt mål av John Robertson och Liverpool vann 1981 genom att slå Real Madrid. 1982 var det Aston Villas tur som slog Bayern München i Rotterdam. 1983 stoppades det engelska segertåget när Hamburger SV vann mot Juventus genom ett mål av Felix Magath. 1984 vann Liverpool igen och var i finalen 1985 mot Juventus men förlorade. Denna final, spelad på Heyselstadion i Bryssel, överskuggades dock av Heyselkatastrofen som ledde till att engelska lag flera år framöver inte fick delta i Europacupen. 1986 stod Barcelona i finalen mot Steaua Bucharest men förlorade efter straffar, Porto vann 1987 mot Bayern München. 1988 avgjordes final genom straffar, denna gång hade PSV Eindhoven turen på sin sida. 1989 och 1990 var det Milans tur att vinna som briljerade med de holländska stjärnorna Ruud Gullit, Marco van Basen och Frank Rijkaard. I UEFA-cupen började 80-talet med en ren västtysk semifinal där Eintracht Frankfurt så småningom vann. Annars var det mindre klubbar som kunde vinna cupen: 1981 Ipswich Town (mot Alkmaar) och 1982 IFK Göteborg under tränare Sven-Göran Eriksson som året därpå nådde finalen med Benfica som dock förlorades mot Anderlecht. Anderlecht var i finalen 1984 igen men förlorade mot Tottenham. Turneringen 1984 blev dock mer ihågkommen för skandalen som uppdagades mer än tio senare när det kom fram att Anderlecht hade mutat domaren i semifinalen mot Nottingham Förest som Anderlecht vann efter en omdiskuterad straff och ett bortdömt mål för Nottingham. 1985 och 1986 var det slutligen Real Madrids tur att vinna sina första europeiska titlar på nästan tjugo år, den sistnämnda mot 1.FC Köln som hade nått sin första europeiska final någonsin. 1987 var det IFK Göteborgs tur igen, denna gång mot Dundee United som hade slagit Barcelona i kvarten och Mönchengladbach i semin. Tyska Bayer Leverkusen vann 1988 efter straffar mot Espanyol och 1989 var det äntligen italienarnas tur att fira när Napoli med Diego Maradona vann UEFA-cupen. I Cupvinnarcupen började 80-talet med ett spanskt-engelskt möte. I finalen 1980 träffade Arsenal på Valencia men i straffläggningen var det Valencia som vann, trots att Valencias Mario Kempes missade sin straff. 1981 var en ren östeuropeisk final där Carl Zeiss Jena (Östtyskland) förlorade mot sovjetiska Dynamo Tbilisi. 1982 blev det Barcelonas tur att säkra titeln och 1983 var Real Madrid nära men stoppades i finalen av Aberdeen under den unge Alex Ferguson. 1984 var det dags för Juventus med ett stjärnspäckat lag runt Michel Platini att vinna cupen innan titeln hamnade i England igen när Everton vann 1985, två veckor innan engelska lag på grund av Heyselkatastrofen bannlystes från europeiska cuptävlingar. Efter en sovjetisk vinst 1986 (Dynamo Kiev) hamnade titeln i Nederländerna när Ajax vann 1987. Laget var även i finalen 1988 men förlorade mot belgiska Mechelen. Cruyff, tränare för Ajax 1987 men numera i Barcelona, vann 80-talets sista cupvinnarcup med katalanerna.

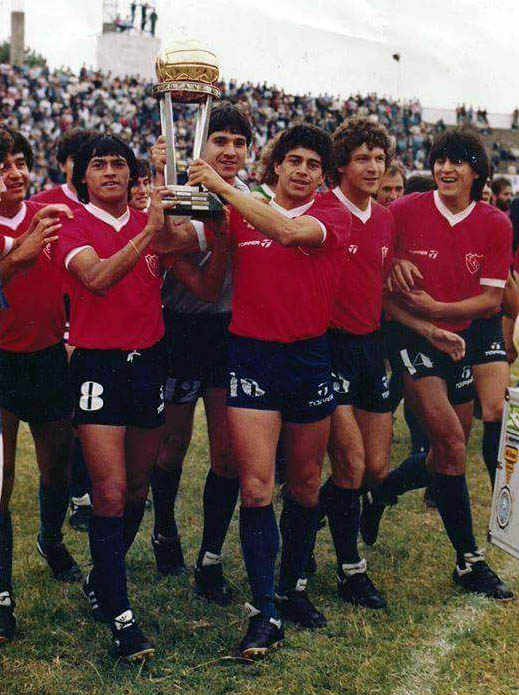
Independiente efter seger i klubb-VM '84.

I Copa Libertadores började 1980-talet med ett starkt uppträdande av uruguayanska lag. Nacional vann 1980 (mot brasilianska Internacional) och 1982 var det Penarol som vann cupen mot chilenska Cobreloa som även hade varit i finalen 1981 där de förlorade mot Flamengo (Brasilien). Ett annat chilenskt lag, America Cali, deltog i finalerna 1985–1987 men förlorade alla. De starka argentinska lagen vann cupen 1984–1986: först Independiente, sedan Argentinos Juniors och slutligen River Plate. Därefter var det Uruguays tur igen när Penarol vann 1987 och Nacional 1988. Titeln 1989 gick till colombianska Atlético Nacional de Medellin.
I African Champions Cup dominerade de nordafrikanska lagen på 1980-talet på grund av bättre ekonomiska möjligheter och en bättre ligaorganisation. Egyptiska Al Ahly och Zamalek intog en ledande ställning genom sina segrar 1982 och 1987 respektive 1984 och 1986. Även algeriska lag var framgångsrika med Jeunesse Electronique Tizi-Ouzou (1981) och Entente Plasticiens (1988), likaså marockanska lag genom Forces Armées Rabat (1985) och Raja Casablanca (1989). Även lag från Kamerun (Canon, 1980) och Ghana (Asante Kotoko, 1983) kunde vinna African Champions Cup.
Klubb-VM ändrades 1980 och bestod nu av en enda match som spelades i Tokyo med bilföretaget Toyota som huvudsponsor. Därmed återvände de europeiska lagen (se ovan) men de sydamerikanska lagen fortsatte att dominera med segrar 1980–1984, 1986 och 1988. Juventus vann efter straffar 1985, Porto vann 1987 och Milan vann 1989.

### Landslagsfotboll
Italien blev värdnation för Europamästerskapen 1980 som hade ändrat formatet, nu var det två grupper a fyra lag där segraren i respektive grupp gick till final. Västtyskland visade tidigt att de var favoriter och genom ett 2–1 mot Belgien i finalen vann de sin andra titel. I bronsmedaljmatchen förlorade Italien mot Tjeckoslovakien men eftersom spelarna visade ett uppenbart ointresse för matchen avskaffades matchen om tredje platsen strax därefter. I stort sett fanns det ganska mycket kontinuitet mellan VM 1978 och EM 1980. De främst placerade lagen spelade fortfarande 1-3-3-3 med man-mot-man-markering och man spelade en mer säkerhetsinriktad fotboll. Några av turneringens mest framstående spelare var Antognoni (Italien), Ruud Krol (Nederländerna) och Karl-Heinz Rummenigge (Västtyskland).

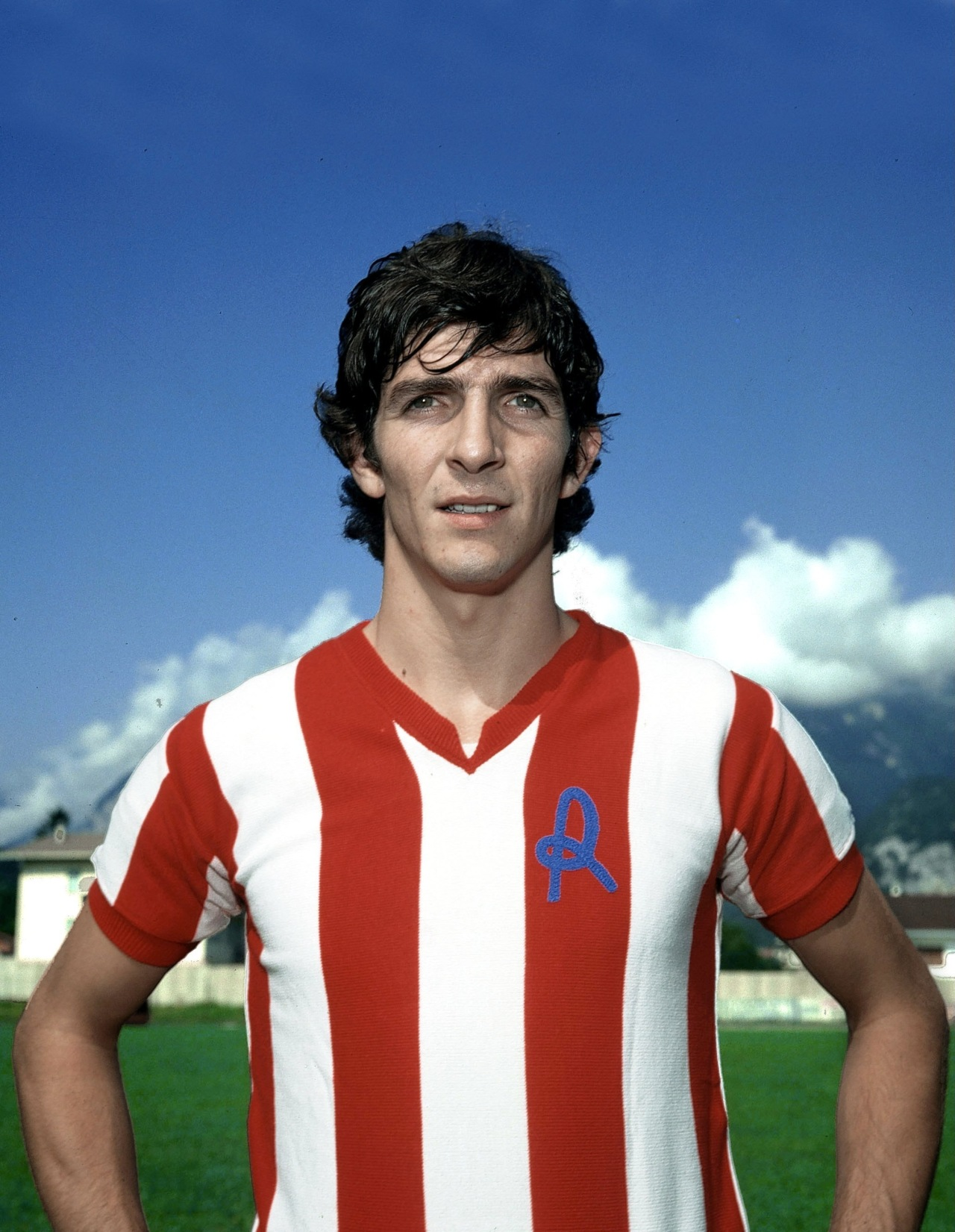
Paolo Rossi.

VM 1982 i Spanien spelades för första gången med 24 lag och med Skottland, England och Nordirland deltog tre brittiska lag varav dock Skottland inte lyckades nå andra gruppspelsfasen, Nordirland vann första gruppspelsfasen men vann ingen match i andra fasen och England hade inte förlorat än innan de i sista matchen mötte Spanien som England dock inte lyckades besegra, istället var det Västtyskland som gick nådde semifinalen. Västtyskland hade svårigheter under turneringen och var nära att åka ut redan i första gruppspelsfasen. Att detta inte hände berodde på en händelse som gick till historien som The non-aggression pact of Gijón. Algeriet hade vunnit sina matcher men för att gå vidare krävdes att Västtyskland skulle förlora sista matchen mot Österrike. Om Västtyskland vann skulle både tyskarna och Österrike gå vidare. Västtyskland tog ledningen genom Horst Hrubesch efter elva minuter och därefter minskade aktiviteten i matchen mer och mer. Efter 52 minuter började publiken bua när det blev uppenbart att inget av de två lagen ville göra något mer mål. Statistikföretaget Opta redovisar tre skott på mål under hela andra halvleken, inget av skotten gick på mål. Den brittiske tevekommentatorn Hugh Johns sa under matchens slutminuter: "Detta är en av de mest vanhedrande landslagsmatcher jag någonsin har sett". Spelare från både Västtyskland och Österrike sa efter matchen att de struntade i resultatet och att de enbart var fokuserade på att nå nästa gruppspelsfas. Efter denna incident bestämde FIFA att matcherna i gruppspelsfasens sista omgång skulle spelas parallellt. Västtyskland nådde så småningom semifinalen mot Frankrike och även denna match ackompanjerades av en skandal när den västtyske målvakten Schumacher attackerade fransmannen Patrick Battiston med en brutal tackling. Matchen gick till straffläggning som Västtyskland vann och således nådde finalen. Italien nådde andra gruppspelsfasen via andra platsen (bakom Polen) men fortsatte därefter med vinster mot både Brasilien och Argentina, mot de sistnämnda lyckades anfallaren Paolo Rossi göra en hattrick och även i semifinalen mot Polen gjorde han matchens båda mål. I finalen mot Västtyskland missade Antonio först en straff i 25:e minuten innan Rossi nickade in målet via ett inlägg av Claudio Gentile tio minuter inne i andra halvleken. Marco Tardellis vänsterskott utökade Italiens ledning och inhopparen Alessandro Altobelli gjorde 3–0. Västtyskarna reducerade genom Paul Breitner två minuter senare men detta hindrade inte Italien från att vinna sin första VM-titel sedan 1938. Italiens vinst var också en seger för Italiens nymodiga och offensiva kontringsfotboll som imponerade genom snabba passningar, spelvändningar och ett blixtsnabbt omställningsspel. Det var förbundskaptenens Enzo Bearzots förtjänst som lärde sitt lag runt stjärnorna Dino Zoff, libero Scirea playmakern Antgnoni och anfallaren Rossi att släppa den traditionellt defensiva fotbollen. Uppställningen bestod av ett 1-3-3-3 som fortsatte att vara det system som användes huvudsakligen. Västtyskarna spelade traditionellt tyskt med libero och ett stabilt försvarsspel kombinerat med ett rationellt sätt att spela, för de mer oförutsebara inslagen stod Paul Breitner och Pierre Littbarski. 1-3-3-3 var även det system som Argentina använde sig av, men utan att kunna återupprepa framgången från 1978 eftersom en del spelare hade passerat toppen (Kempes) och andra spelare var för unga än (Maradona). Laget saknade bredd i anfallsspelet, hade ett långsamt tempo och var för tamt i försvarsspelet. Brasilien fortsatte med sitt traditionella 4-3-3 och försökte att övertyga genom mer artistiska spelare som Zico, Falcao, Socrates och Junior, dock utan att lyckas. Även Frankrike praktiserade en mer spektakulär offensivfotboll och framförallt mittfältet briljerade med spelare som Michel Platini och Jean Tigana. England försökte sig på rak backlinje och zonförsvar men saknade kreativitet i anfallsspelet. Sverige kvalificerade sig inte för detta VM.

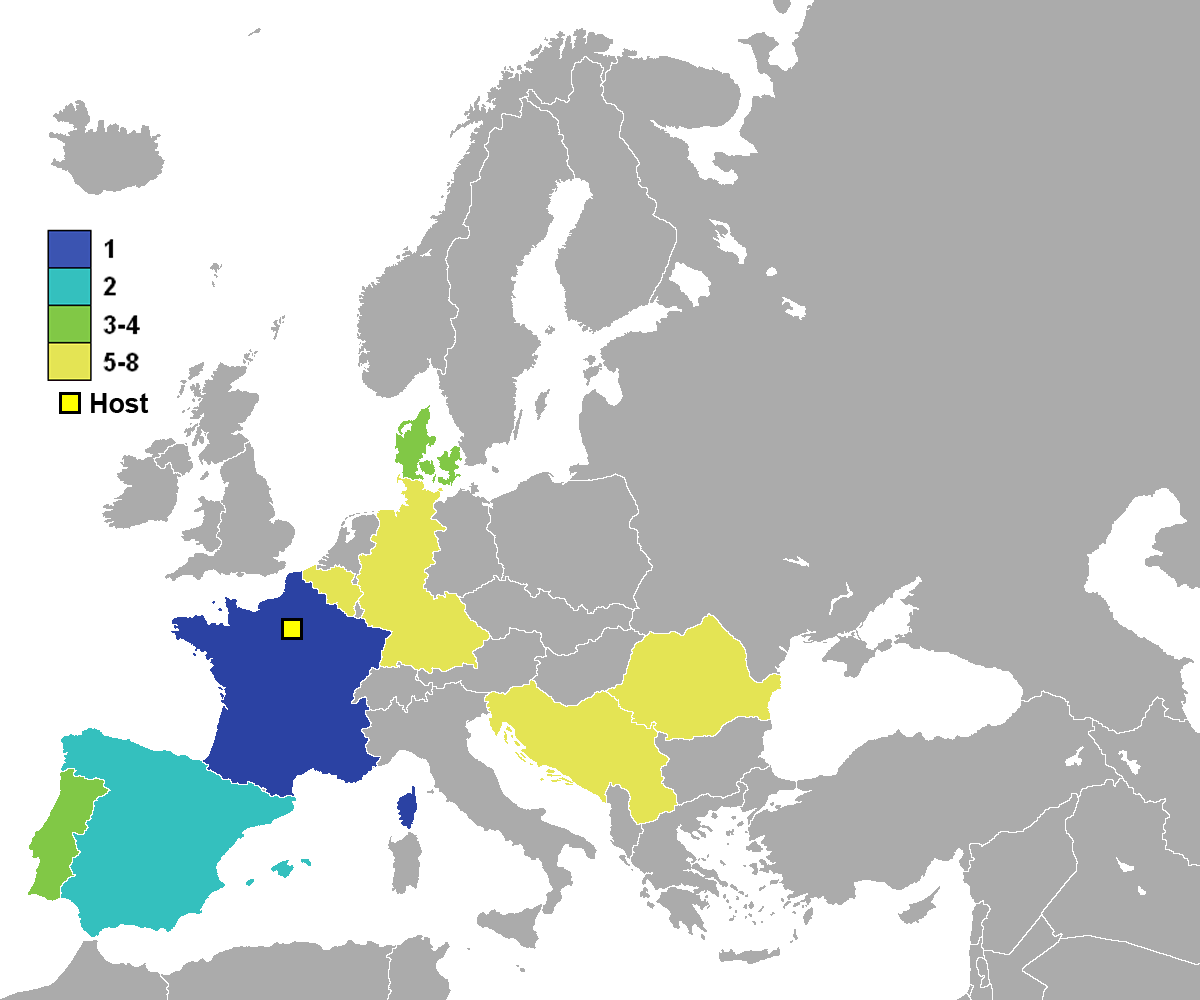
Ländernas placering i EM 1984.

EM 1984 spelades i Frankrike men ägde rum utan flera stora länder då varken Italien eller de brittiska nationerna hade kvalificerat sig. Västtyskland deltog men gjorde en medioker insats. Frankrike hade ett bra lag, särskilt i mittfältet med den utomordentlige Michel Platini. Andra lag som spelade en bra turnering var Danmark, som övertygade med teknik och bollkänsla, samt Portugal. Men båda lagen förlorade sina semifinaler mot Spanien respektive Frankrike. Finalen vann Les Bleus mot ett skade- och utvisningsdrabbat Spanien. Det som var nytt för detta mästerskap var att det etablerades ett nytt spelsystem med 3-5-2 respektive 1-2-5-2. Poängen var att mittfältet skulle få mer tyngd med syftet att få mer bredd och djup över hela spelplanen. I försvaret fick två backar i uppdrag att markera man-mot-man medan en back fick en friare roll. Anfallsspelet initierades genom korta passningar. I Frankrikes lag var även mittfältarna en viktig del av anfallsspelet. Något annat som utmärkte denna turnering var tuffa närkamper och brutala tacklingar.

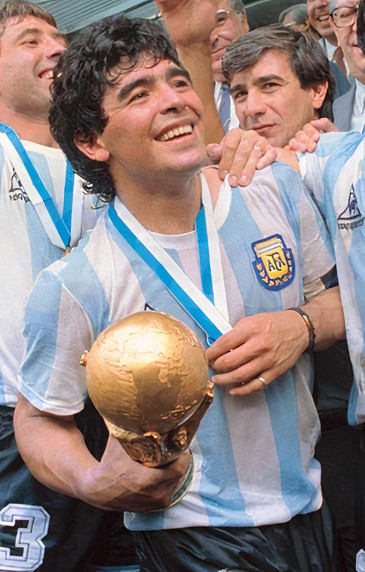
Diego Maradona efter VM-guldet 1986.

I VM 1986 avskaffades den andra gruppspelsfasen och istället började åttondelsfinalerna direkt efter gruppspelet. Sverige var inte med eftersom man inte hade lyckats att kvalificera sig i kvalgruppen med Västtyskland, Portugal och Tjeckoslovakien. Danmark däremot nådde VM och spelade en offensiv fotboll där man skiftade mellan 3-5-2 och 4-3-3 med Morten Olsen som libero. Med utlandsproffs från Italien, Västtyskland, Nederländerna och England resulterade det danska spelet i många mål och vann många sympatier hos allmänheten men åkte på storförlust mot Spanien i åttondelsfinalen. England vann sin grupp genom en seger mot Polen som banade vägen för spel i åttondelen där de slog Paraguay. Gary Lineker var lagets anfallsstjärna som enbart i de två matcherna gjorde fem mål och gjorde ett sjätte i kvartsfinalen mot Argentina men det var sydamerikanerna som med sin nya stjärna Diego Maradona tog sig vidare till semifinal. Matchen förblev dock i tittarnas minne genom en närkamp mellan Maradona och målvakt Peter Shilton där båda hoppade för att komma åt bollen och där Maradona boxade bollen i mål. Om detta mål sa Maradona efter matchen "Även om det var hands så var det guds hand" och "Målet gjordes lite grand genom guds hand och lite grand genom Maradonas huvud". Men bortsett från detta mål var Englands problem att de missgynnades av värmen i Mexiko, en effekt som förstärktes av att laget hade satsat mycket på kraft och fore-checking. Argentina å sin sida spelade totalfotboll vilket betydde att anfallarna och försvararna arbetade både offensivt och defensivt. Med kortpassningar i uppbyggnadsfasen överraskades motståndaren med plötsliga genombrott och snabba anfall. Lagets ledare Maradona spelade bakom anfallarna och kombinerade väldigt många roller i sig. Han var både speluppläggare, dribblare och målskytt och överträffade därmed både Cruyff och Beckenbauer. Brasilien hade ett starkt lag och övertygade när det gällde bollbehandling och passningsspelet men spelet var för förutsägbart i offensiven och således åkte Brasilien ut mot Frankrike i kvartsfinalen. Frankrike hade fortfarande ett starkt lag runt Platini, Tigana och Giresse och hade sin stora styrka i mittfältet. Med ett flexibelt passningsspel och en slags totalfotboll där hela laget kunde gå till anfall spelade även Frankrike väldigt offensivt och nådde semifinalen där fransmännen mötte Västtyskland. Västtyskland hade använt sig av ett 3-5-2 eller alternativt ett 5-3-2 under turneringen och präglades av ett väldigt förutsägbart spel men hade fysisk kondition som sitt stora trumfkort. Med detta spelsätt had de gått till utslagningsrundan som tvåa i gruppen efter Danmark och slog Mexiko efter straffar i kvartsfinalen. En seger mot Frankrike i semifinalen gav Västtyskland en plats i finalen där de mötte Argentina. I finalen i Mexico City ledde en tackling av Lothar Matthäus mot Maradona till en frispark som Jorge Burruchaga använde som passning till José-Luis Brown som nickade bollen i mål, Jorge Valdano utökade ledningen till 2–0. Men Västtyskland kom tillbaka i matchen: Karl-Heinz Rummenigge reducerade efter en hörna slagen av Rudi Völler och det var sedan Völler som kvitterade, återigen efter en hörna (83:e minuten). Två minuter senare spelade Maradona en djupledspassning som plockades upp av Burruchaga som skickade in bollen i mål bakom Toni Schumacher och gav Argentina sitt andra VM-guld.

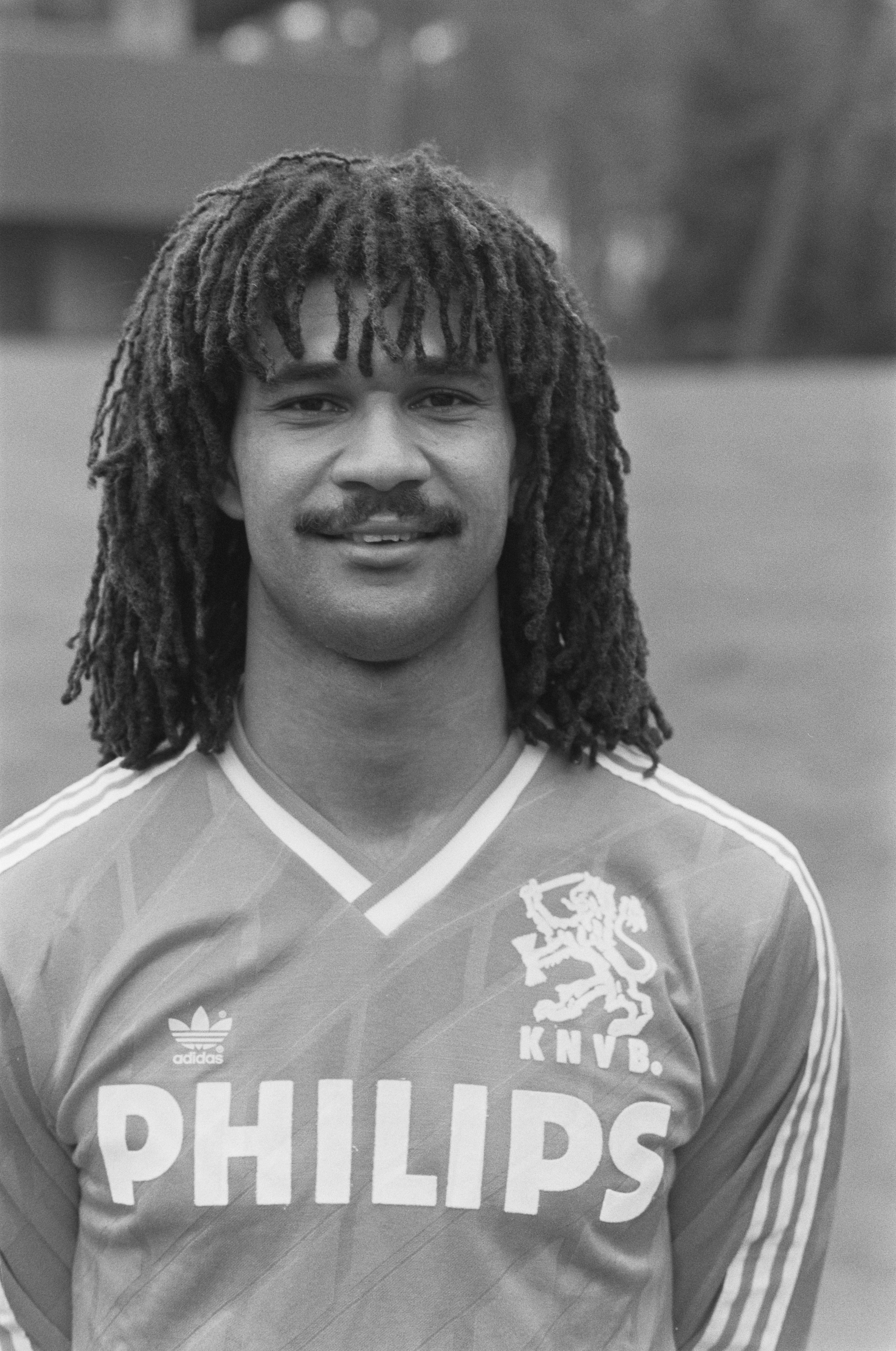
Ruud Gullit (1988).

EM 1988 i Västtyskland blev Nederländernas stora turnering som hade väntat länge på sin första titel. I finalen mot Sovjetunionen, där ryssarna saknade sin defensiva dirigent Oleg Kuznetsov, träffade först Ruud Gullit och sedan Marco van Basten. Sovjetunionen fick en straff men Igor Belanov missade, vilket fastställde slutresultatet (2–0) och gav Nederländerna det efterlängtade EM-guldet. Nederländerna under förbundskapten Rinus Michels spelade ett 3-4-3 (3-4-2-1) där bollen hölls inom det egna laget och att i rätt ögonblick försöker med en avgörande djupledspass. Anfallsfotboll fick därmed klar prioritet. Runt axeln Rijkaard - Koeman - Gullit - van Basten byggdes ett komplett lag som vann guldet.
I 1983 års Copa America användes ett format med dubbla gruppspelsmatcher och anslutande slutspel med en semifinal- och två finalmatcher där Uruguay vann. Eftersom detta system dock ledde till ett stort antal matcher återgick man 1987 till formatet som hade använts på 1970-talet med en enkel gruppspelsfas med efterföljande utslagningsmatcher. Även 1987 vann Uruguay. Brasilien, värdnationen för Copa America 1989, vann årtiondets sista turnering.
I Asian Games vann Irak mot Kuwait 1982, 1986 vann värdnationen Sydkorea mot Saudi-Arabien. I Asian Cup gjorde gulfstaterna ekonomiska investeringar som gav utdelning när Kuwait slog Sydkorea 1980 medan Saudi-Arabien vann 1984 och 1988.
I African Nations Cup var det Nigeria som vann sin första titel på hemmaplan inför 80 000 åskådare i Lagos. 1982 tilläts även spelare som spelade för lag utanför Afrika att delta i landslagsspel. Detta hade blivit nödvändigt eftersom allt fler afrikanska spelare spelade i Europa. Libyen träffade på Ghana i finalen där de sistnämnda med sin större erfarenhet vann efter straffar. 1984 tog Kamerun sin första seger i finalen mot Nigeria. 1984 års ANC i Egypten hade nästan inte spelats på grund av oroligheter med efterföljande utegångsförbud som hade utfärdats av Egyptens hemliga polis. Förbudet hävdes strax innan turneringen började men arenorna omringades av pansarvagnar som var beredda att ingripa ifall oroligheter skulle blossa upp. På planen vann Egypten mot Kamerun efter straffar men Kamerun kom tillbaka två år senare och vann 1988 års final mot Nigeria i Marocko.

## Fotboll på 1990-talet
1992 gick EM-guldet till Danmark, som enbart hade kommit till EM eftersom Jugoslavien (gruppetta i samma kvalgrupp) hade uteslutits på grund av kriget i Jugoslavien. EM 1996 utvidgades turneringen till 16 lag. Denna turnering vann Tyskland. Finalen avgjordes via ett golden goal av Oliver Bierhoff. EM 2000 vann Frankrike genom golden goal i både semifinalen (mot Portugal) och finalen (mot Italien).
Fifa World Cup är numera världens största idrottsevenemang, mätt efter antalet TV-tittare som följer slutspelet vart fjärde år.
Mycket har skett under de senaste 50 åren vad gäller klubblagsfotboll. I mitten av 1950-talet startade Europacupen för mästarlag (nuvarande Uefa Champions League), viken snart följdes av Mässcupen (föregångare till Uefacupen och Europa League) och Cupvinnarcupen. Samtliga turneringar blev snabbt mycket populära. I dagsläget har emellertid intresset för Champions League blivit mycket större än de andra internationella klubblagsturneringarna i Europa och Cupvinnarcupen är numer nedlagd. När antalet TV-kanaler ökade snabbt under 1990-talet, följde även en boom vad gäller livesändningar från såväl nationell som internationell klubblagsfotboll. TV-bolagen betalar numera astronomiska belopp för sändningsrättigheterna till Champions League och de största nationella ligorna. Även transfersummorna och spelarlöner har stigit mycket kraftigt från mitten av 1990-talet till nutid. 1 september 2013 betalade Real Madrid världsrekordsumman 85 miljoner pund, nästan 900 miljoner kr till Tottenham FC för Gareth Bale från Wales. Real Madrid betalade 80 miljoner pund till Manchester United  för portugisen Cristiano Ronaldo 2009 vilket motsvarade nästan en miljard kr i den då aktuella växelkursen.
Motsvarigheter till Champions League finns f.ö även i Sydamerika, Asien, Nordamerika, Oceanien och Afrika och intresset för internationella klubblagsturneringar är även där mycket stort.
1960 spelades den första Interkontinentala cupen, ett årligt möte mellan mästarna i Europacupen och Sydamerikas motsvarighet Copa Libertadores och arrangerat av Uefa och Conmebol. Efter några trevande försök av Fifa att anordna ett världsmästerskap för klubblag tog man över arrangemanget definitivt 2005 och turneringens officiella sedan 2006 är FIFA Club World Cup. Till skillnad från den gamla Interkontinentalcupen deltar mästarklubbarna från samtliga kontinenter samt mästarna i arrangörslandet, totalt 7 lag.
I dag spelas fotboll med 11 spelare på plan, varav en målvakt. De övriga spelarna kan lagen välja att placera ut som de vill i positionerna, back, mittfältare och anfallare. Inomhusfotboll spelas ofta på betydligt mindre planer (ungefär i samma storlek som en handbollsplan) och då använder man femmannalag.

### Damfotbollens expansion
Det skulle dröja lång tid innan damfotboll i organiserad form spelades men under 1900-talets andra hälft blev emellertid även damfotboll allt mer utbredd och 1991 spelades det första världsmästerskapet för damer. Turneringens officiella namn är: FifaWomen's World Cup. Även i damfotbollen finns det nationella seriespel och internationella cupturneringar. I det första världsmästerskapet deltog 12 länder, i nästa VM 2015 kommer 24 lag att delta.

## Fotbollsvarianter
Två varianter av fotboll, futsal och strandfotboll har under de senaste decennierna blivit allt populärare. På internationell nivå organiseras såväl futsal som strandfotboll av Fifa. I futsal finns det även en mindre organisation kallad AMF (Association mundial de futsal). 1985 anordnade Fifa det första världsmästerskapet i futsal och sedan 1986 är turneringens officiella namn FIFA Futsal World Cup. Turneringen spelas vart fjärde år. VM i strandfotboll, officiellt Fifa Beach Soccer World Cup har spelats sedan 1985, Fifa tog över som arrangör 2005 tillsammans med Beach Soccer Worldwide'. 
Såväl futsal som strandfotboll har alltså officiell status som egna varianter av traditionell fotboll. I Sverige organiseras futsal och strandfotboll av Svenska Fotbollförbundet.

## Viktiga årtal och datum

### 1863–1908
- 1863: Englands Football Association (FA) grundas, världens äldsta nationella fotbollsförbund.
- 1866: Passningar framåt tillåts efter en ändring av offside-regeln
- 1871: I England instiftas första FA-cupen i fotboll för herrar.
- 30 november 1872: I Storbritannien spelar England och Skottland 0–0 i den första officiella landskampen i fotboll för herrar någonsin.
- 28 maj 1874: Tidningen Göteborgs-Posten skriver det första "fotbollsreferatet" i Sverige, då man rapporterar från bildandet av ... ett sällskap för gymnastiska lekar i det fria då tjugo medlemmar hade tecknat sig och "...redan samma afton företogs å Heden ett par fotbollsspelarlekar, hvilka syntes vara af mycket animerad beskaffenhet". Redan året därpå bildades Göteborgs Bollklubb.[149]
- 1888: The Football League, världens första nationella proffsliga, startar i England; 12 lag deltar och Preston North End vinner serien
- 18 maj 1889: I Köpenhamn i Danmark grundas det danska fotbollsförbundet Dansk Boldspil-Union.
- 22 maj 1892: Den första fotbollsmatchen i Sverige med moderna regler spelas på Exercisheden i Göteborg. Örgryte IS besegrar IS Lyckans Soldater med 1–0.
- 30 april 1902: I Norge bildas Norges Fotballforbund. 2 juni - I Norge vinner Grane IK mot Odds BK med 2–0 i finalen i den upplagan av det norska cupmästerskapet i fotboll för herrar.
- 21 maj 1904: Vid ett möte i Paris i Frankrike bildas världsfotbollförbundet FIFA. 18 december - I Sverige bildas Svenska Fotbollförbundet.
- 12 juli 1908: I Göteborg i Sverige vinner Sverige med 11–3 mot Norge i den första landskampen i fotboll för herrar i någon av de nordiska staterna.

### 1924–1930
- 3 augusti 1924: I Sverige sparkar Allsvenskan igång sin första säsong.
- 1925: Offside-regeln modifieras
- 7 juni 1925: I Sverige vinner Gais den första upplagan av Fotbollsallsvenskan.
- 1930: Juli - I Uruguay spelas första VM i fotboll för herrar. Uruguay vinner turneringen.

### 1954–1991
- 15 juni 1954: Vid ett möte i Basel i Schweiz bildas det internationella europeiska fotbollsförbundet Uefa.
- 4 september 1955: Premiär för första upplagan av Europacupen för herrar.
- 1955: Premiär för Mässcupen
- 1 augusti 1960: Premiär för Cupvinnarcupen
- 1967: Sverige avskaffar amatörbestämmelserna
- 14 september 1971: premiär för första upplagan av UEFA-cupen (som ersätter Mässcupen)
- 1984: Norge avskaffar amatörbestämmelserna.
- 1991: November - I Kina spelas första dam-VM i fotboll. USA vinner turneringen.

### Sedan 1993
- 1993: Premiär för Uefa Champions League; Marseille vinner finalen mot AC Milan med 1 - 0
- November 1995: Bosmandomen förändrar möjligheten för fotbollsspelare från EU att byta klubb. Spelare vars kontrakt har gått ut får nu byta klubb utan att någon transfersumma betalas. Begränsningarna på hur många utländska spelare från EU en klubb får använda tas också bort.
- 1996: EM spelas för första gången med 16 lag
- 3 augusti 1996: Nigeria blir första afrikanska lag att vinna OS-guld; Första OS-turneringen i fotboll för damer avgörs, och vinns av USA.
- 1998: VM spelas för första gången med 32 lag
- 19 maj 1999: sista finalen i Cupvinnarcupen spelas
- 14 september 2001: Premiär för Uefa Women's Cup (sedan 2009: UEFA Women´s Champions League)
- 2007: Dam-VM i fotboll 2007 i Kina är det första världsmästerskapet med prispengar
- 2009: UEFA-cupen slås ihop med Intertotocupen och byter namn till UEFA Europa League. Även formatet ändras till gruppspel med efterföljande utslagsspel
- 2013: Målkameran ("goal-line technology") introduceras i Premier League
- 2016: EM spelas för första gången med 24 lag
- 21 september 2016: Videodomare (VAR) används för första gången i en tävlingsmatch (nederländska KVNB-cupen)
- 2021: I Europa införs Europa Conference League som tredje nivå under Champion's League och Europa League
- 2024: Champion's League-formatet kommer att ändras till en rak serie med efterföljande utslagsspel; samma ändring kommer att ske i både Europa League och Europa Conference League
- 2026: VM kommer för första gången spelas med 48 lag